# Biserica de lemn din Stolna

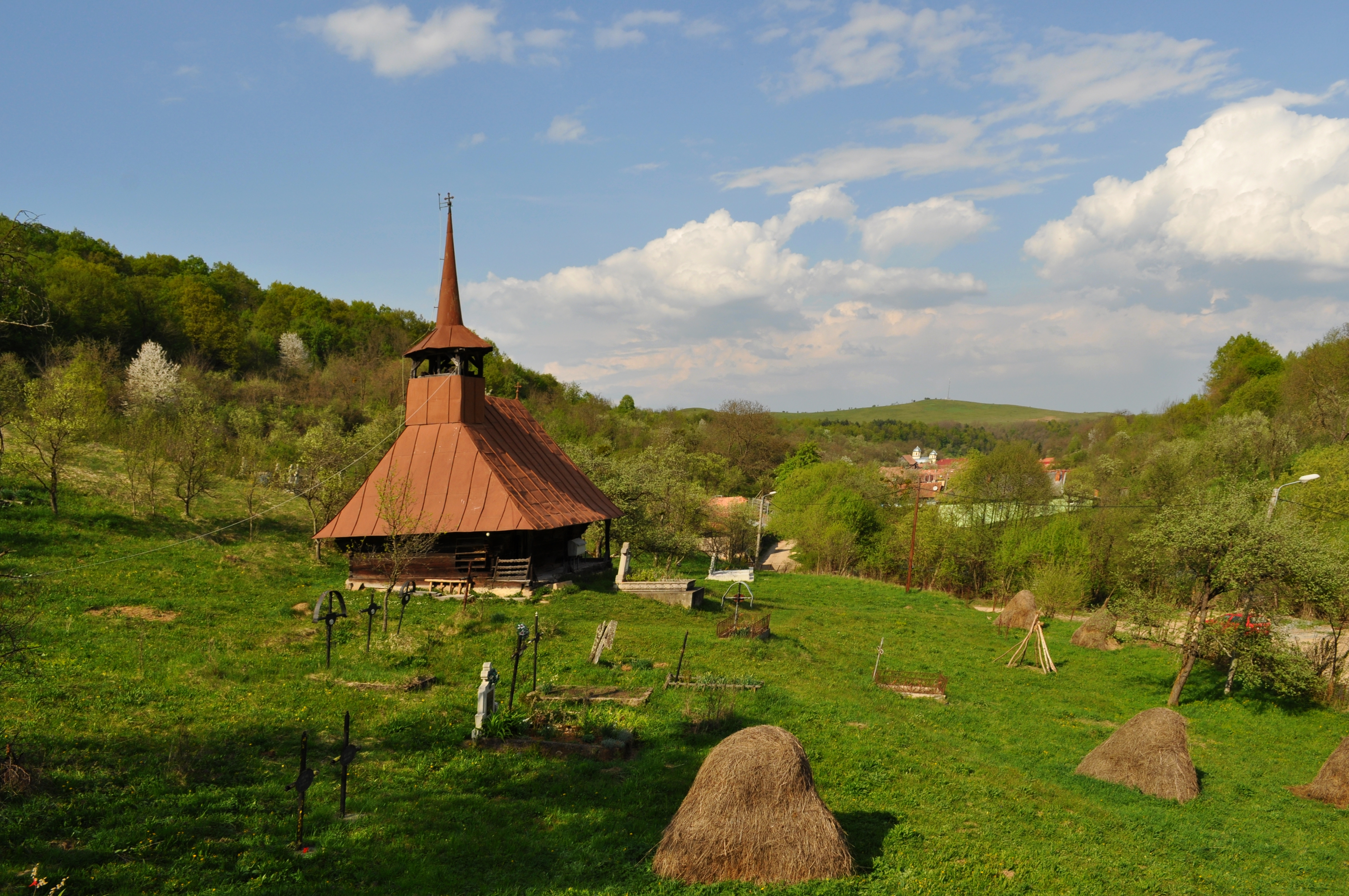
Biserica și împrejurimile, foto: aprilie 2011.

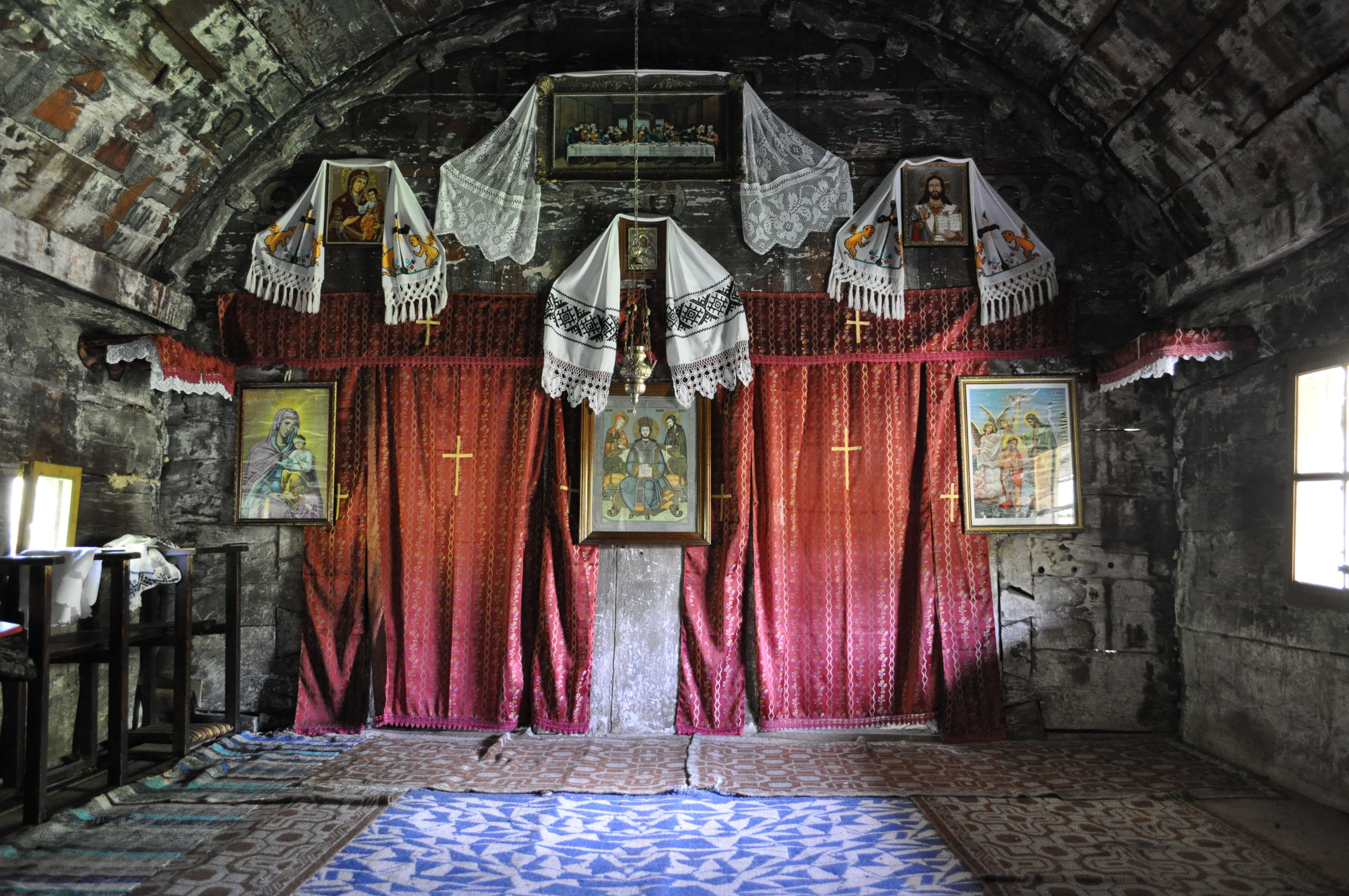
Interiorul navei

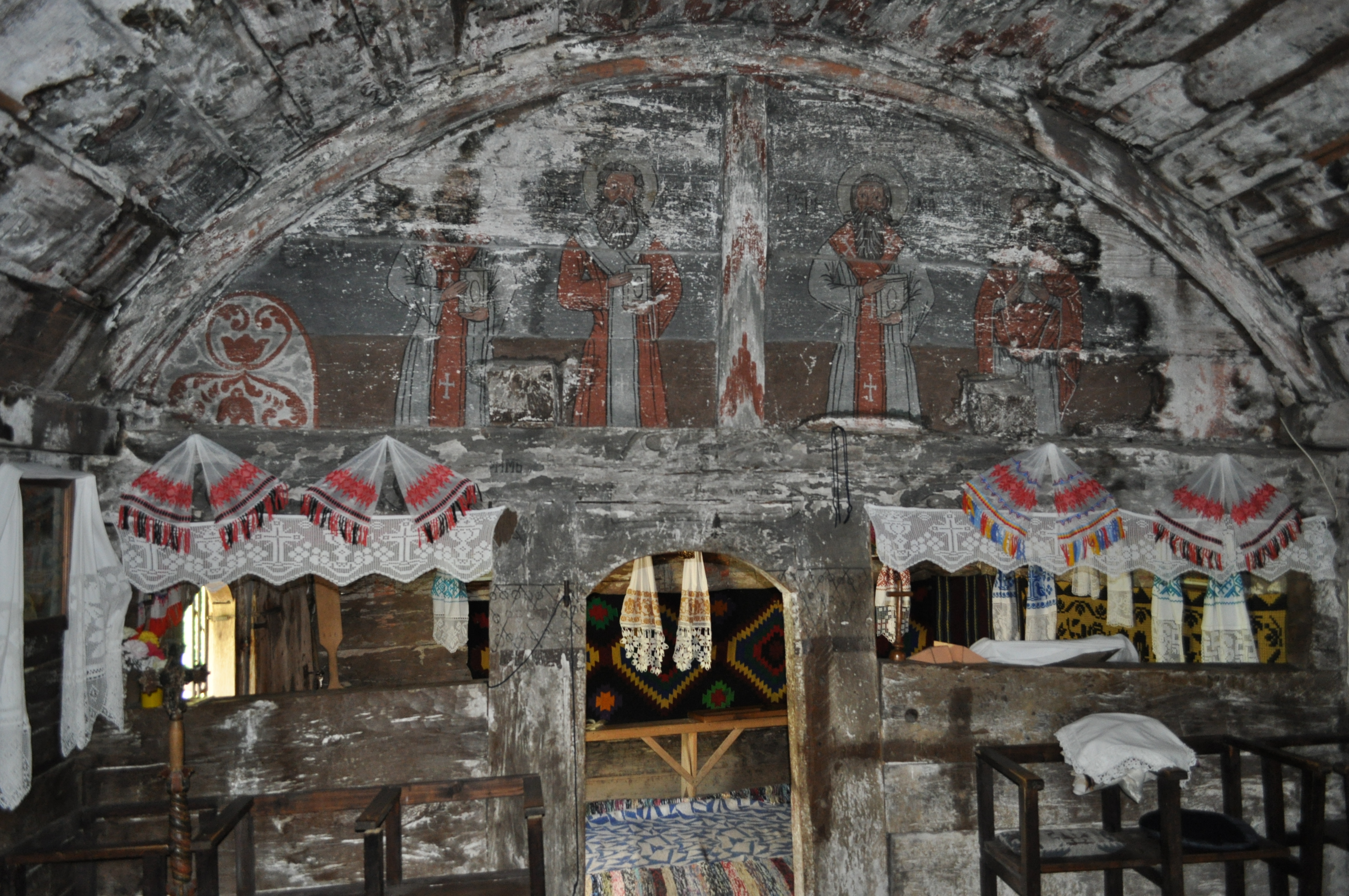
Interiorul navei spre pronaos

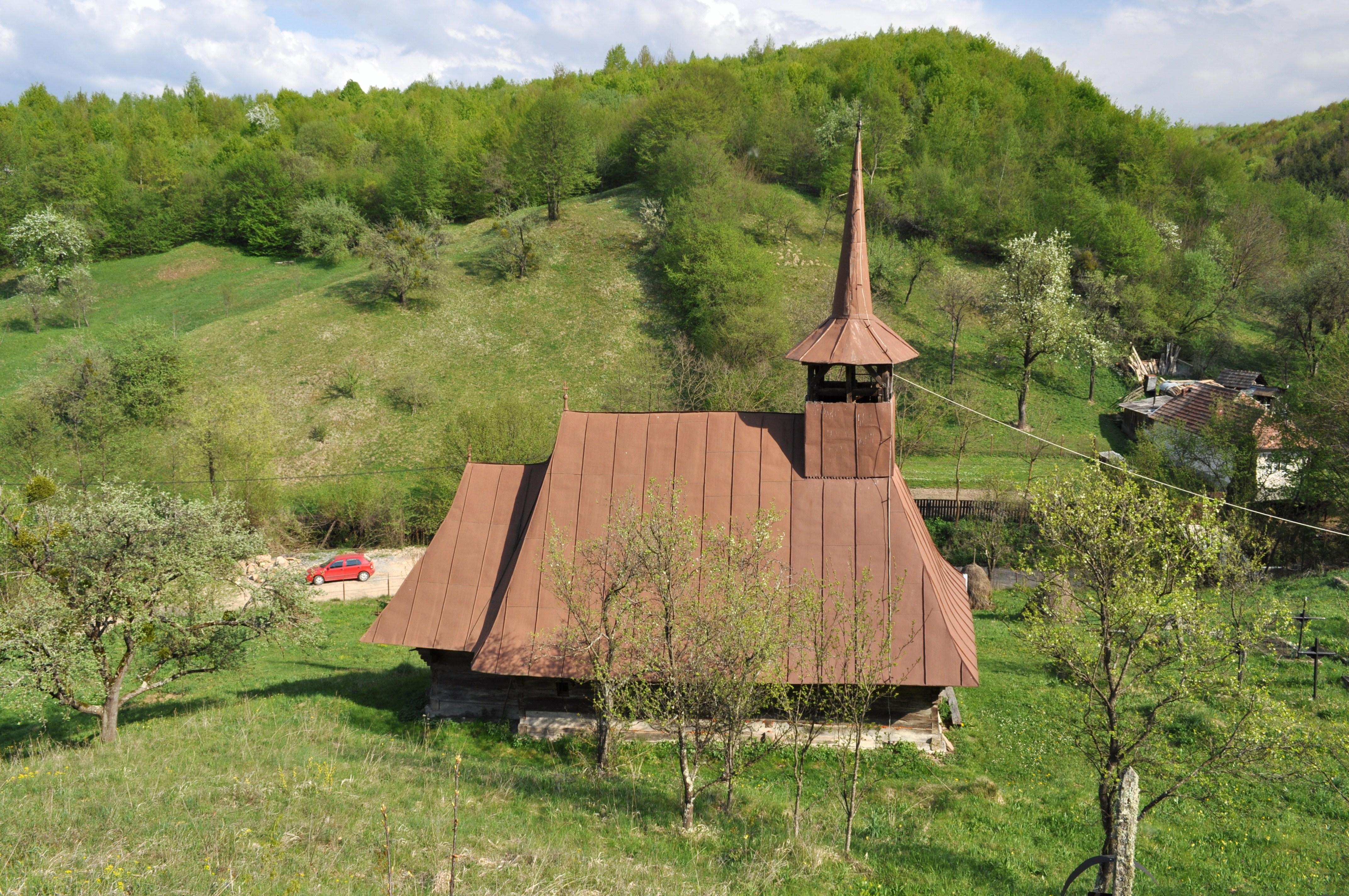
Biserica (nord)

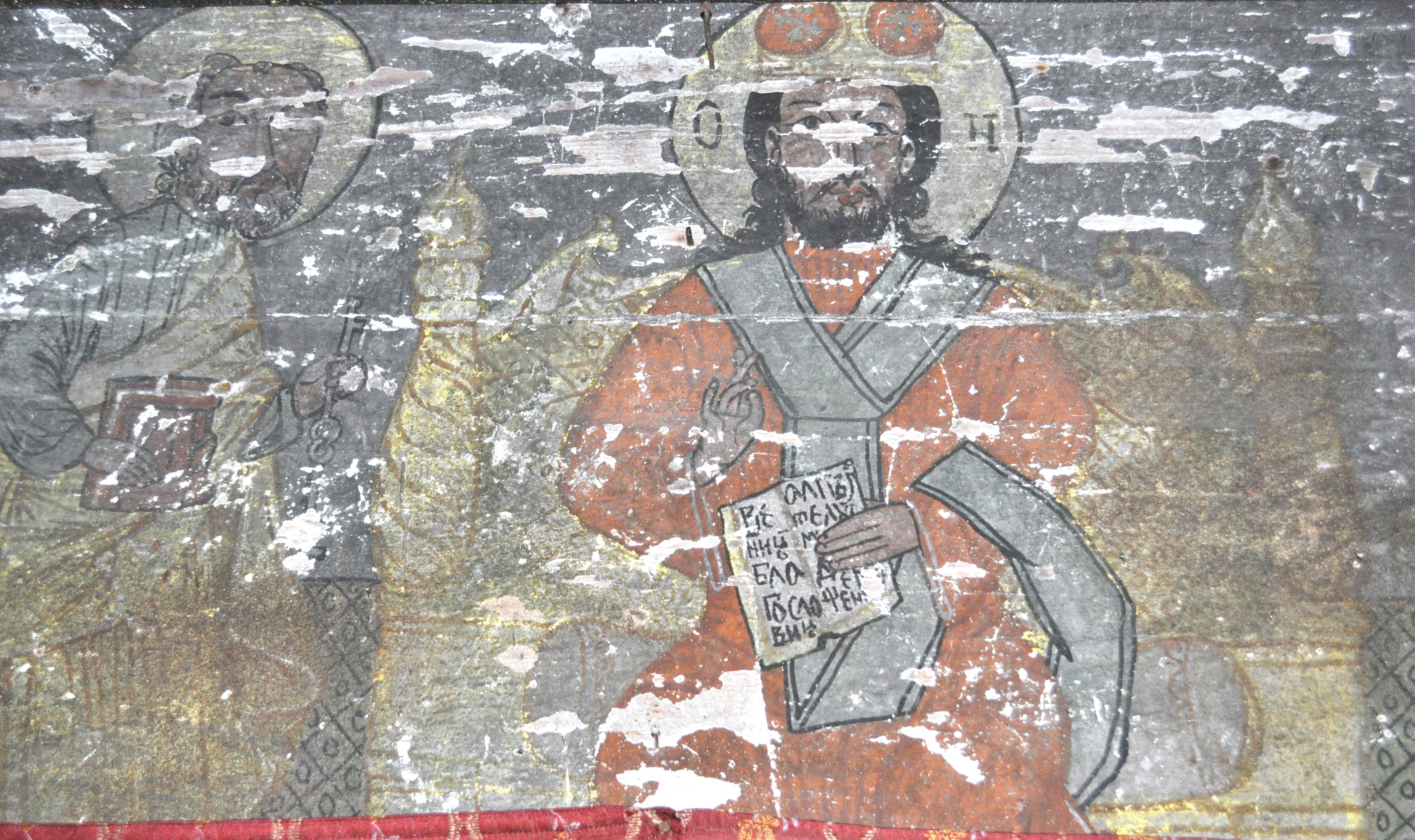
Iisus arhiereu

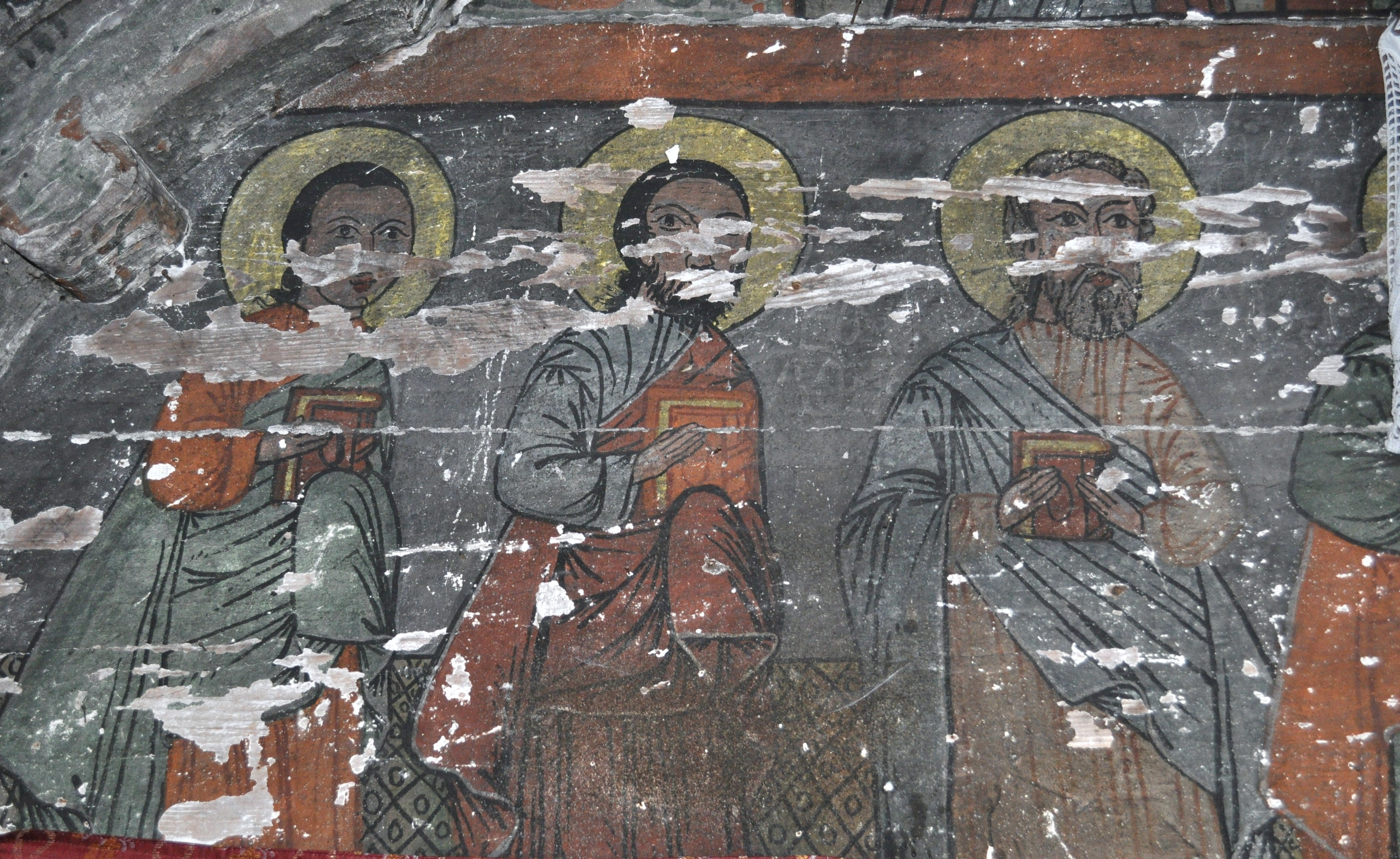
Catapeteasma, detaliu (Apostolii)

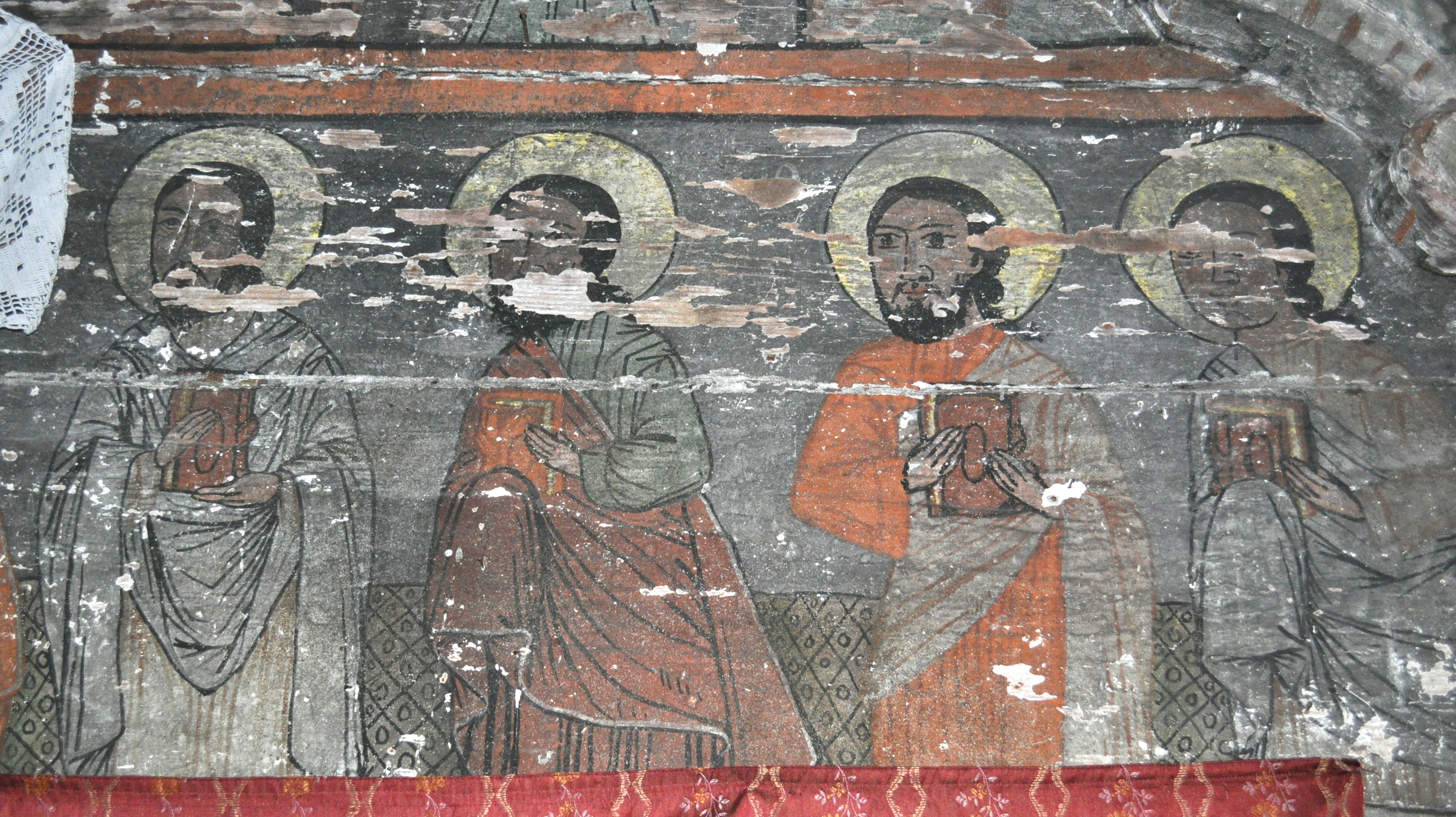
Catapeteasma, detaliu (Apostolii)

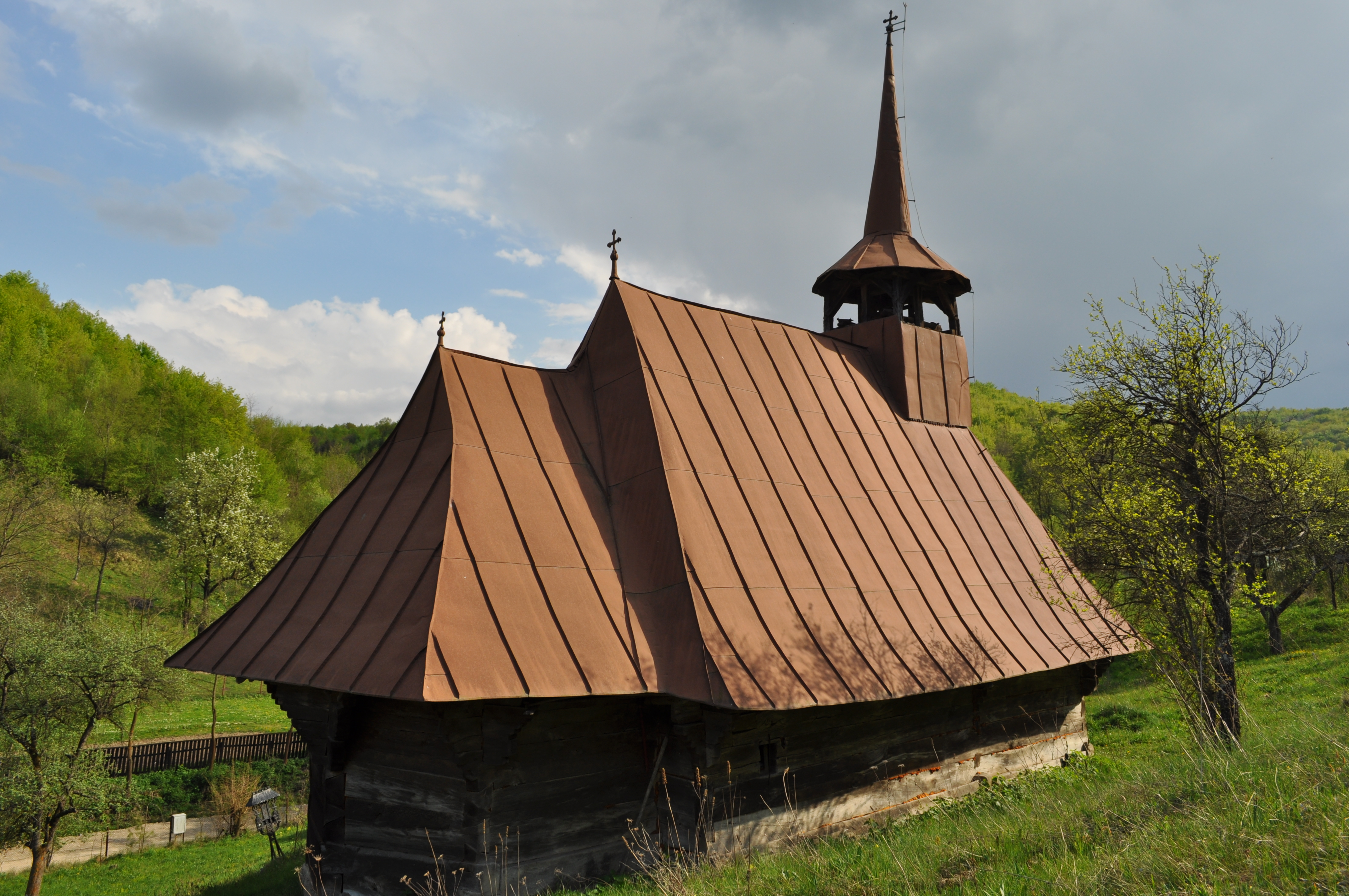
Biserica (nord-est)

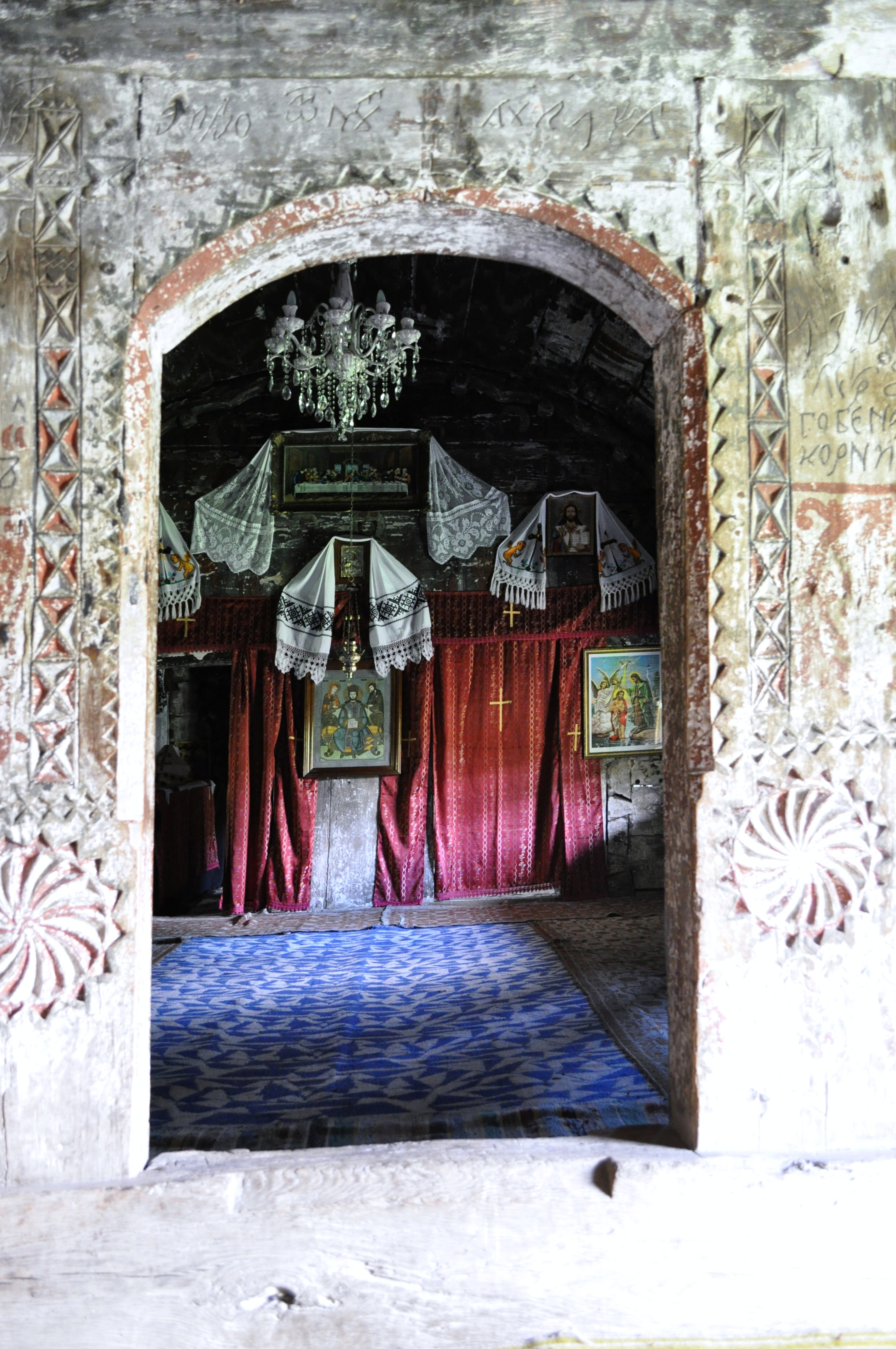
Portalul interior

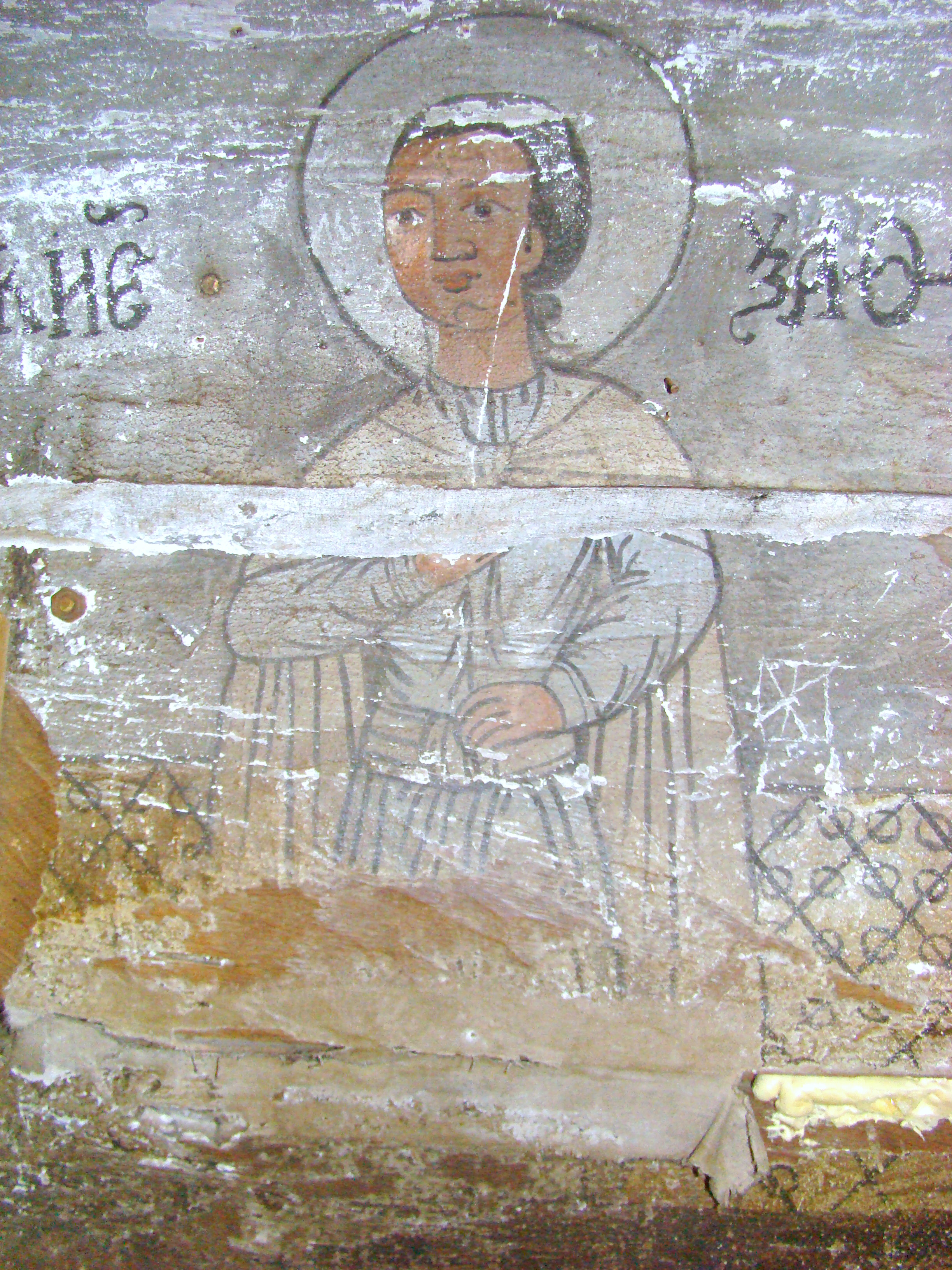
Pictura naosului (latura de sud)

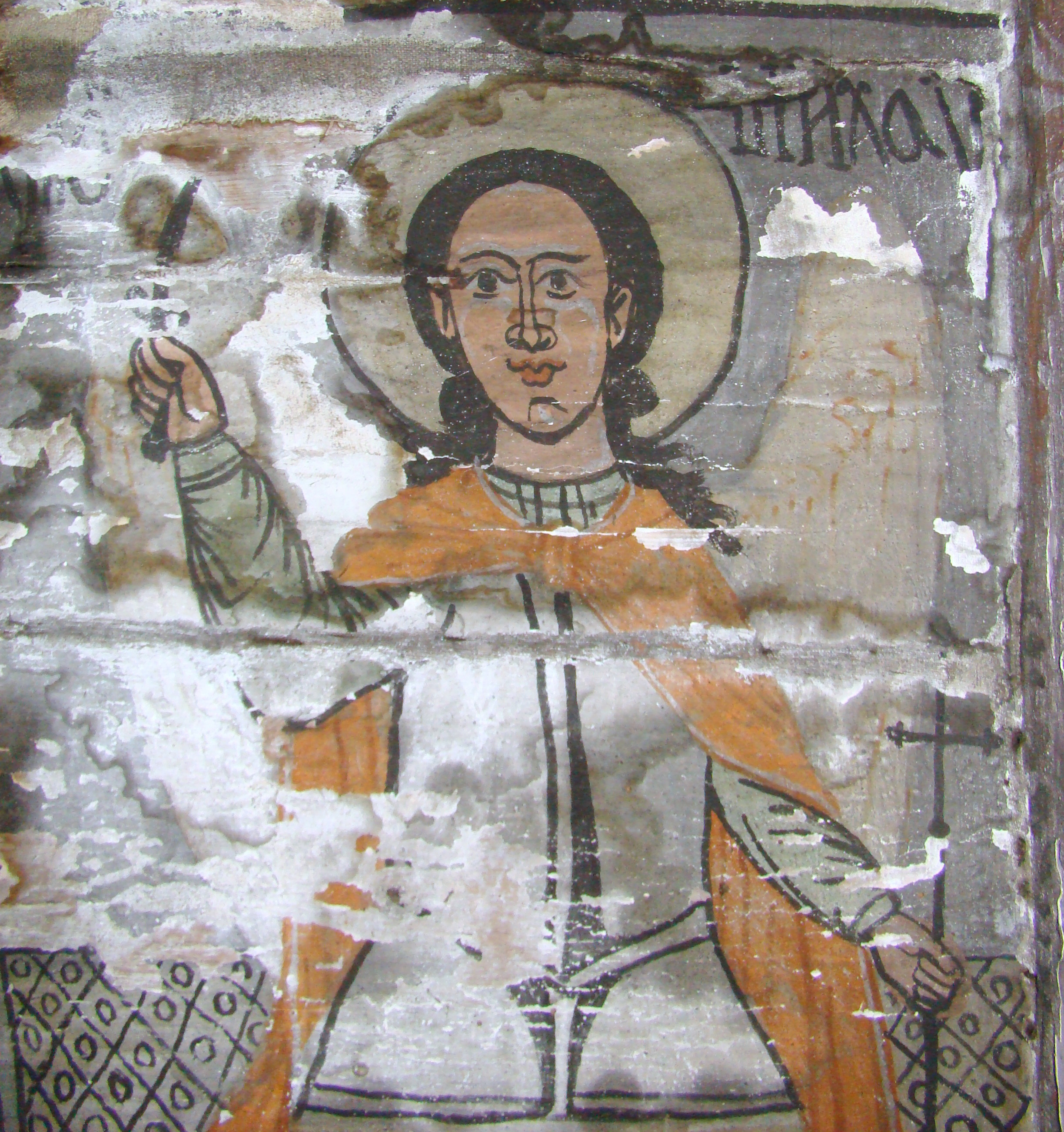
Pictura naosului: sfinții mucenici militari

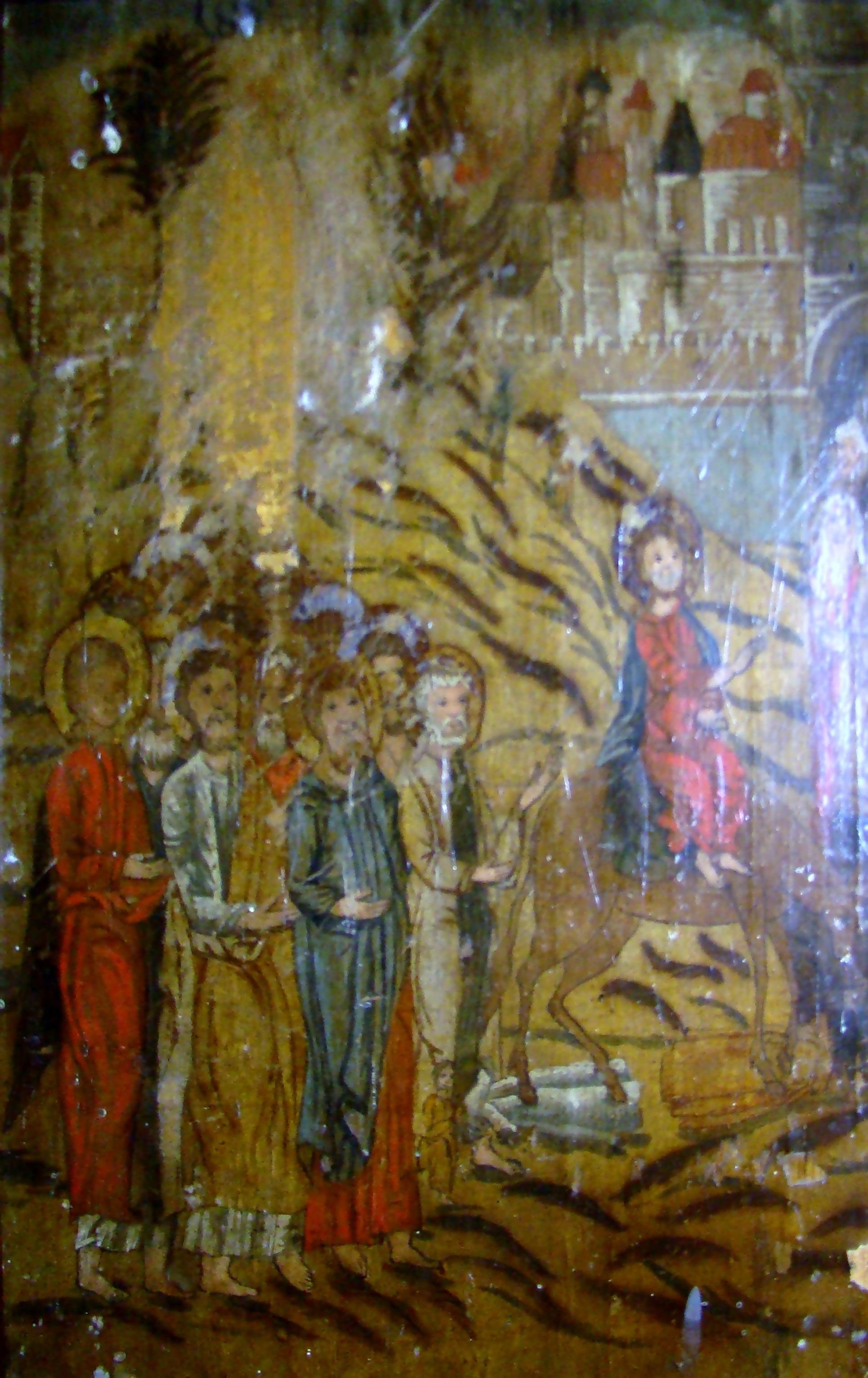
Intrarea în Ierusalim

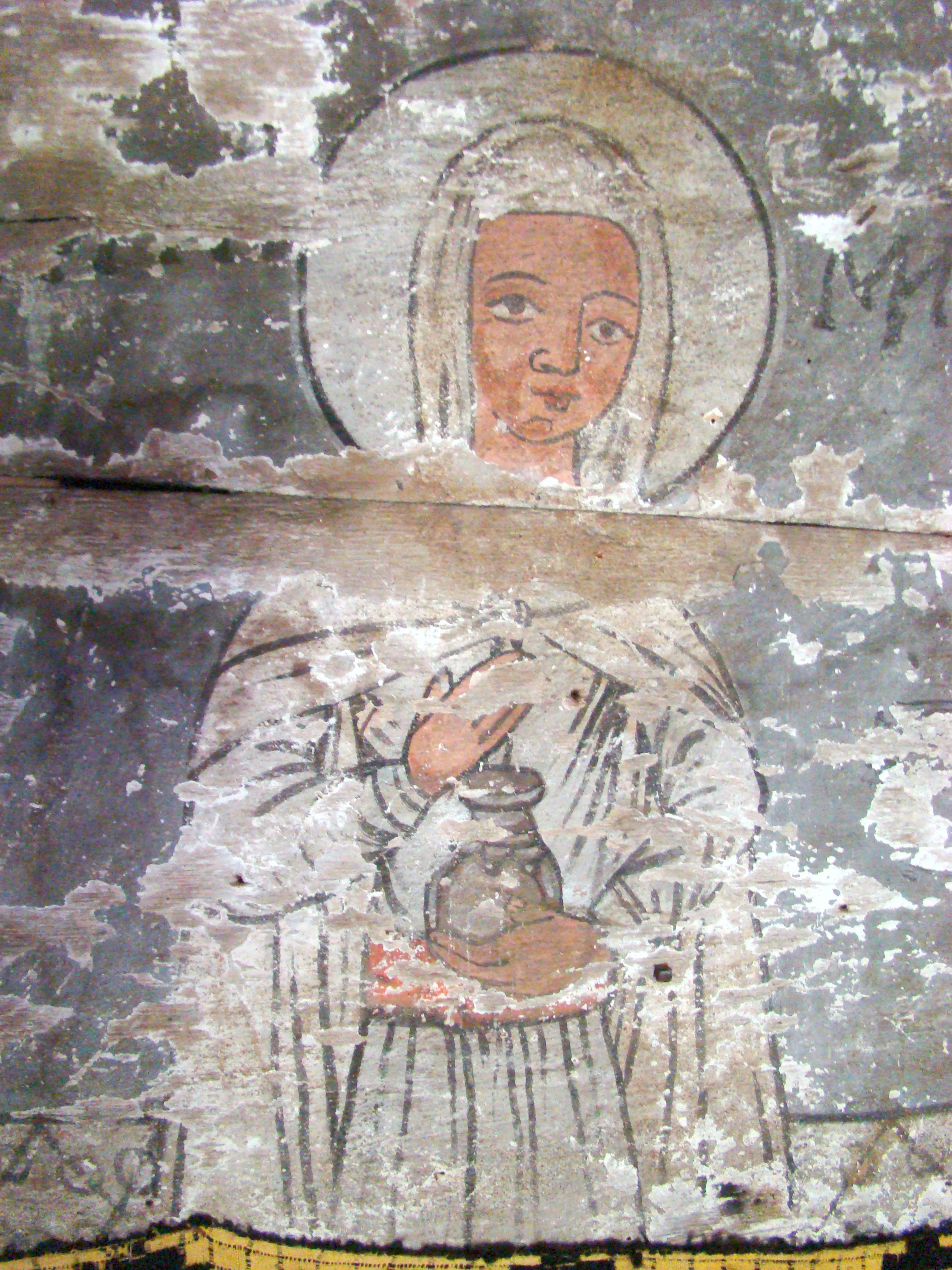
Pronaos (Mironosițele)

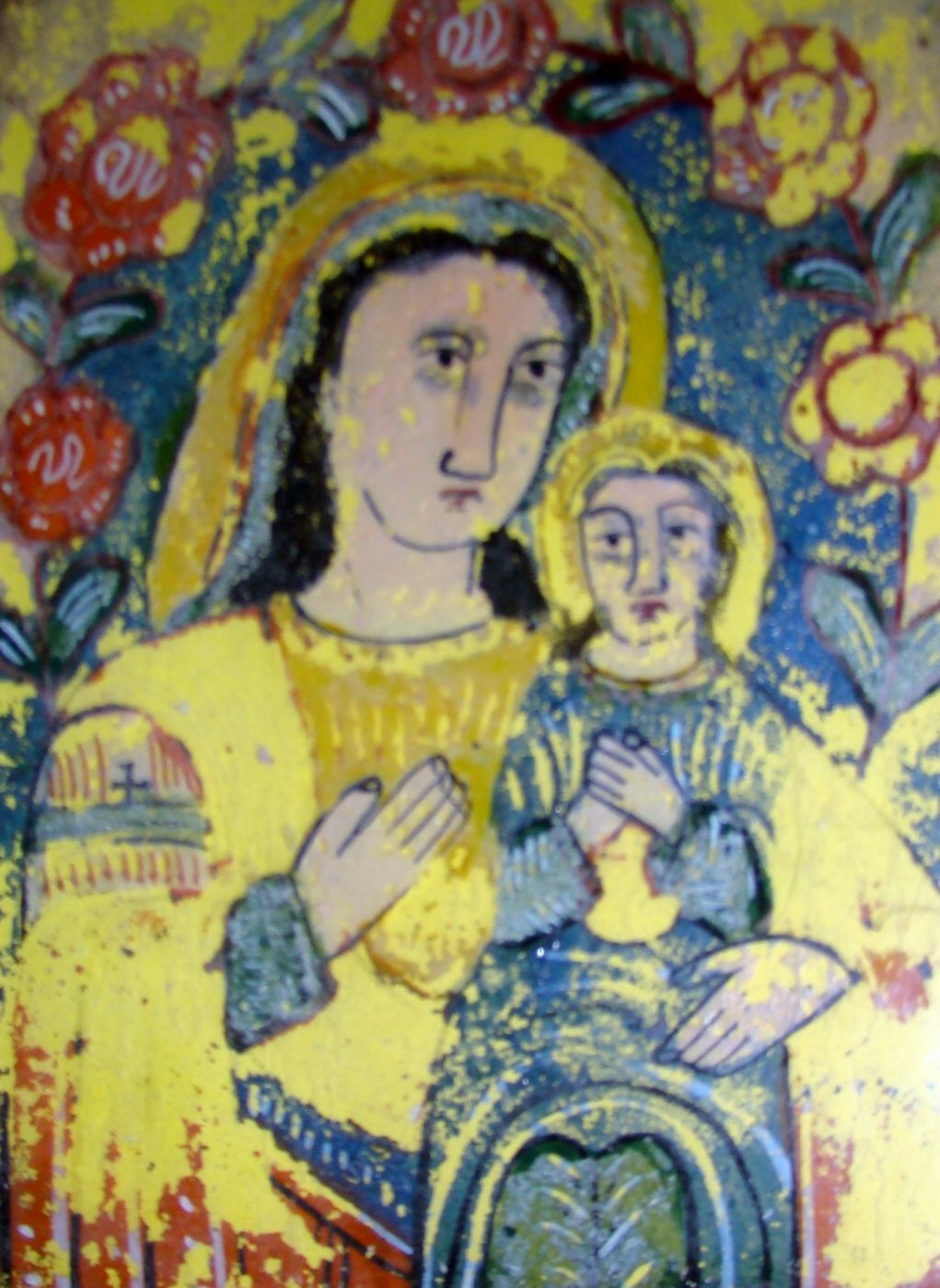
Maica Domnului cu pruncul

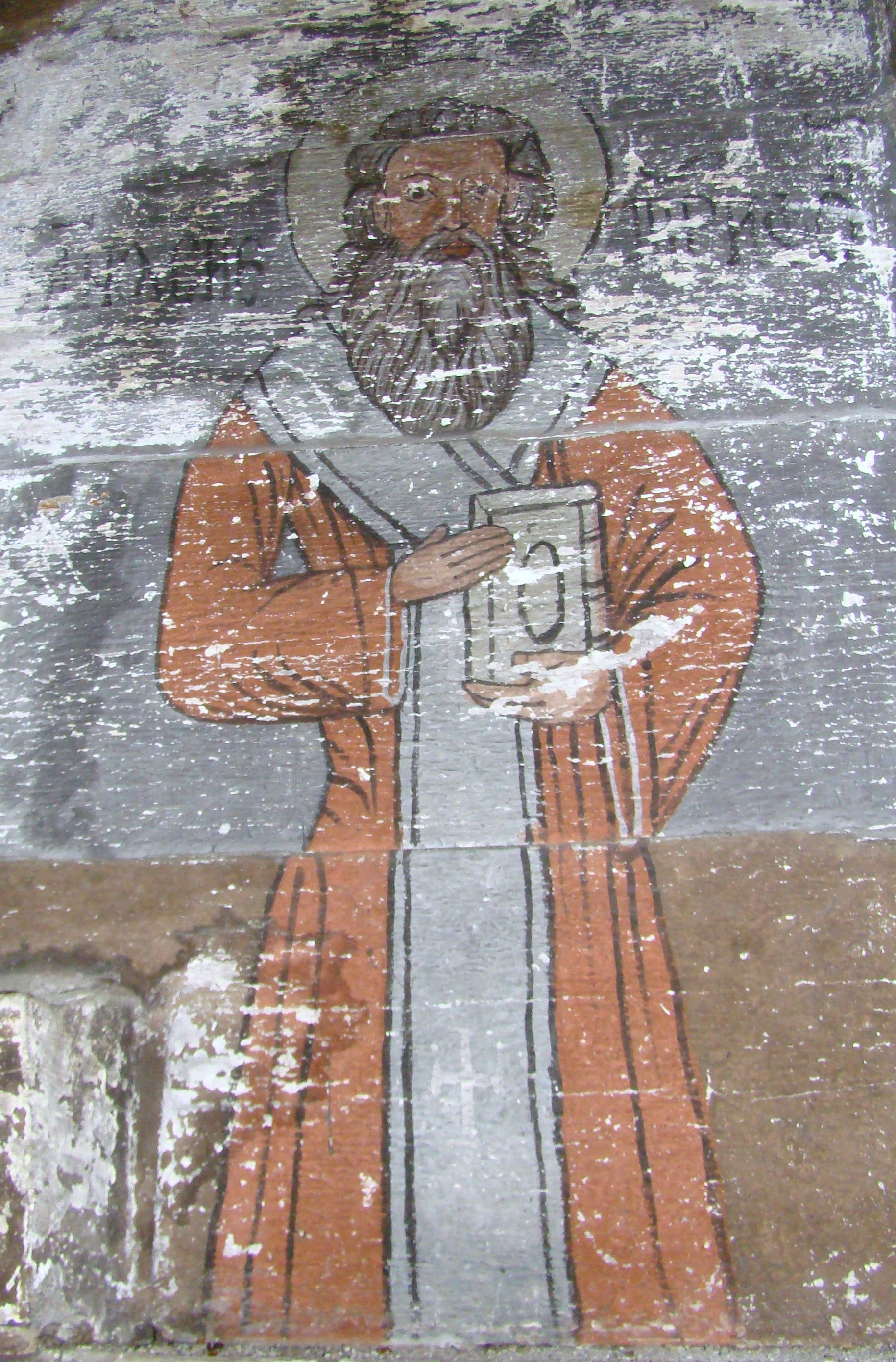
Timpanul de vest al naosului (detaliu)

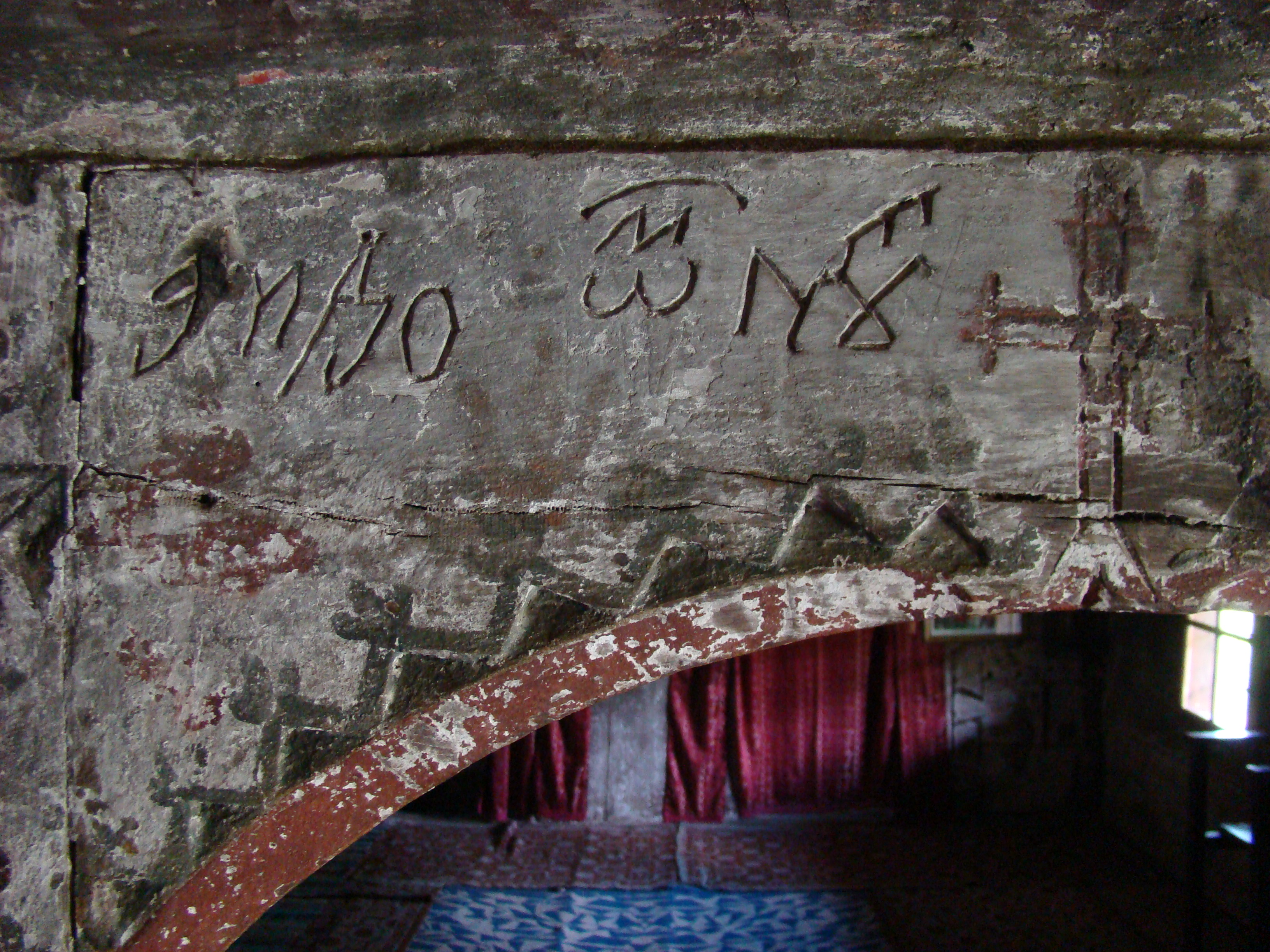
Portalul interior (detaliu)

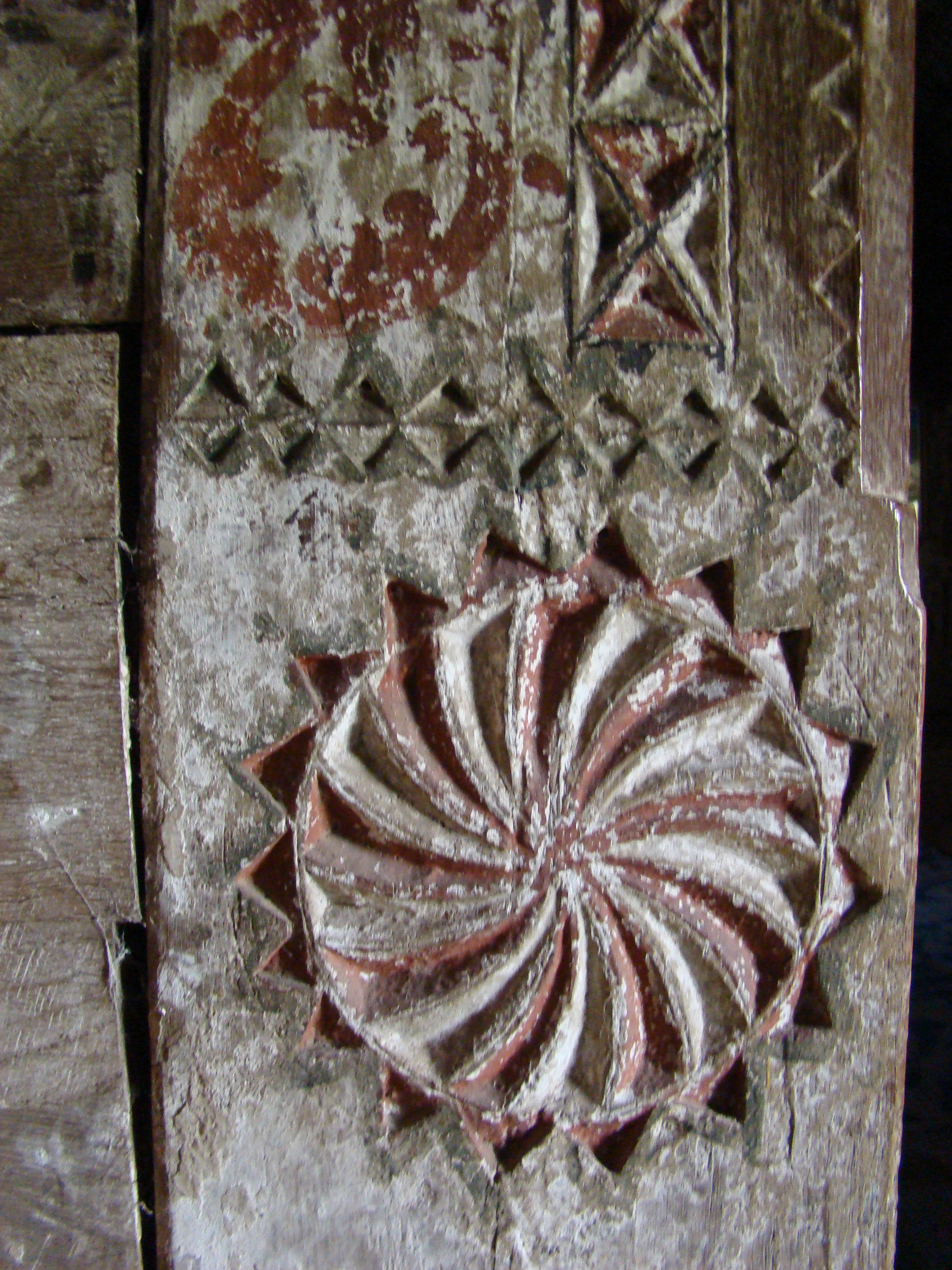
Portalul interior (detaliu)

Biserica de lemn din Stolna, comuna Săvădisla, județul Cluj, datează din anul 1730. Are două hramuri, acestea fiind „Cuvioasa Paraschiva” și „Sfântul Nicolae”. Biserica se află pe noua listă a monumentelor istorice sub codul LMI: CJ-II-m-B-07767.

## Localitatea
Se pare că satul Stolna a luat ființă prin stabilirea aici (într-o poiană mai la nord de vatra satului de astăzi) a unei familii de iobagi români, care au fugit de pe moșia grofului din Vlaha în secolul al XIV-lea. Localitatea este atestată documentar în 1448 cu numele Sztholna când aparținea de capitlul de Alba-Iulia. Sunt pomeniți iobagii Miklos și Bálint , ulterior numele apare ortografiat: Sztona 1733, Stolna 1750, Sztolna 1805, Sztoje 1850, Sztolna/ Stoiea, 1854.
Denumirea Stolna este de origine slavă. Dicționarul explicativ al limbii române dă următoarea definiție cuvântului stolnă, cu etimologie necunoscută: excavație orizontală sau puțin înclinată într-o mină, având ieșire directă la suprafața solului. În ce privește această localitate nu există nimic care să ateste existența în nici o epocă istorică a vreunei exploatări miniere.
Drumul D 97, care străbate satul Stolna de la nord la sud (2 km), pietruit în anul 1941 de armata română a fost în timpul războiului o importantă cale de comunicație între Turda și Huedin. Situat pe valea Stolnei, satul este așezat la picior de munte cu multă vegetație naturală și cu faună bogată. Altitudinea medie este de 481 m. Populația, potrivit datelor ultimului recensământ, este de 220 locuitori, dintre care 217 români, 4 rromi, după confesiune: 201 ortodocși, 1 reformat, 19 baptiști.

## Istoria parohiei
Din actul publicat de cu anchetele întreprinse în comitatul Cojocnei (Clujului) în 29 ianuarie 1699, la Gilău rezultă că românii din Stolna ca și cei din alte 25 de sate din Protopopiatul Călata, precum: Aghireșu, Dâncu, Berindu, Sumurducu, Bologa, Valea Drăganului, Cornești, Hodiș și Ticu resping categoric unirea papistă, dându-și votul ca și cei din Agârbiciu: "Vrem să rămânem în vechea noastră lege, voința noastră este să fim uniți acolo unde am fost până acum, deoarece n-am avut nici o tulburare până acum în religia noastră." Satul apare acum sub numele de Stolun. În anul 1733 în timpul conscripției efectuate de episcopul unit Ioan Inochentie Micu (1729-1743) în Stolna, sat pur românesc, erau 12 familii uniți, iar preotul lor se numea Ioan. Erau 60 de suflete, aveau biserică și casă parohială, ½ iugăr de teren arabil și fânaț de 3 care. În 1750 parohia Stolna aparținea protopopiatului Jucu (Archidiaconatus Suchiensis), din dieceza Făgărașului, erau 178 de locuitori, o biserică, un preot, un cantor, un paracliser, o casă parohială, pământ arabil de 3 găleți de sămânță și fânețe de 3 care de nutreț. În 1755 este menționat preotul Gligor. Revenirea la Ortodoxie a avut loc, probabil, în timpul răscoalei conduse de ieromonahul Sofronie de la Cioara (1759-1761). În 1760-1762, în Stolna existau 27 de familii, neuniți, un preot, o casă parohială, sesie "3 agris cub și 3 foeneta." (3 câble teren arabil și fânaț de 3 care) În 1762 era un preot ortodox și 27 de familii. Conscripția din 1766 găsește în Stolna 144 de suflete, 73 bărbați și 71 femei; parohia aparținea protopopiatului Agrieș (Viișoara) din varmeghia Turzii. În anul 1805 în Stolna erau 43 de familii ortodoxe și aveau biserică, 2 câble de teren arabil și fânațe de un car de fân. În Contribuțiune la istoria bisericească din Ardeal, Pr. Matei Voileanu enumeră Stolna între cele 304 comune bisericești trecute la uniație în timpul episcopului Vasile Moga . Nu este însă precizat anul trecerii. Informația nu se confirmă. În timpul celui de-al doilea război mondial între 1940-1944 parohia a aparținut protopopiatului Cluj-Huedin, din cadrul Vicariatului Ortodox Român din Alba-Iulia, iar între 1944-1948 protopopiatului Cluj.
La cererea credincioșilor, din 1 aprilie 2000 a fost înființată parohia Stolna, în cadrul protopopiatului Cluj II. Registrele matricole au fost introduse în anul 1851.

## Biserica veche
Biserica veche din satul Stolna este construită din lemn de stejar, pe o fundație din piatră în anul 1730;  după cum afirmă pisania de pe portalul de intrare în naos: Cându s-au întemeiat astă beesiarecă an Domnului 1730 în zilele governa[torului] Corni[ș]. În prezent se găsește în mijlocul cimitirului, pe un deal din marginea de nord a satului, ea a fost construită în centrul satului, azi însă a rămas în capătul de sus al satului, deoarece localnicii au cumpărat teren de la groful Iosika Gábor din Vlaha și și-au construit case pe acest teren, astfel vatra satului s-a deplasat spre sud. Înainte de 1730 se pare că a existat o biserică din lemn mai veche în locul numit "la biserică în vale", mai la nord de cea de astăzi. În acea perioadă locul respectiv era în centrul satului.
Hramul bisericii este Cuvioasa Parascheva, așa cum rezultă dintr-un vechi hrisov descoperit în 1980, în mod eronat apare în unele documente hramul Sf. Nicolae. Stilul este cel al vechilor biserici din Ardeal, planul este de formă dreptunghiulară pentru naos și pronaos, iar absida altarului este retrasă, de forma poligonală, cu patru laturi. ”Decorul sculptat este deosebit de interesant. Un element îl constituie aripile cu pene descrescânde tăiate din trei grinzi. Numărul colților este de 8-9 la pronaos și 12 la altar, ceea ce produce un efect de înălțare deosebit. Motive de crestături înfrumusețează concolele stâlpilor din pridvor, dar locul de concentrare al decorului sculptat îl constituie cadrul ușilor de intrare în tindă și naos. Motivele sculptate, rozete, dinți, frânghia împletită și reliefată într-un șanț în înălțimea usciorului sau ocolind cadrul ușii, motivul ornamental al crucii… fac parte din fondul de sculptură în lemn al poporului român”. Între naos și pronaos exista un perete astfel încât femeile puteau doar să audă slujba nu să și vadă. Când acest perete a fost tăiat, probabil în timpul păstoririi episcopului Vasile Moga, a dispărut inscripția referitoare la anul construcției bisericii, 1730, care se afla deasupra ușii naosului. ”Monumentul a fost ridicat conform datelor săpate într-o bârnă a peretelui de sud al naosului și pe usciorii ușii de intrare în naos, în anul 1730, în luna august cu contribuța a tot satul și prin grija preotului Popa Ioan, de către meșteri lemnari deveniți anonimi prin ruinarea parțială a inscripției”. Naosul și absida au o boltă semicirculară, iar pronaosul este tăvănit cu scândură nouă, deasupra lui înălțându-se turnul cu coif piramidal. Suprafața totală a bisericii este de 72 mp (4x18m). Biserica din Stolna “deține una dintre cele mai mici ferestre și uși dintre bisericile din lemn din județ”  Iconostasul se prezintă ca un perete, fără molene având zugrăvite patru registre. Există doar două dvere (în loc de uși).
Intrarea în biserică este pe latura sudică pe care se găsește plasat și pridvorul, “simplu, fără parapet, pardosit cu pământ bătătorit... el provine de la casele țărănești și la origine consta dintr-un simplu brâu de pământ bătătorit ocrotit de streașina largă” , data construcției lui corespunde cu cea a bisericii. “Turnul are baza pătrată, cu latura de 1, 47 m. pe aceasta se înalță 4 stâlpi legați câte 2 prin sistemul X al grinzilor de furtună. Deasupra galeriei simple fără arcade se înalță coiful piramidal până la 11, 70 m.”  Sfânta Masă, de dimensiuni reduse, este din lemn de stejar cu picior din piatră. Crucea Răstignirii de asemenea este din lemn și are o înălțime de doar 15 cm.
Clopotul se trage din pronaos. Până în 1999, când s-a fisurat, exista un clopot de 18 kilograme, fără inscripție. Acesta a fost înlocuit la începutul anului 2000 cu un altul de 38 de kilograme executat de S.C. Armătura S.A. din Cluj-Napoca. Acoperișul original unic pentru naos și pronaos și mai scund pentru altar este din șindrilă, peste acesta a fost așezată tablă.

## Pictura
Absida altarului și iconostasul au fost zugrăvite în 1730 de un zugrav anonim, iar 1772 a fost rezugrăvită complet așa cum rezultă din inscripția de pe tâmplă. Repictarea iconostasului și a altarului a însemnat o retușare a chipurilor, mâinilor, nimburilor și cutelor de la veșminte, fără alterarea poziției inițiale a scenelor. Sistemul iconografic urmat de primul zugrav este foarte interesant, al cărui rezonanțe foarte vechi le-a transmis până în secolul al XVIII-lea. Pe lângă tradiția iconografică româno-bizantină, el a suferit influența apuseană în reprezentarea Sf. Petru pe tâmplă cu cheile cerului și pământului în mâna stângă. Paleta cromatică este restrânsă (brun șters și gri) folosind culori stinse, reci, care dau un efect de reținere, de solemnitate deosebită. Meșterului restaurator îi aparțin scenele reprezentate în registrul pereților naosului si ai pronaosului unde figurile sunt viu colorate în tonuri calde, plăcut contrastante. Din nefericire suprafețele pictate au fost în mare parte ruinate...se distinge totuși pe bolta altarului Sf. Treime, reprezentată prin Dumnezeu Tatăl și Fiul stând pe aceiași bancă în timp ce în zbor se află Porumbelul Sfânt ca simbol al Sf. Duh. Pe peretele nordic al altarului Iisus apare în cupa potirului – simbol al jertfei. Registrul se continuă cu figurile sobre ale sfinților ierarhi Vasilie, Grigorie, Ioan, Atanasie, Nicolae și încheiat cu sf. Arhidiacon Ștefan. În naos, pe creștetul tâmplei e reprezentată scena Răstignirii, având de o parte și de alta două portrete de prooroci. Registrul inferior cuprinde pe Iisus Arhiereu stând pe un tron înconjurat de apostoli. Dintre aceștia se remarcă Apostolul Petru în picioare, pleșuv și cu barba scurtă, ținând în mâna stângă o legătură cu două chei. Apostolii șunt înfățișați cu toții în picioare, desculți, aplecați înainte într-un ușor semiprofil. În scena răstignirii, deasupra crucii apare soarele și luna sub forma unor discuri ce au înscrise în cadrul lor figuri omenești puternic colorate în roșu. Apariția aceasta este considerată ca un element paleocreștin, Evangheliile amintesc întunecarea soarelui la moartea pe cruce a lui Iisus, dar nu numai atât, colindele care circulă prin Stolna și prin satele din împrejurimi, perpetuează imaginea soarelui și a lunii scăldate în sânge. Apar diferite romburi și piramide în trepte, des întâlnite în țesăturile populare. Figurarea pe tâmplă a lui Iisus Arhiereu și a Apostolilor desculți, aplecați, stând în picioare este un model iconografic foarte vechi venit din Orient. 
În registrul poalelor bolții naosului apare o friză a sfinților mucenici militari sau făcând parte din cei 40 de Mucenici din Sevastia. În fruntea lor Arhanghelul Mihail ține crucea în mâna stângă și sabia ridicată amenințător în mâna dreaptă. Friza se continuă pe peretele de vest cu doi îngeri care străjuiesc ușa de intrare și se încheie pe peretele de sud cu arhanghelului Gavril. Tema este cu totul neobișnuită pentru bisericile din lemn, se pune probabil în legătură cu condițiile politice și religioase ale vremii perpetuând o sugestie apărută în Moldova în a doua jumătate a secolului al XV-lea, lupta pentru credință își are originea în scena cavalcadei de la Pătrăuți . În pronaos sunt pictate sfintele mucenițe și mironosițe, lipsește însă scena celor 10 fecioare, atât de frecventă în bisericile vechi din lemn din Transilvania. Pictura reprezentând scena Răstignirii având alături scena păcatului este executată pe pânză lipită pe lemn, fără să fie ruptă la încheieturile scândurilor ce o susțin decât pe porțiuni mici și fără continuitate. Tâlharul răstignit de-a dreapta lui Iisus este prins pe cruce într-un mod cu totul neașteptat. Mâinile lui sunt întinse pe brațul orizontal al crucii doar până la încheietura coatelor, aici s-a făcut pironirea – prinderea lor în inele – lăsând antebrațul să atârne. De pe cruce cresc flori de crin cu petale mari, albe. Apariția florilor este semnul ceresc al iertării în urma căinței sale de ultimă clipă. Tâlharul din stânga lui Iisus este răstignit în același chip particular, din crucea lui însă nu cresc flori, dimpotrivă, în urma refuzului căinței capul său este înclinat spre umărul strâng. Alături de scena Răstignirii se desfășoară scena păcatului cu Adam și Eva zugrăviți nud de o parte și de alta a pomului din grădina raiului. Amândoi au trăsături înspăimântătoare, urâțiți de păcat cu privirea plină de teamă datorită sentimentului de vinovăție de care par a fi conștienți. La scenă asistă retras, dar cu mâna întinsă a surprindere arhanghelului Mihail... Dedesubtul scenei Răstignirii se distinge capul lui Isus Arhiereu acoperit cu o mitră episcopală.

## Patrimoniul mobil
Între 1768 și 1772 Nistor, zugravul din Feleac pictează la Stolna 5 icoane:
- Iisus Arhiereu,
- Deisis,
- Arhanghelul Gavriil,
- Sf. Nicolae, 
- Cuv. Paraschiva (icoana hramului). Suportul este constituit dintr-o singură tăblie de lemn de brad. Numele zugravului nu apare pe nici una dintre icoane, dar el poate fi identificat cu ușurință cu ajutorul icoanelor păstrate în Feleac, Luna de Sus și Finișel. Din păcate, valoroasele icoane au fost furate și nu au mai fost recuperate. Azi se mai păstrează doar două sfeșnice din lemn, vopsite de pictorul bisericii, două icoane pe lemn - Maica Domnului cu Pruncul Hodighitria, sec. al XVIII-lea; Intrarea în Ierusalim și o icoană pe sticlă, reprezentând-o pe Maica Domnului.

## Slujbe arhierești
Biserica este sfințită de arhiereu, nu se cunoaște precis nici data, nici numele arhiereului. Se presupune pe baza unei inscripții ce se află deasupra ușii diaconești dinspre miazănoapte că slujba târnosirii a fost săvârșită la 6 decembrie 1874 de către Ioan Popasu al Caransebeșului (1865-1889), ales mitropolit al Ardealului, dar nerecunoscut de autoritățile austriece. În 1937 se mai păstra un vechi antimis, dăruit în 1762 bisericii din Stolna de primul episcop ortodox al Transilvaniei, după dureroasa dezbinare religioasă de la 1698-1701, Dionisie Novacovici, episcop al Budei și Ardealului (1761-1767).
Slujbe arhierești:
- 6 decembrie 1874 sfințirea bisericii de către episcopul Ioan Popasu al Caransebeșului
- în 14 octombrie 1981 episcopul Iustinian Chira-Maramureșeanul a săvârșit Sfânta Liturghie.
- 13 octombrie 2002 episcop vicar Vasile Flueraș-Someșeanul, Sf. Maslu. 
- 14 octombrie 2003 episcop vicar Vasile Flueraș-Someșeanul, Sf. Liturghie.
- 17 mai 2006 episcop vicar Vasile Flueraș-Someșeanul, Sf. Maslu
- 22 octombrie 2006 slujba vecerniei și sfințirea clopotului noii biserici, episcop-vicar Vasile Flueraș-Someșeanul
- 24 octombrie 2010 slujba vecerniei și binecuvântarea bisericii noi.

## Preoți care au slujit în biserica de lemn din Stolna
- Simion, preot ortodox – îl întâlnim în 1777;
- Marian Galle – pomenit în 1805, fusese hirotonit la Arad în 1800; 
- Toma Stan (1842-1873), paroh în Luna de Sus;
- Atanasiu Teotelecan, 1873, paroh în Panic, administrator;
- Simion Teotelecan (1873-1881), paroh în Someșu Rece, administrator;
- Teodor Lungu (1882), paroh în Mărișel, administrator;
- Vasile Metea (1883-1912), paroh în Luna de Sus;
- Grigore Băloi (1913-1920), paroh în Luna de Sus;
- Emil Lungoci (1920-1922), administrator parohial la Luna de Sus și filia Stolna;
- Ioan Radu, paroh în Stolna 1940-1944, paroh în Luna de Sus (1922-1940/1944-1969);
- Zaharie Rusu –mai 1947 -1 octombrie 1948, administrator parohial;.
- Iosif Chertes (1969-1972), paroh în Luna de Sus;
- Vasile Bonda (1972-2000), paroh în Luna de Sus;
- Ionel Racolța (2000-2003);
- Lucian-Alin Apahidean din 2003. 

## Imagini din exterior

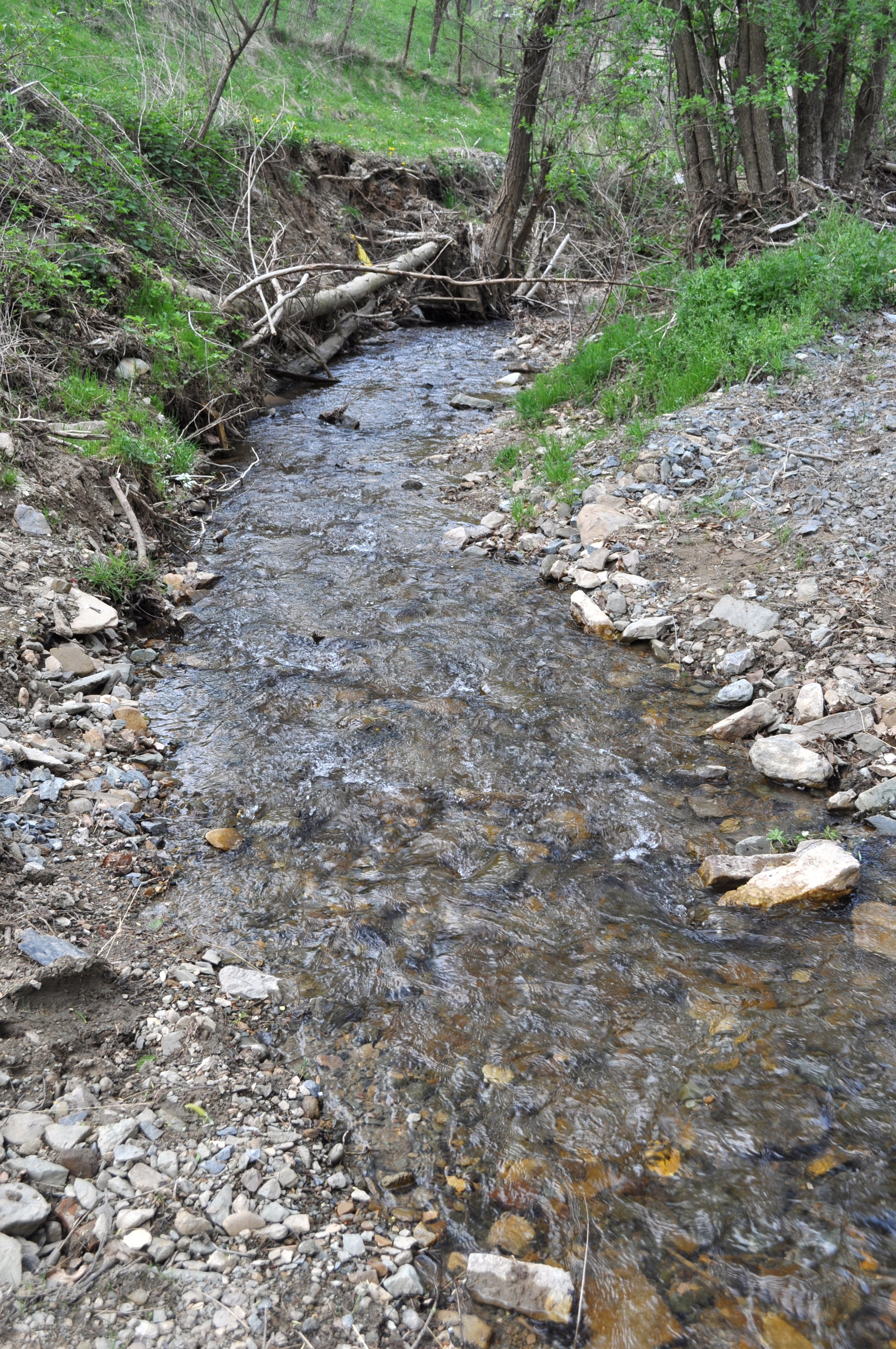
Împrejurimi (pârâul Stolna)
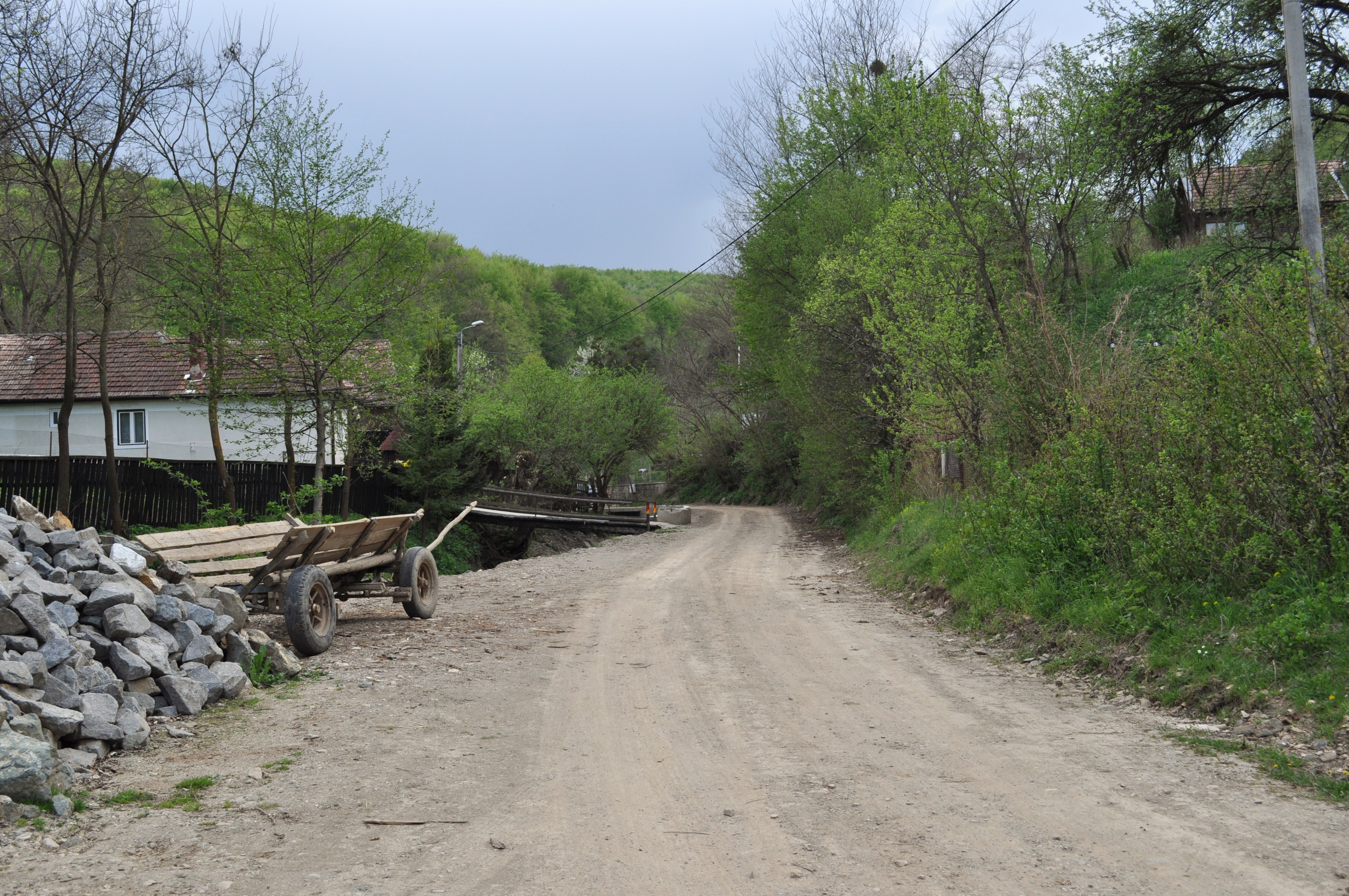
Drumul spre biserică
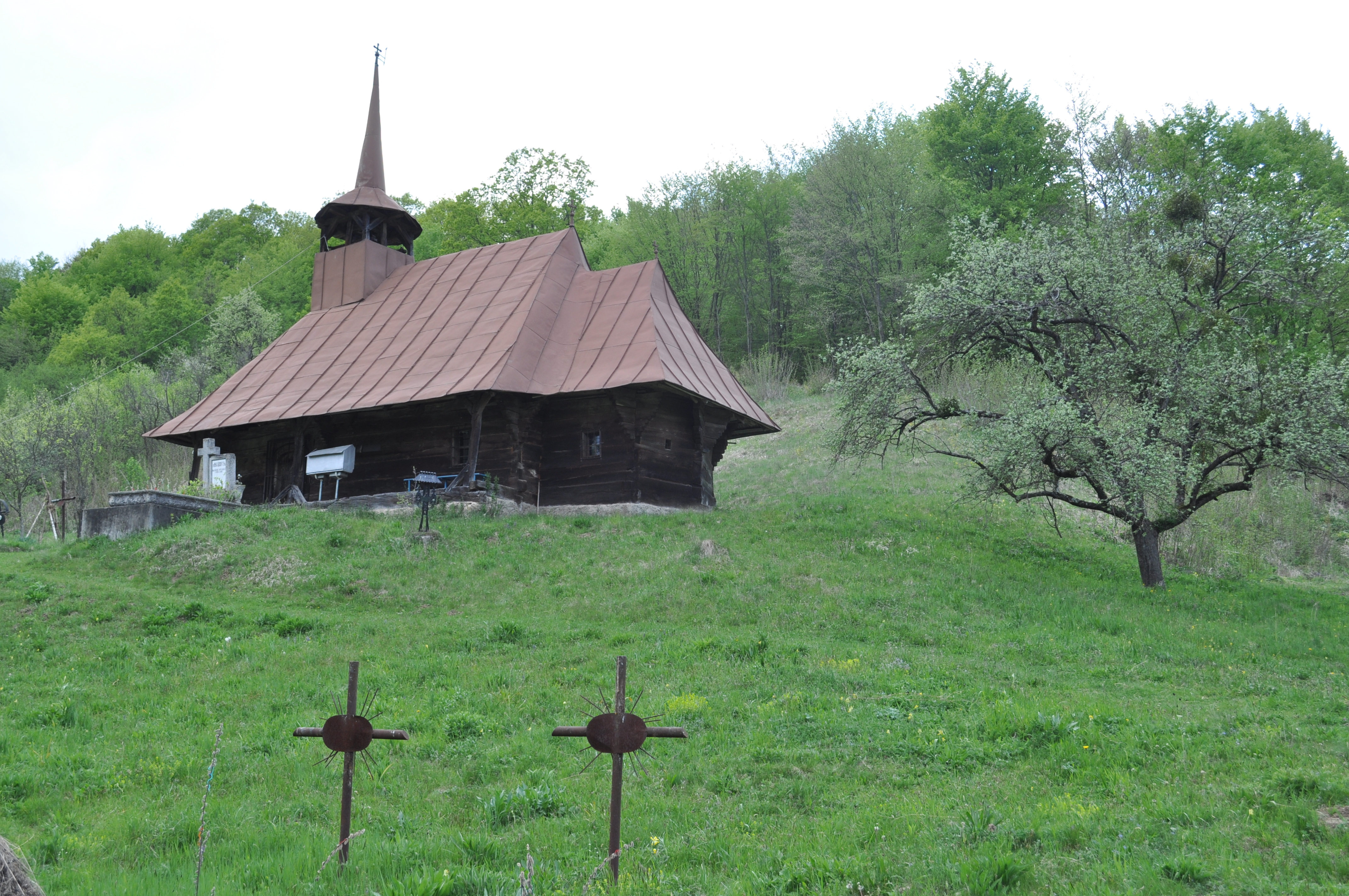
Biserica (sud-est)
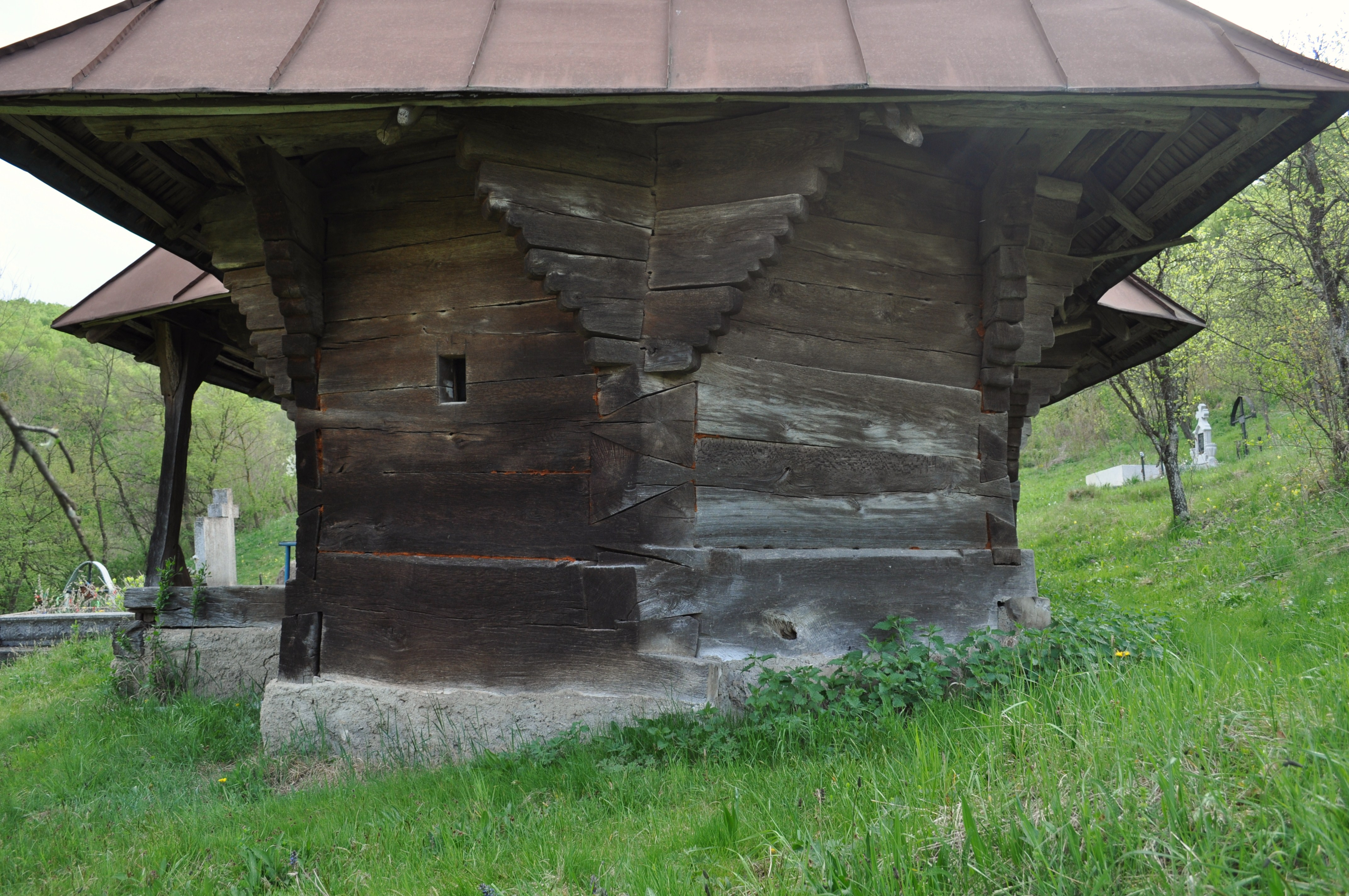
Absida altarului
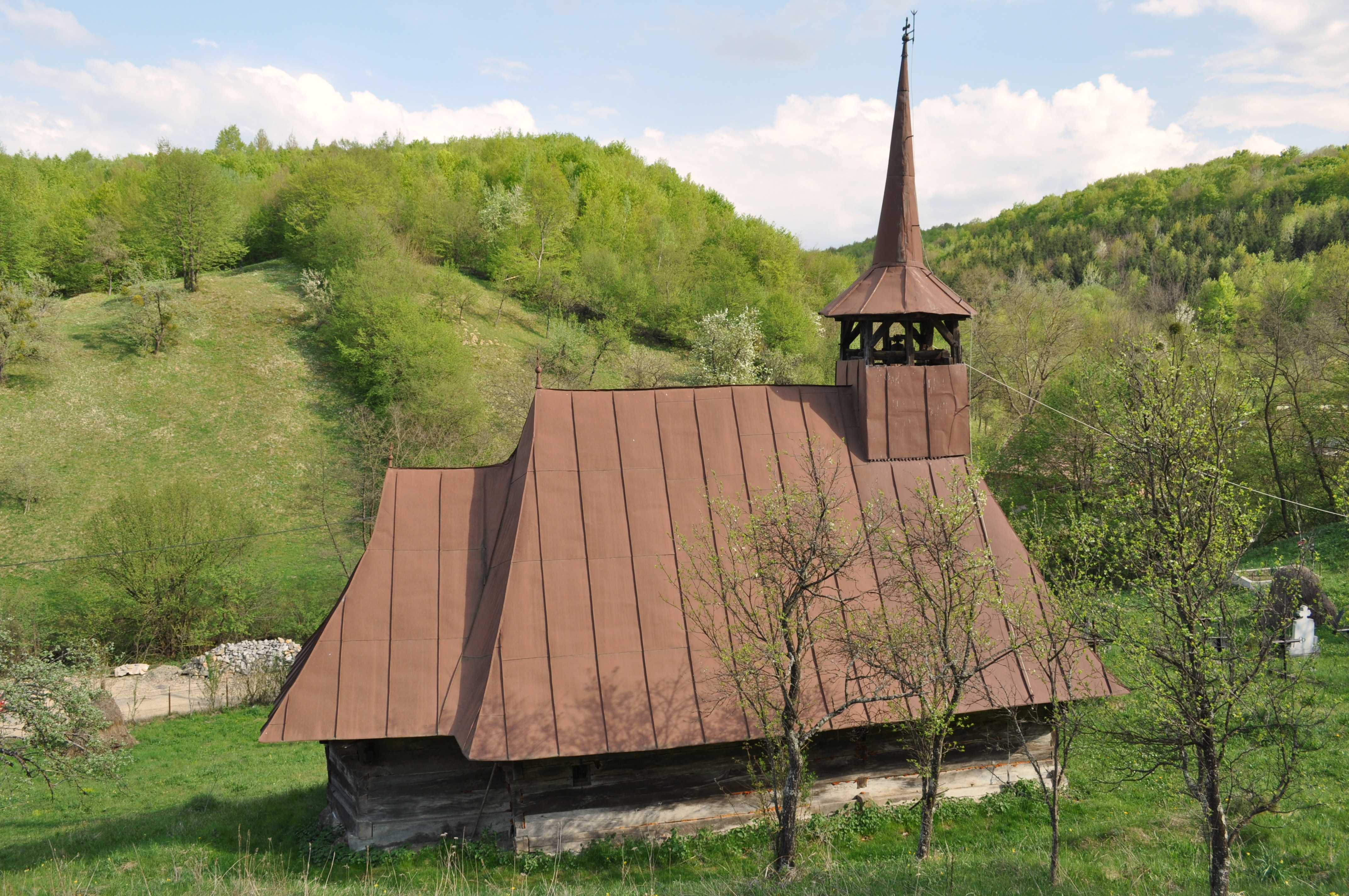
Biserica (nord))
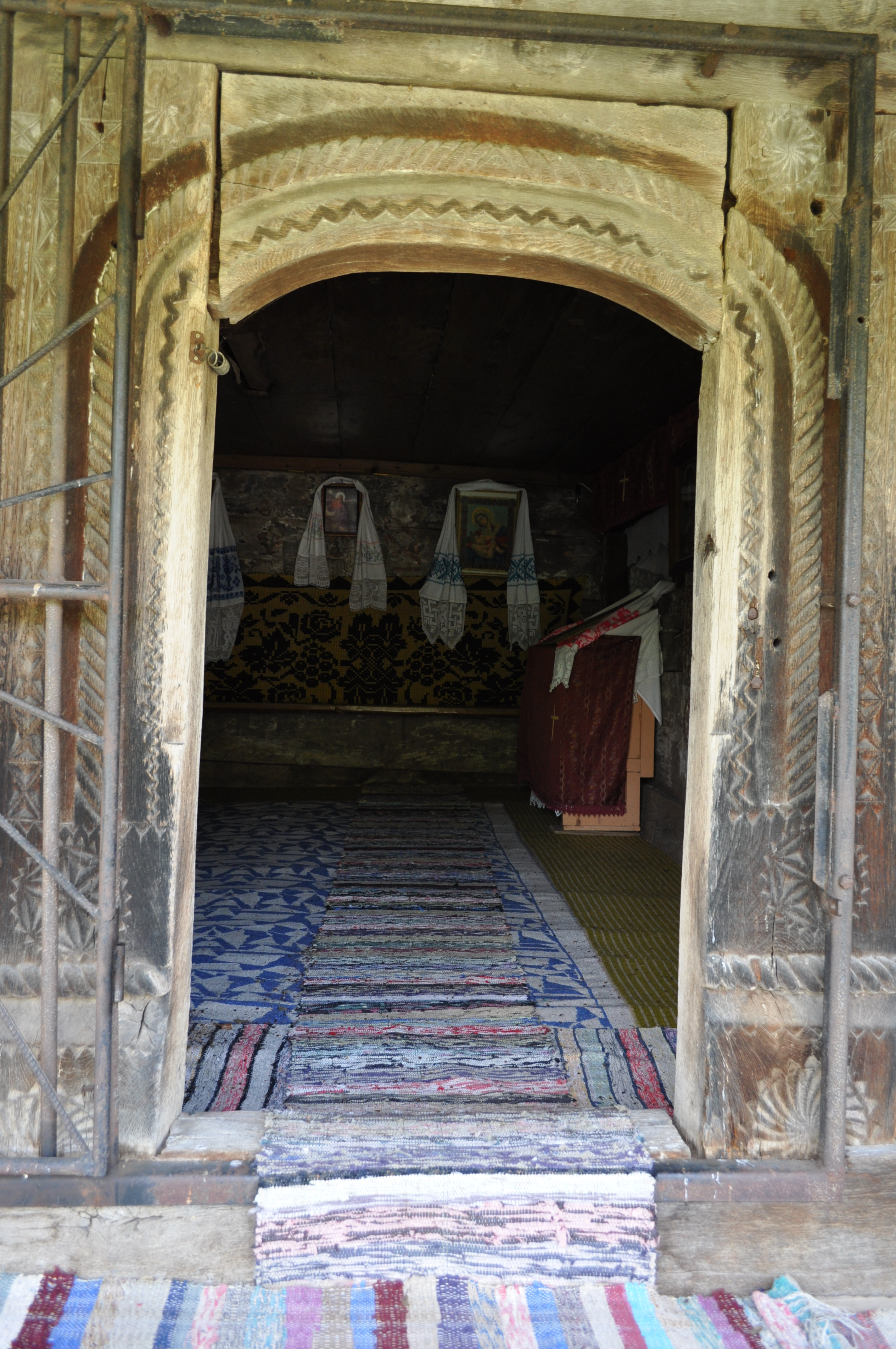
Portalul exterior
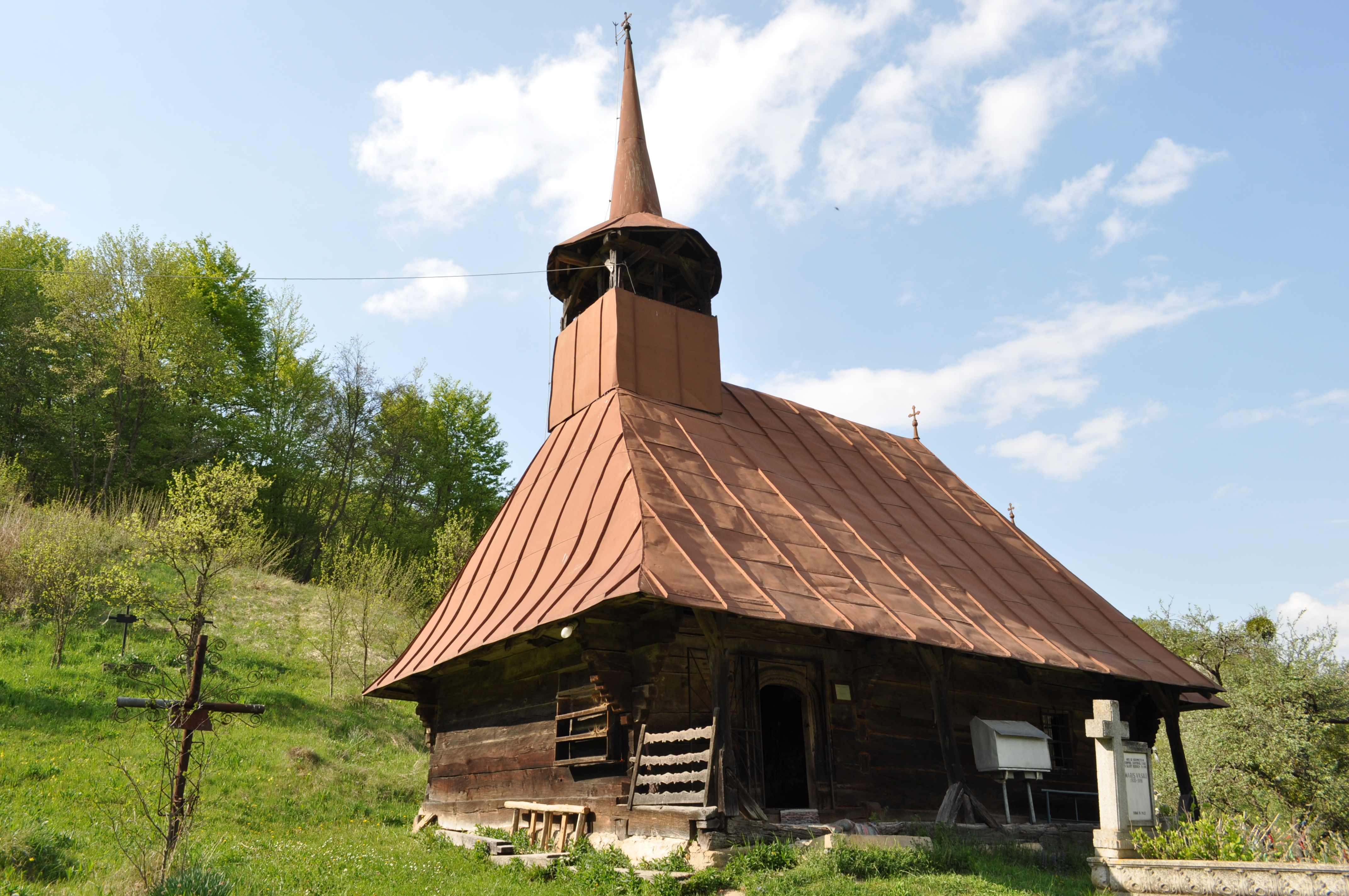
Biserica (sud-vest))
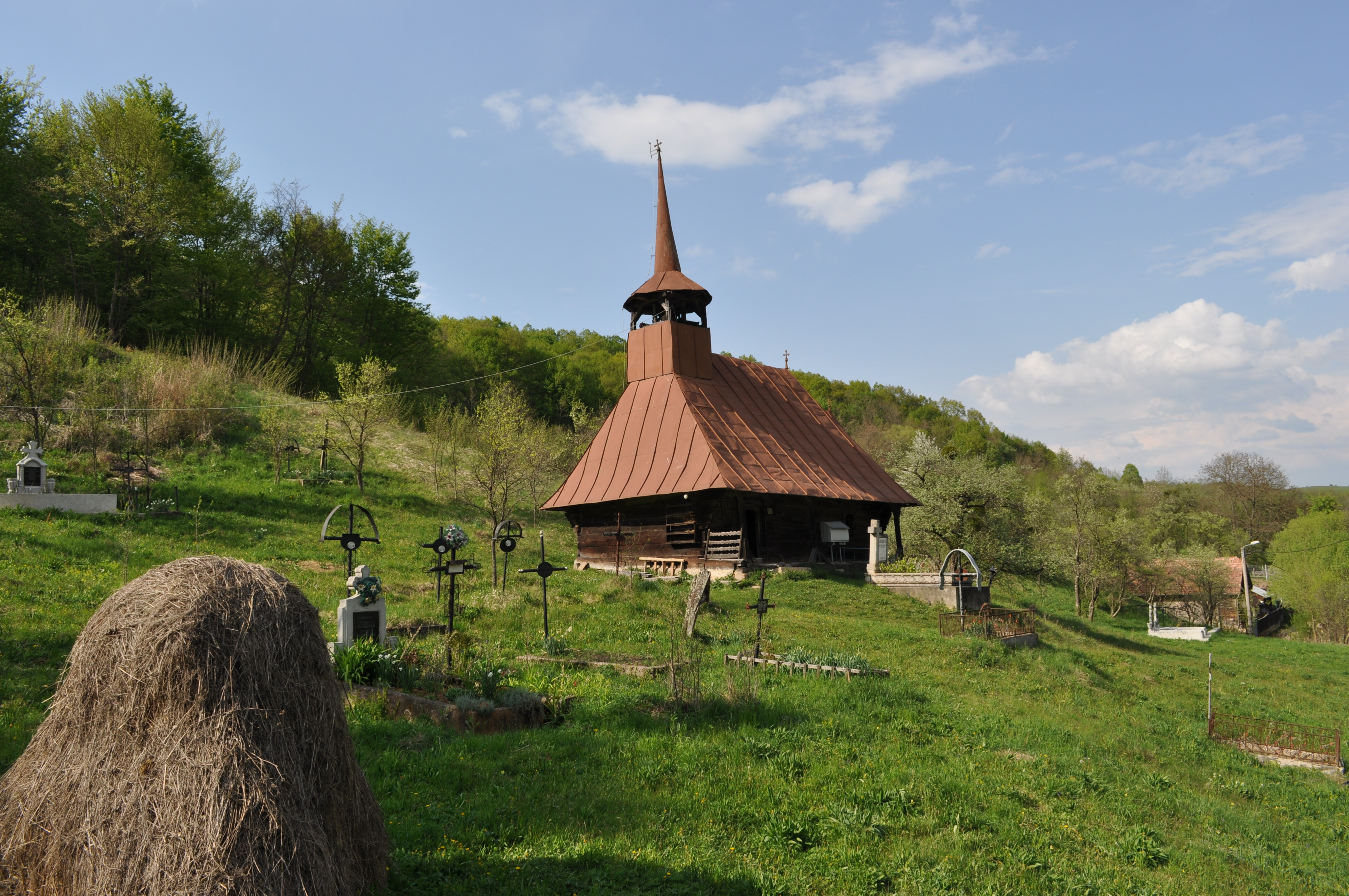
Biserica (sud-vest))
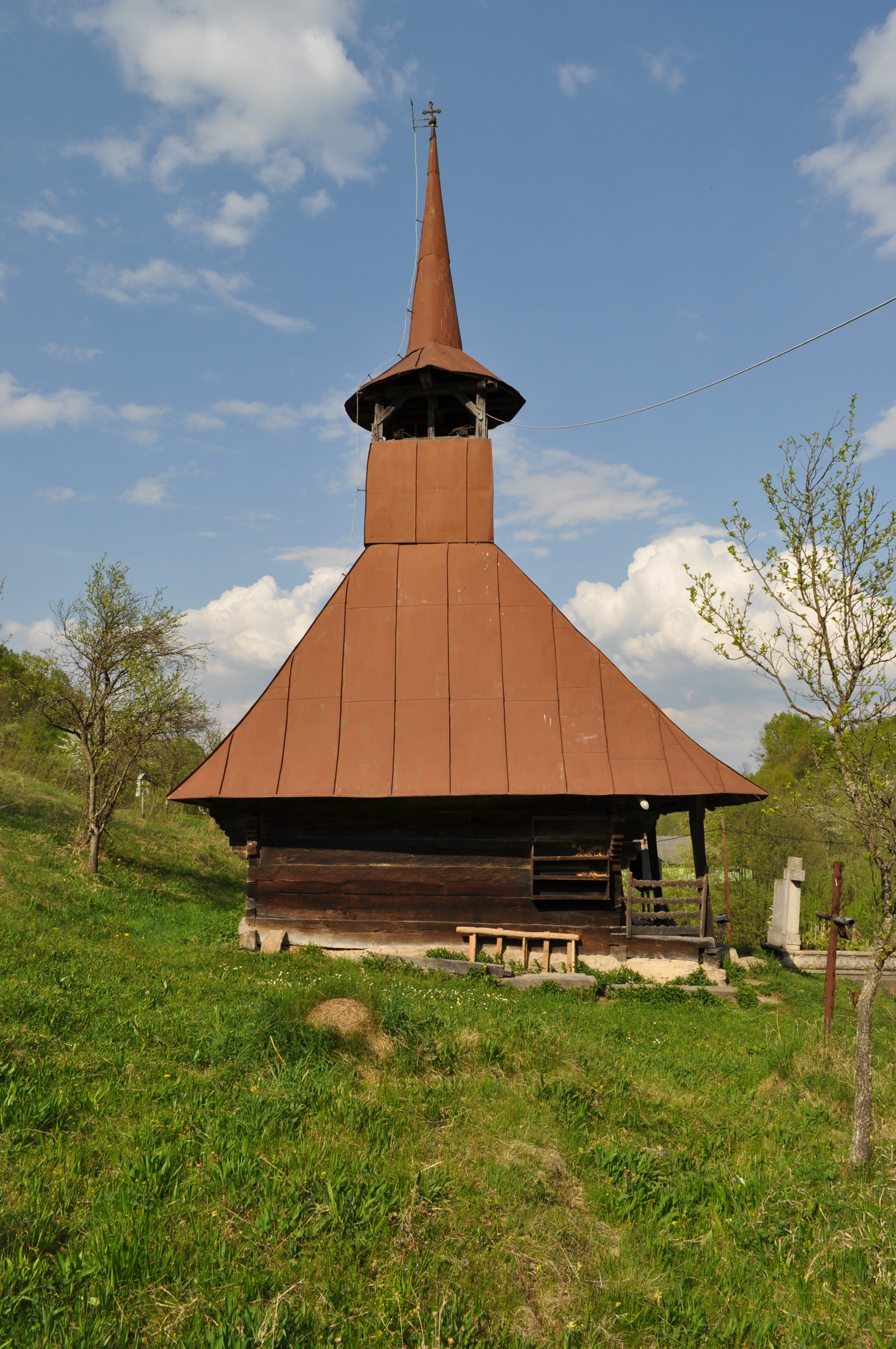
Biserica (vest))
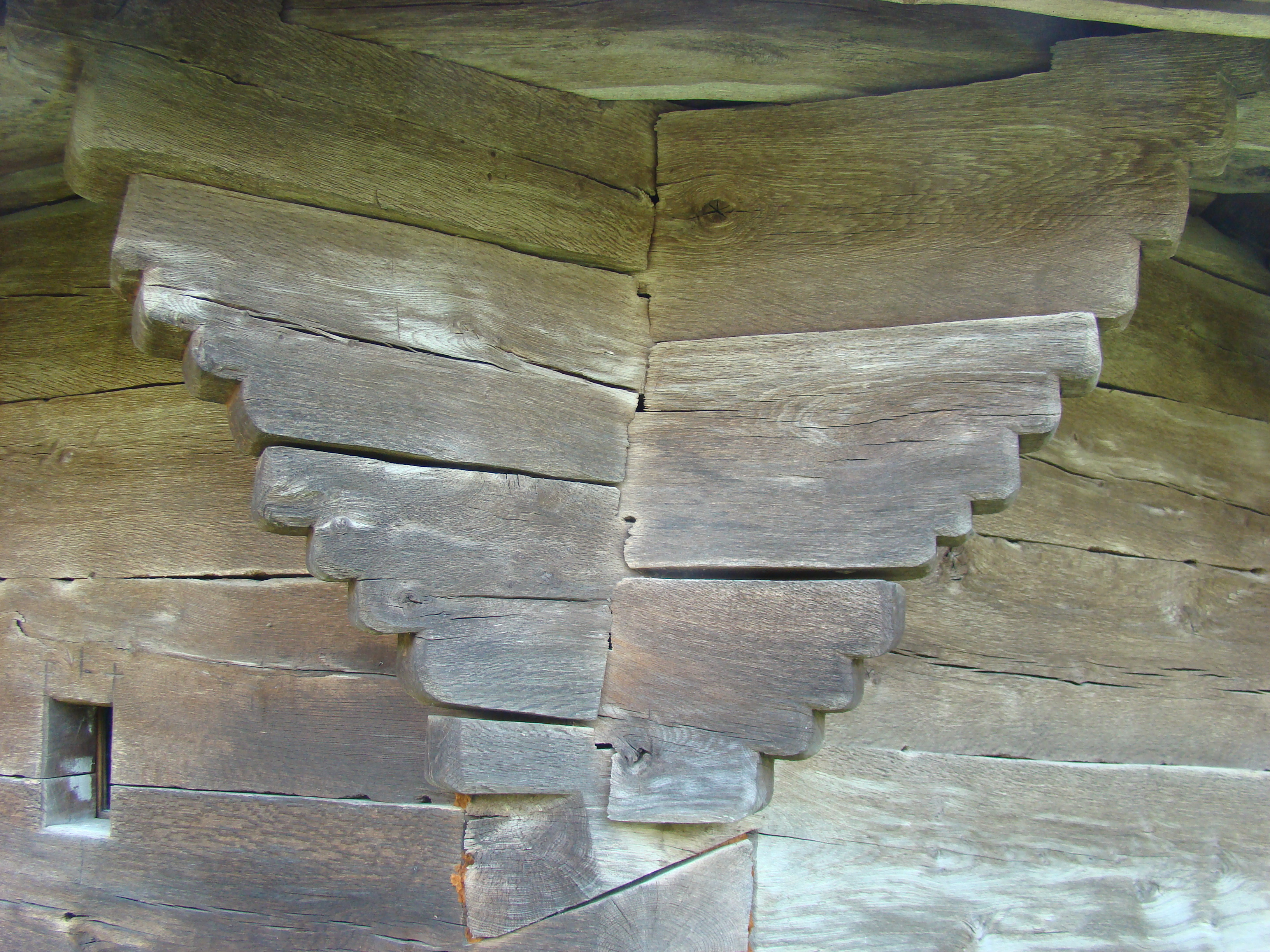
Multiconsole
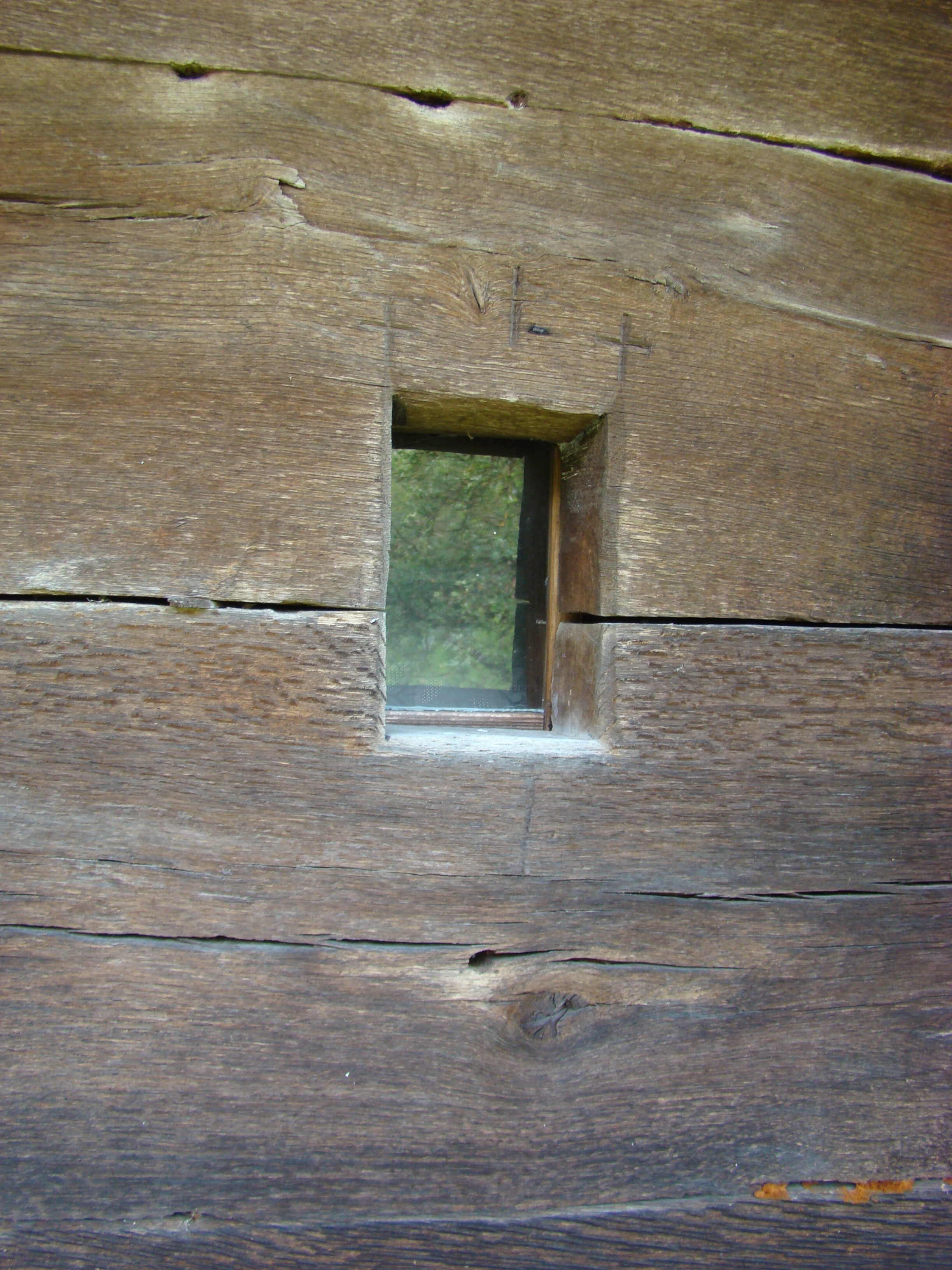
Fereastră
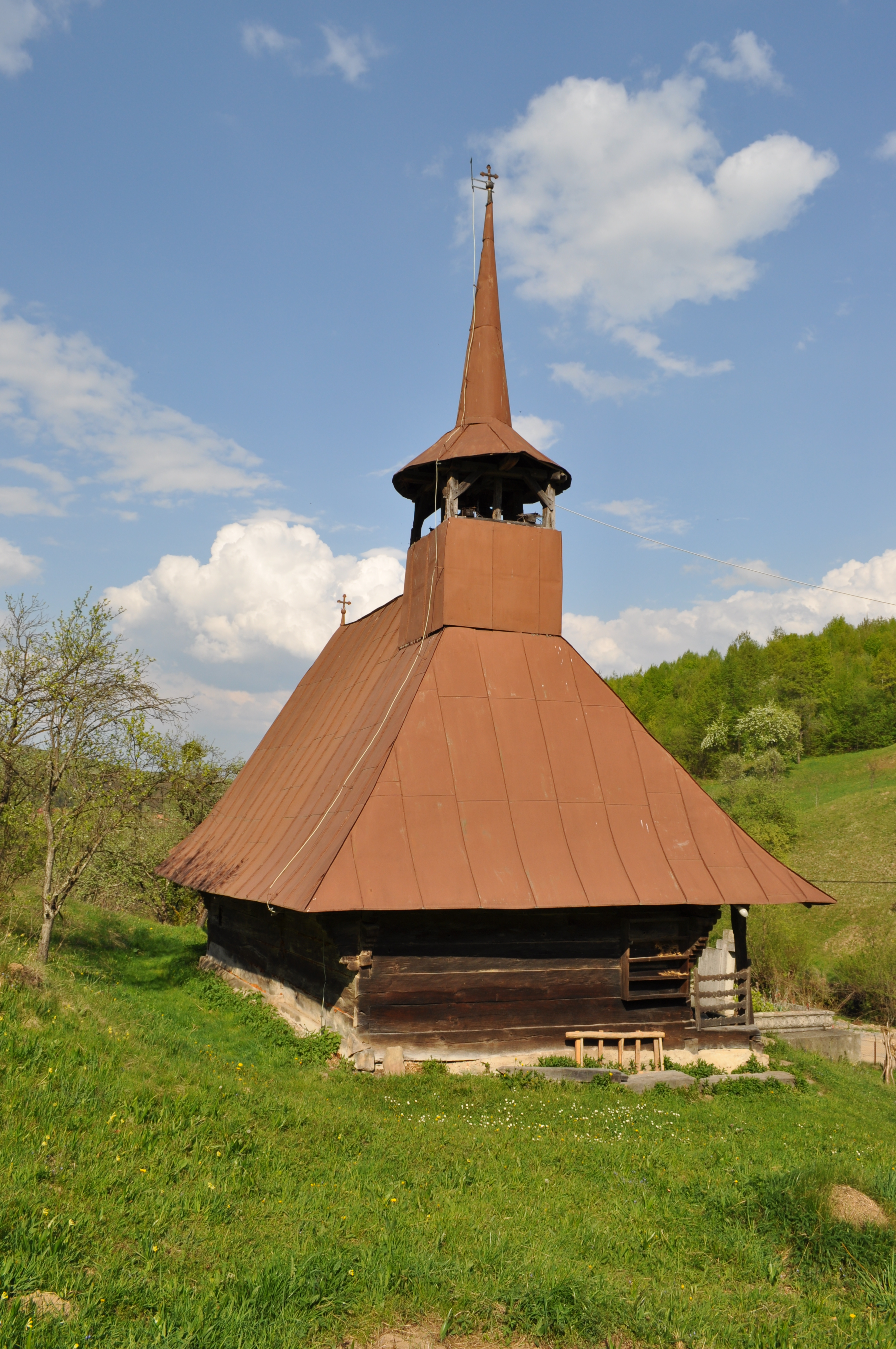
Biserica (vest))
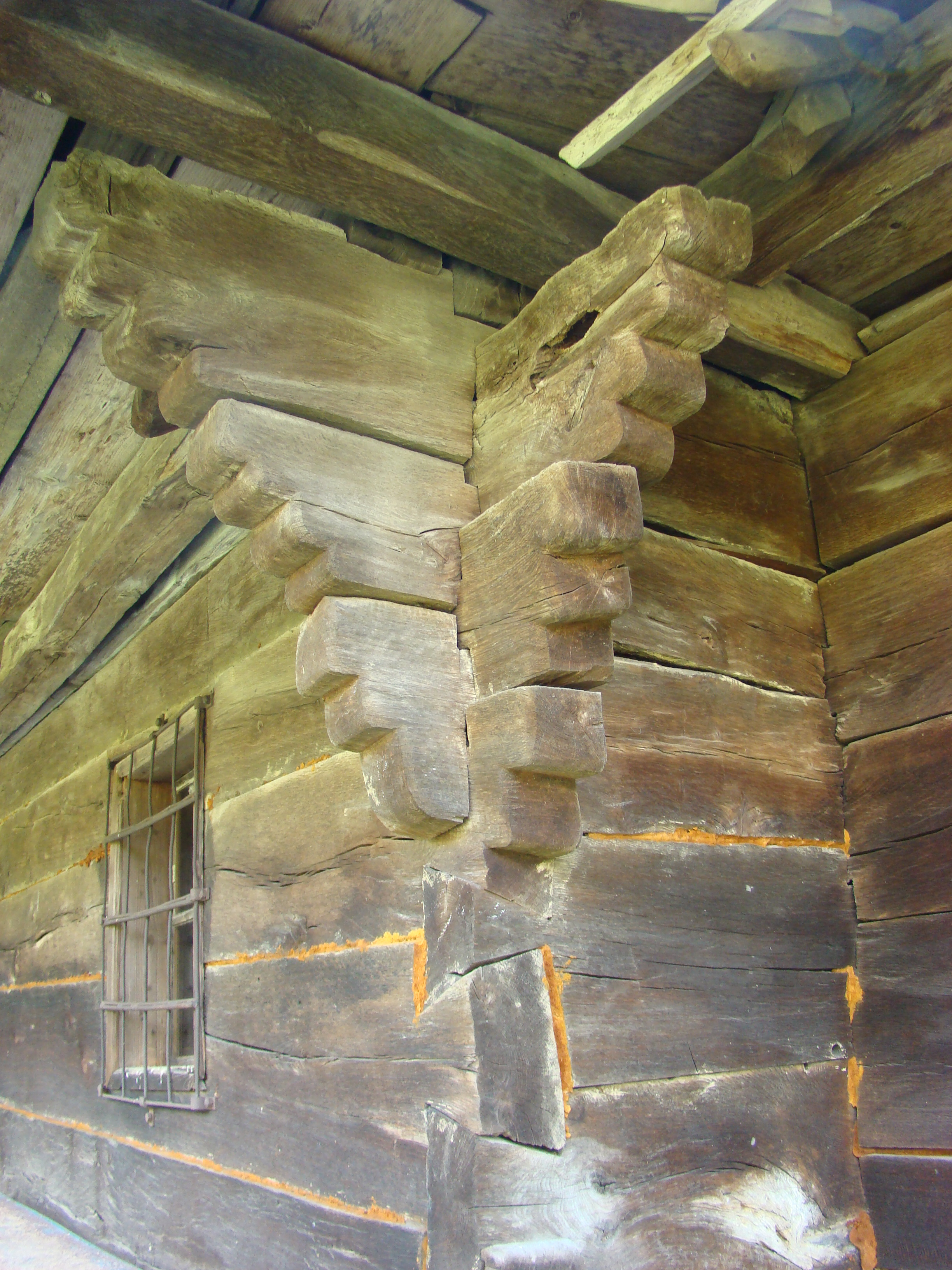
Multiconsole
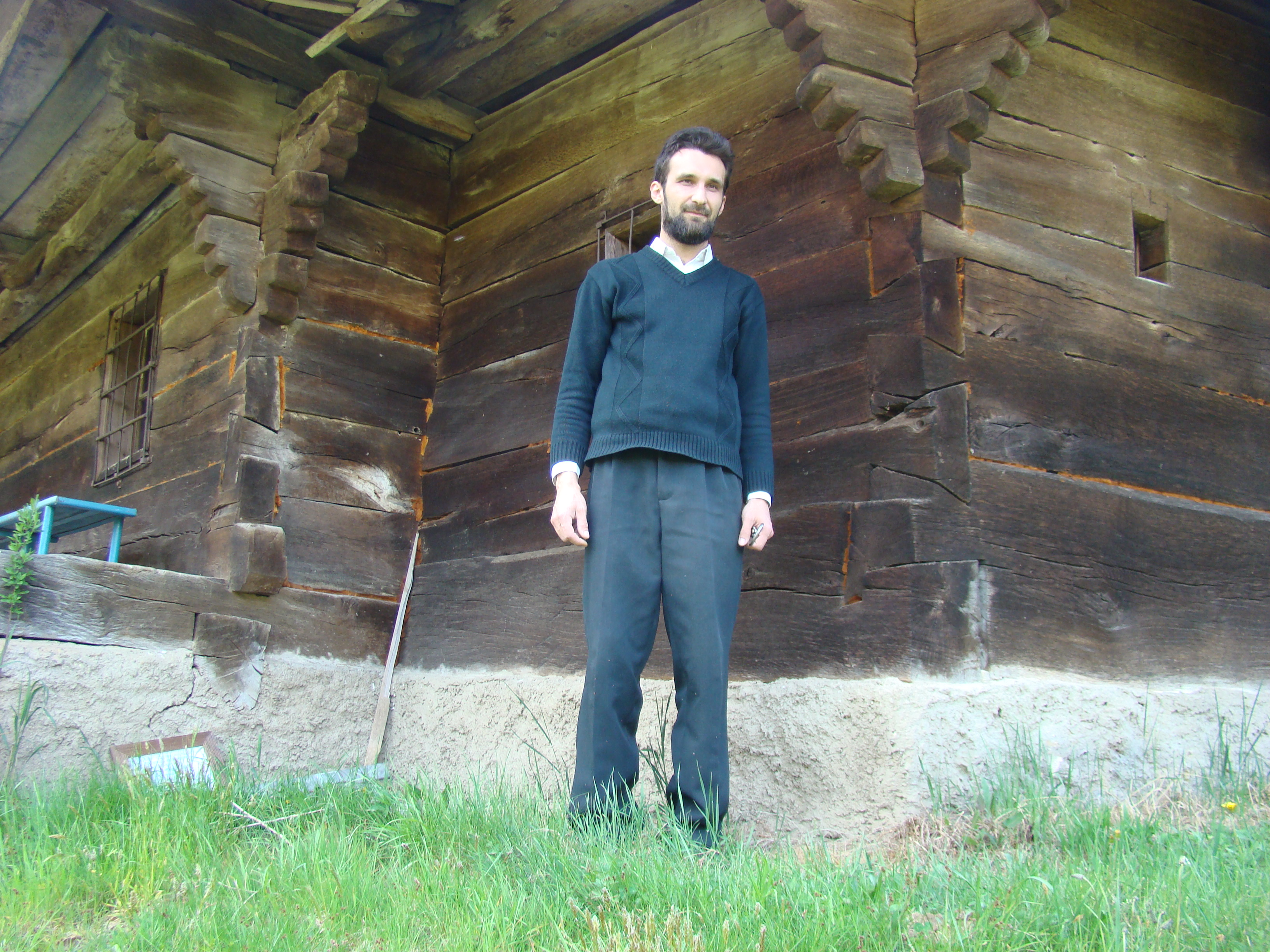
Preotul paroh Lucian Alin Apahidean
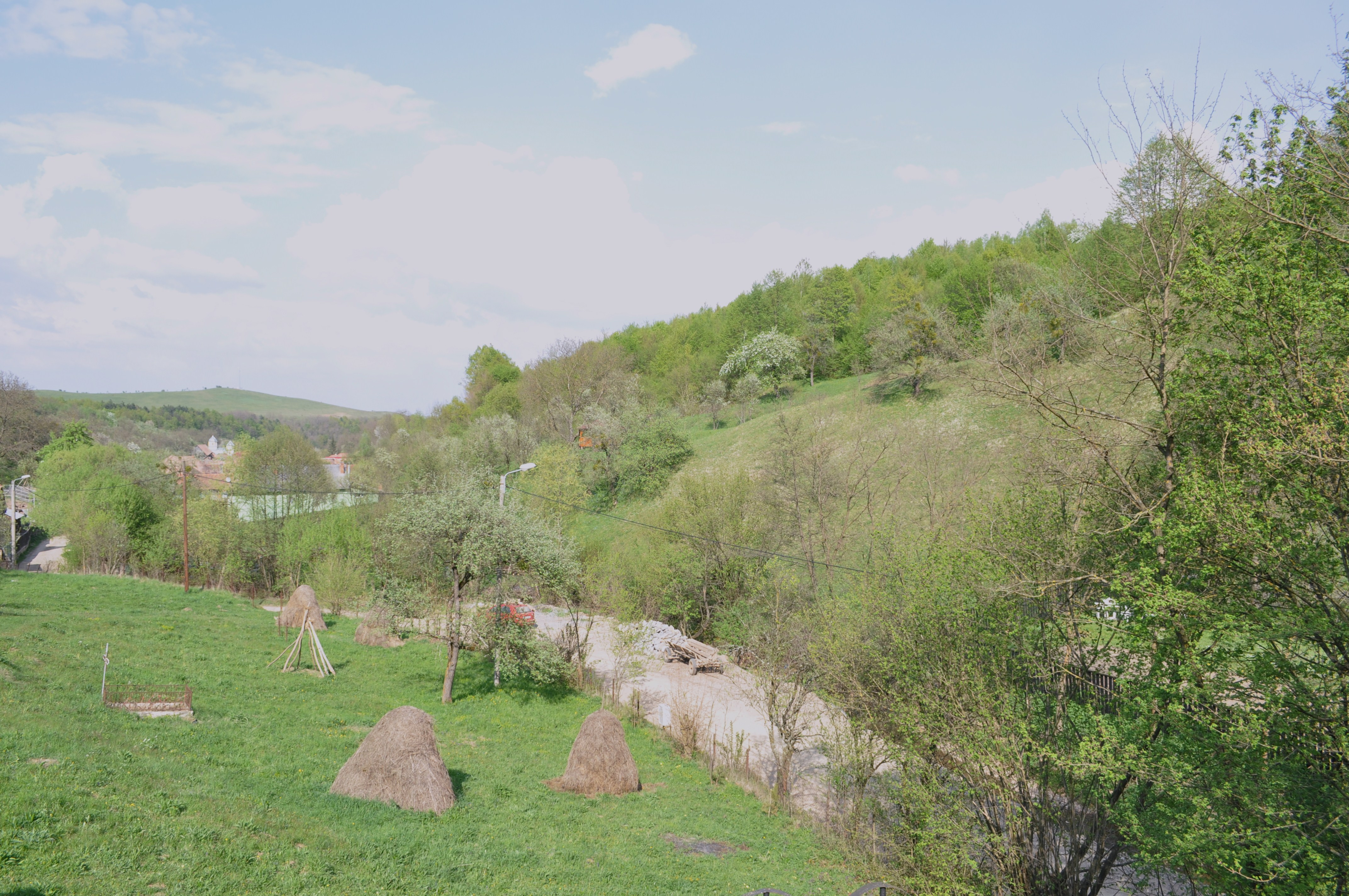
Împrejurimi

## Imagini din interior

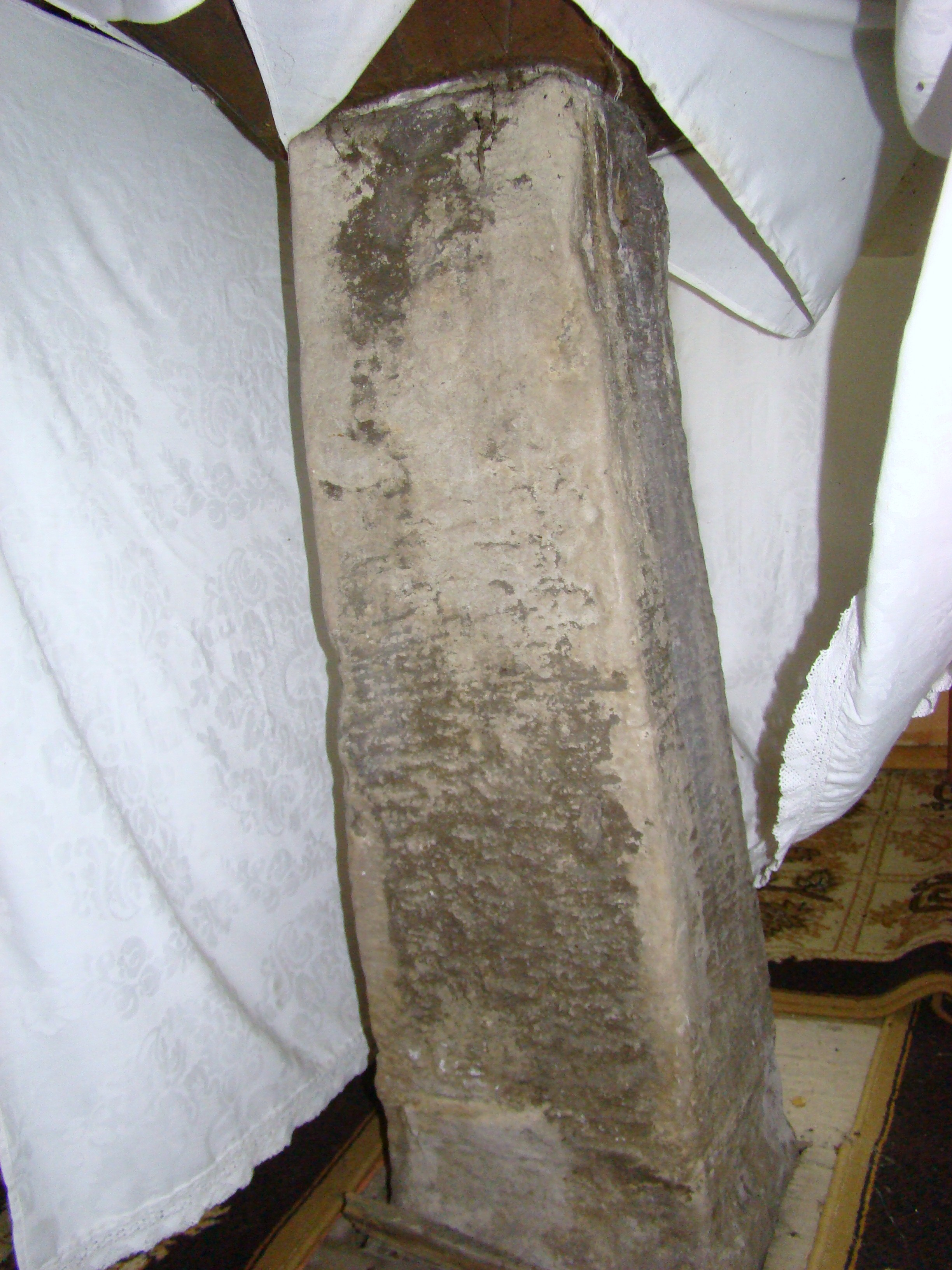
Piciorul mesei altarului
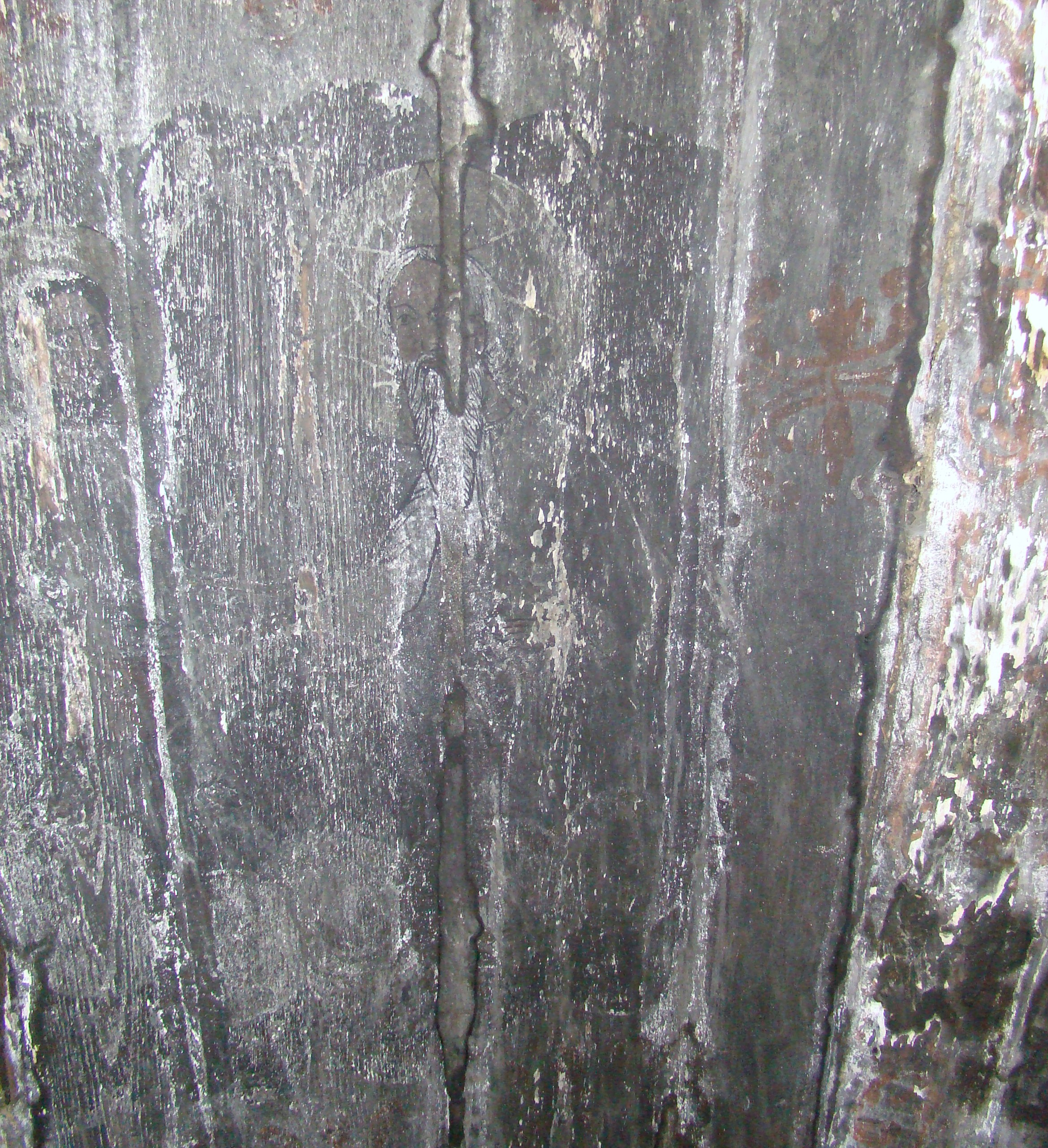
Bolta altarului: Sfânta Treime
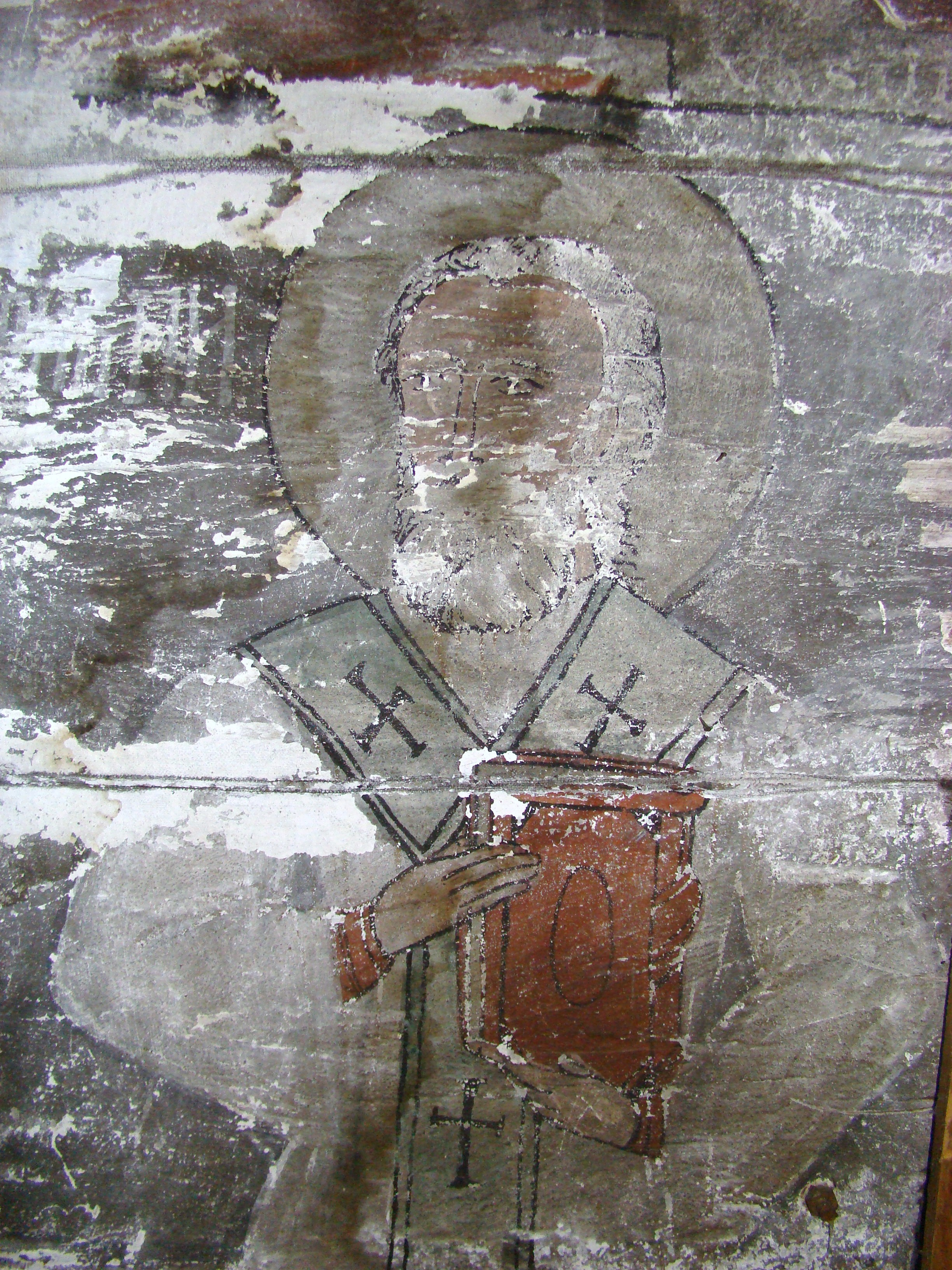
Pictura altarului: Sfinții Ierarhi
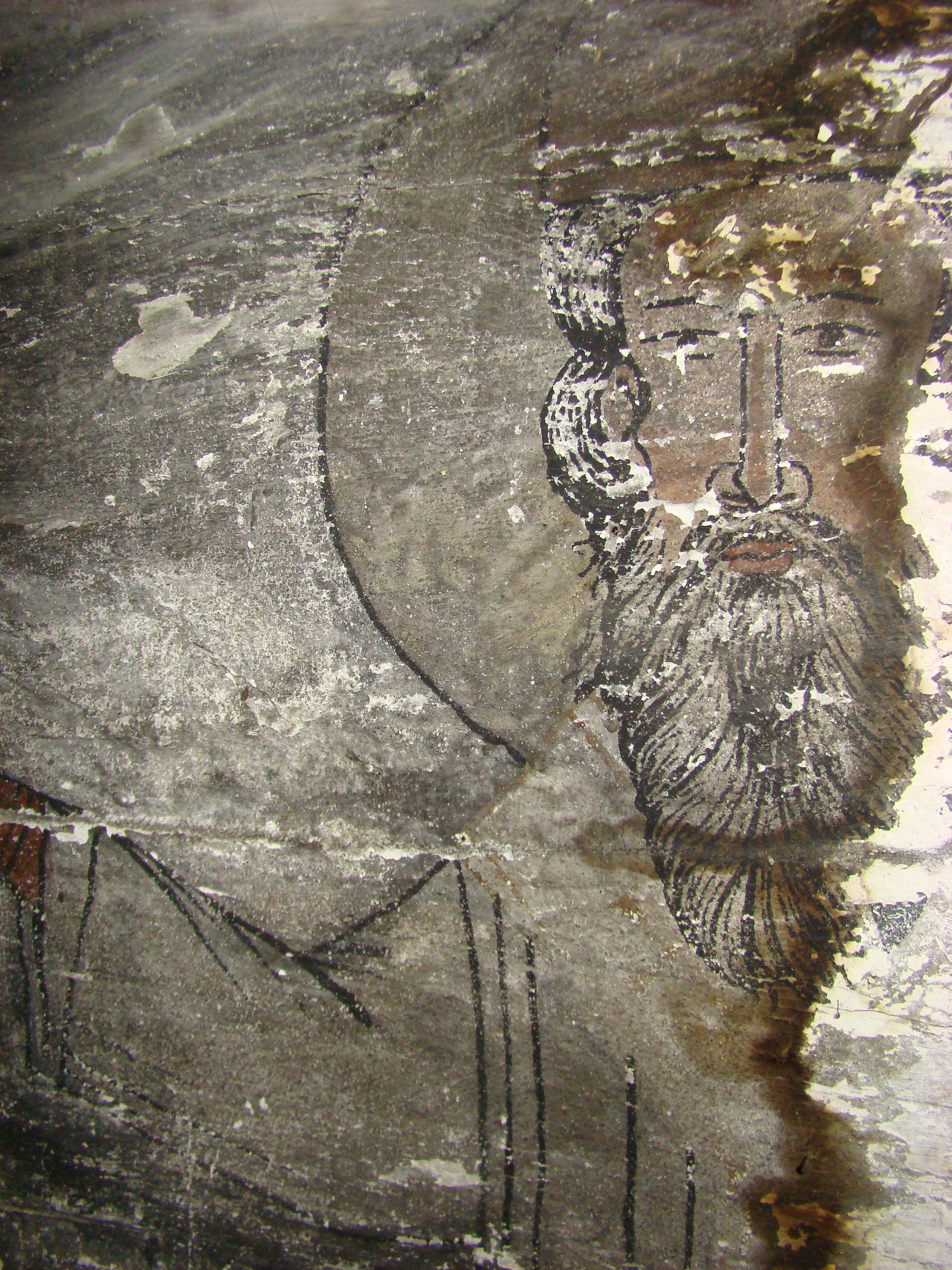
Pictura altarului: Sfinții Ierarhi (detaliu)
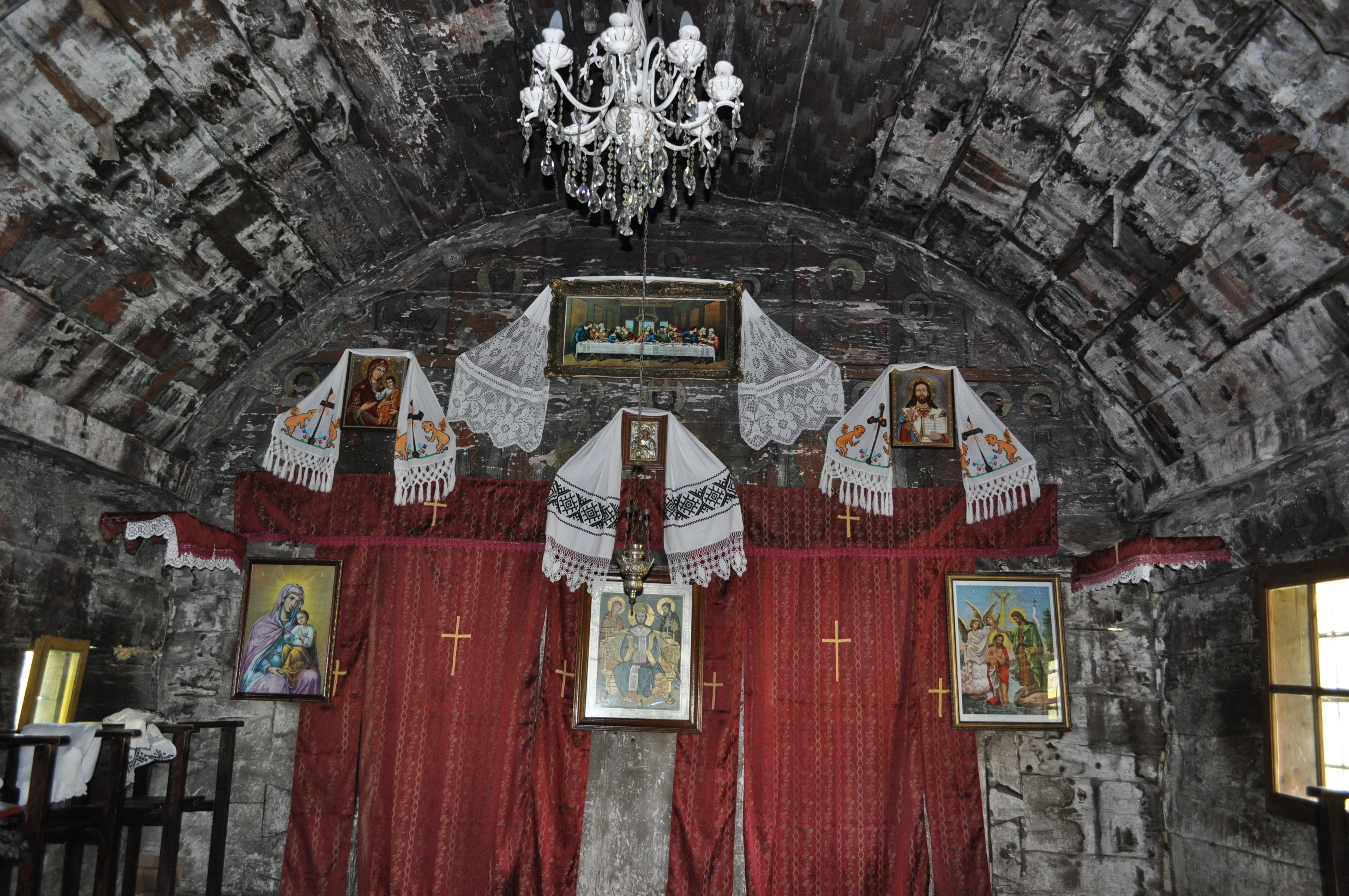
Interiorul navei
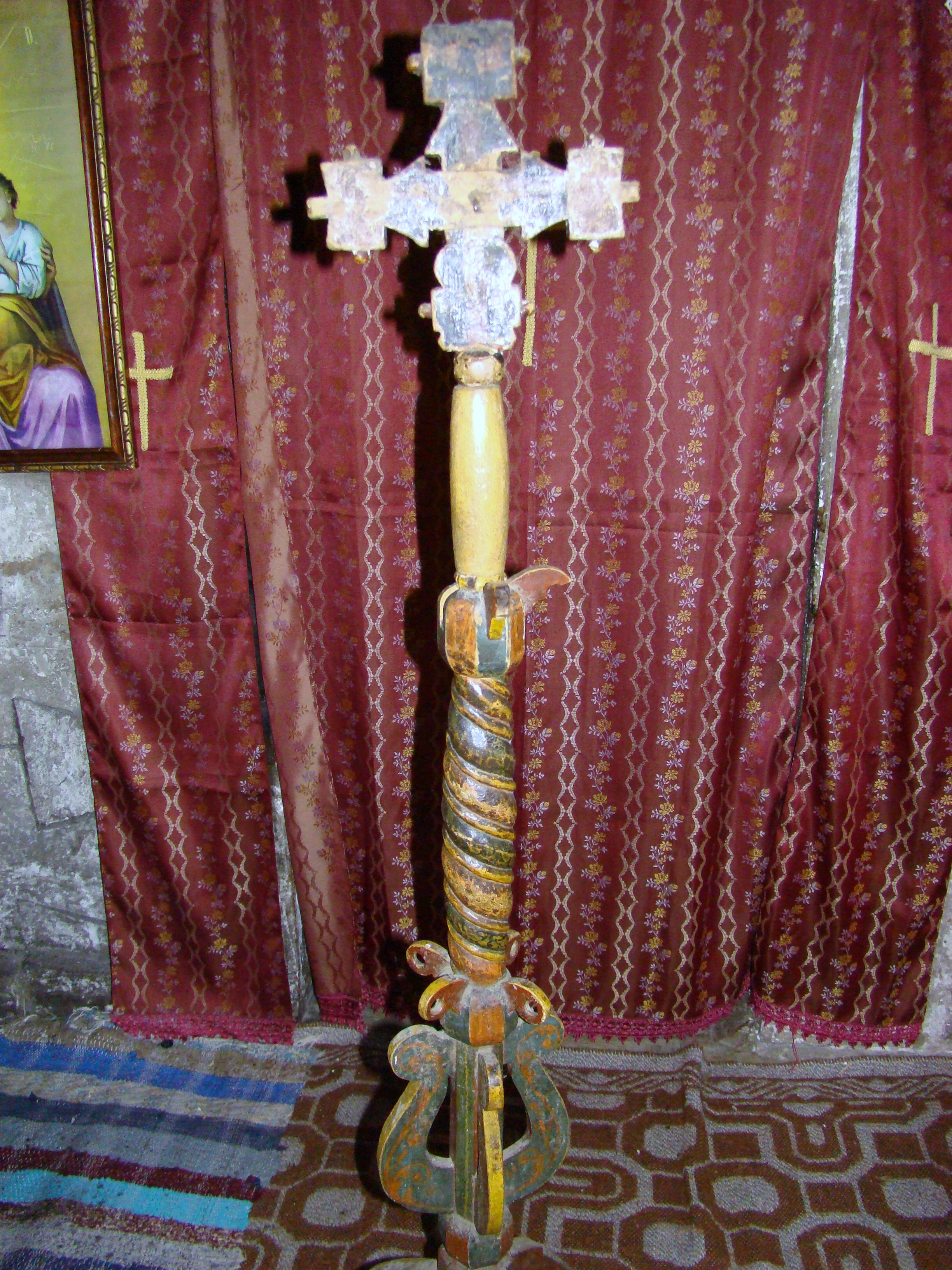
Sfeșnic
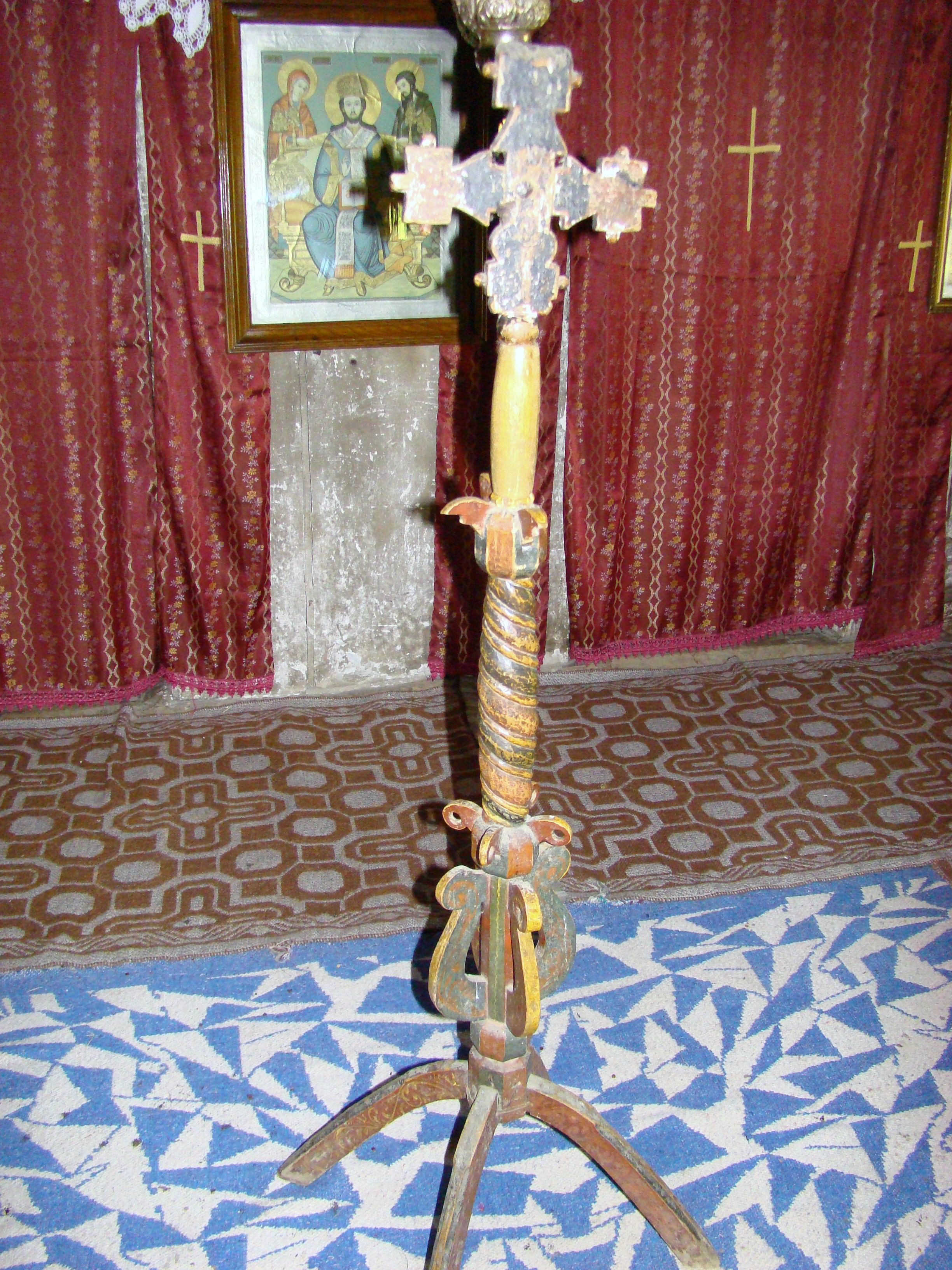
Sfeșnic
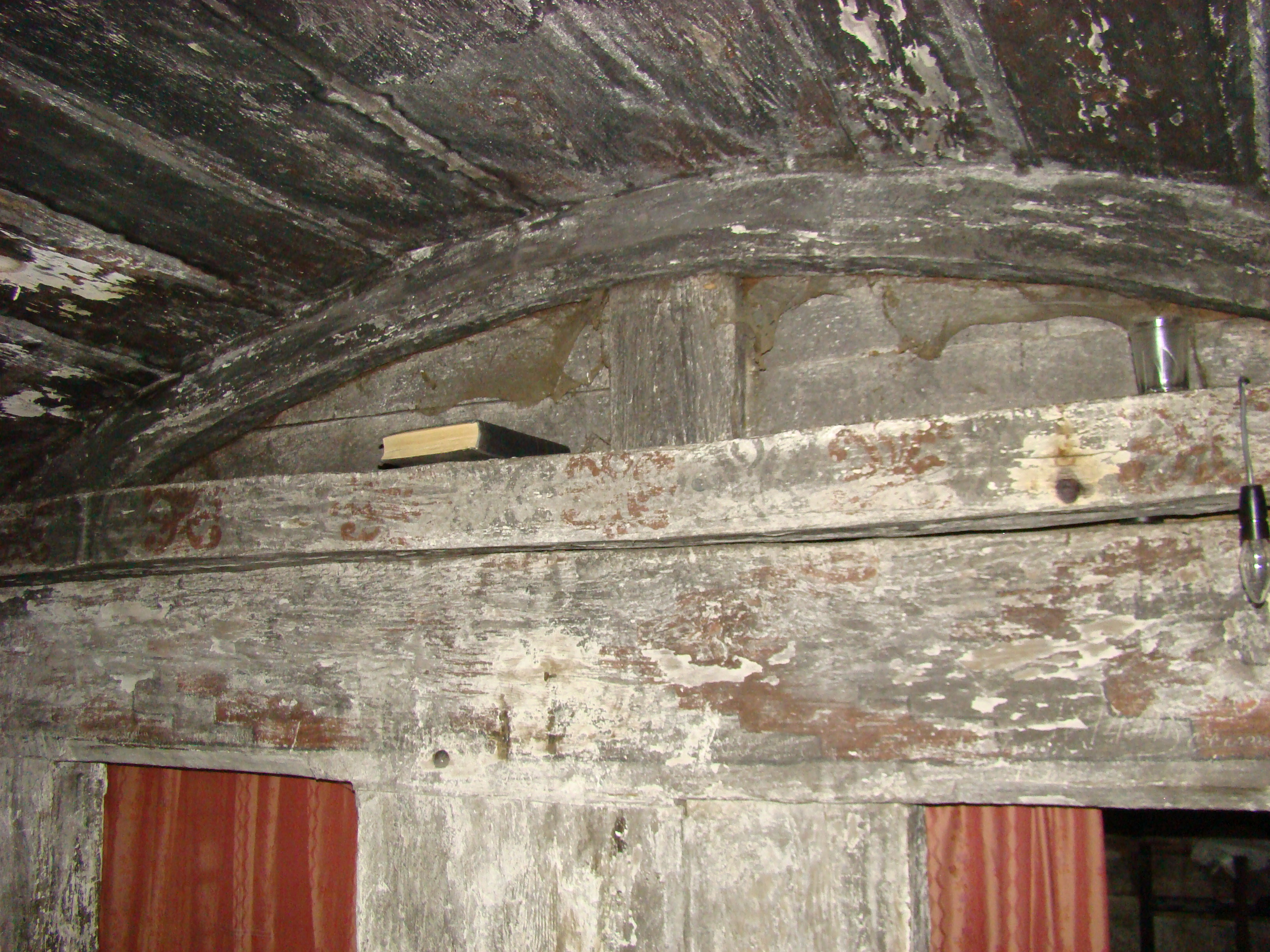
Dosul catapetesmei văzut din absida altarului
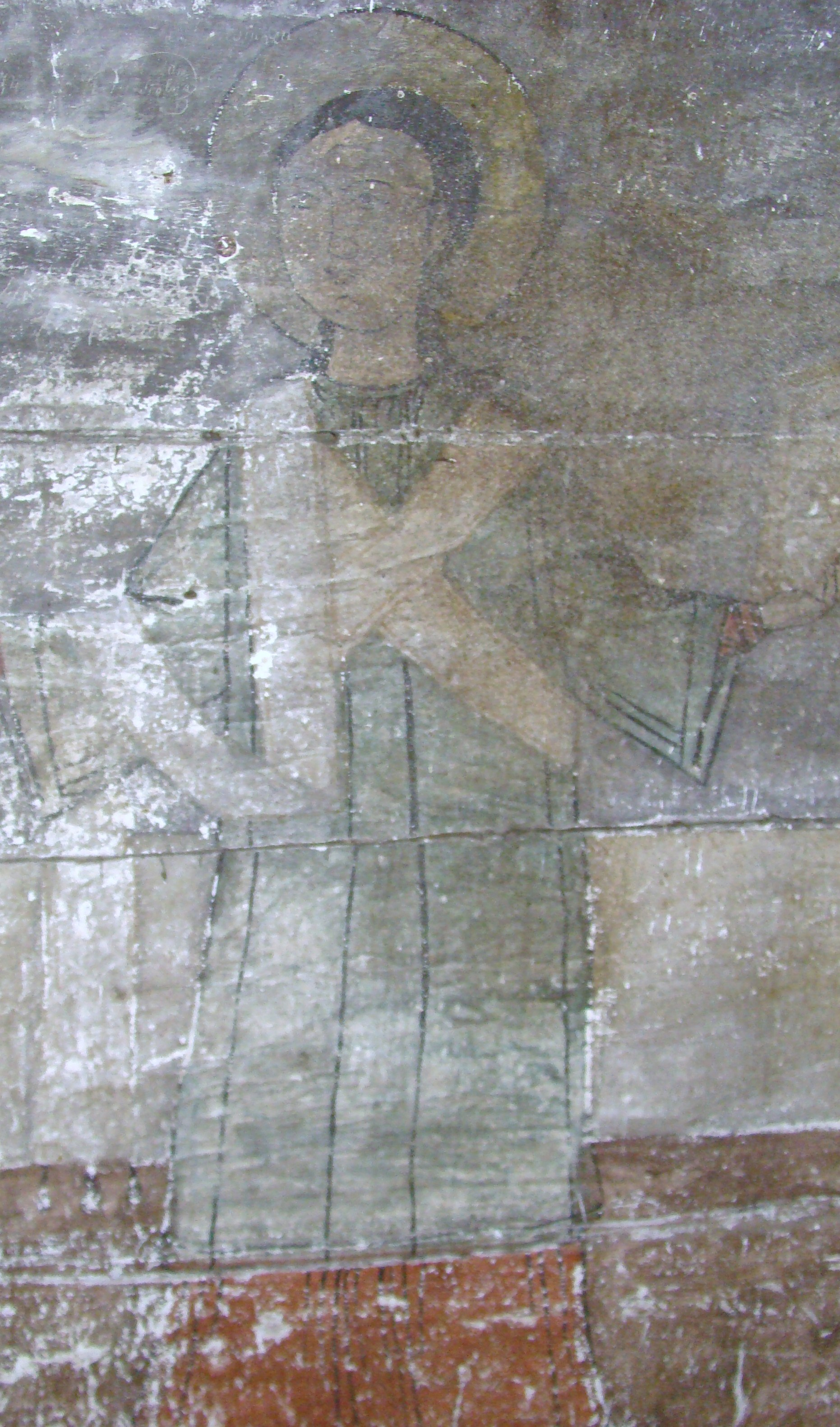
În altar
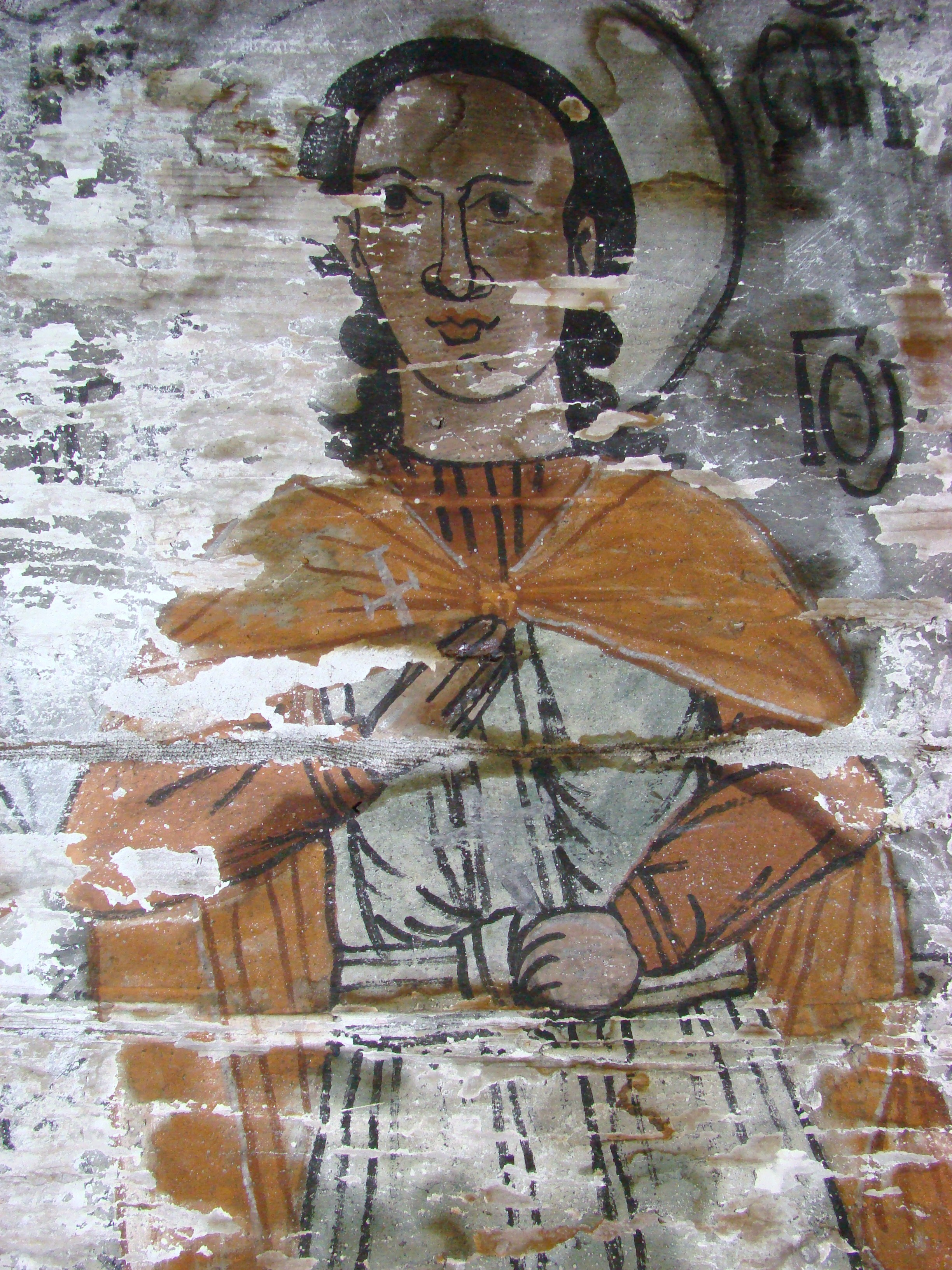
Pictura naosului (latura de nord)
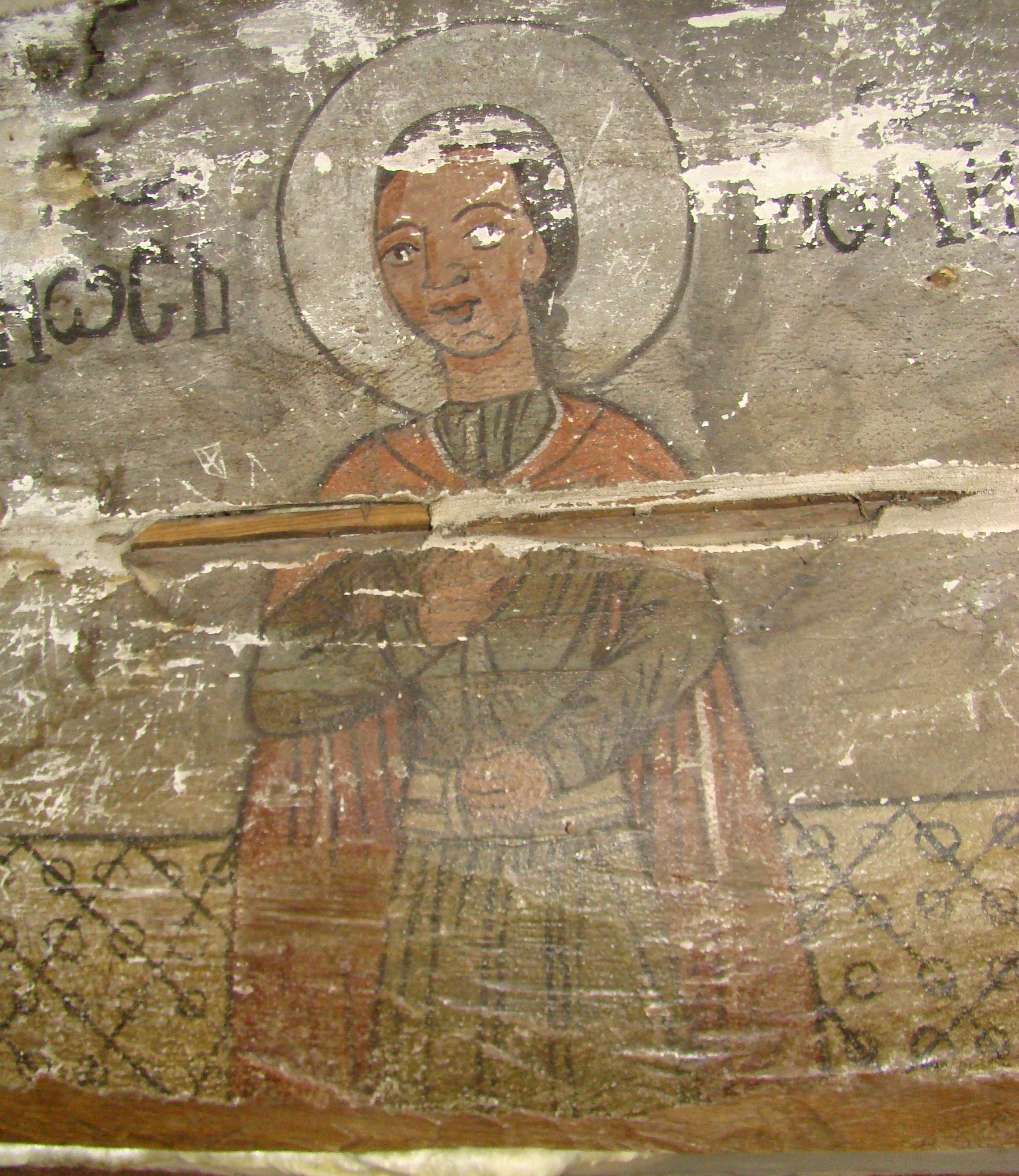
Pictura naosului (latura de sud)
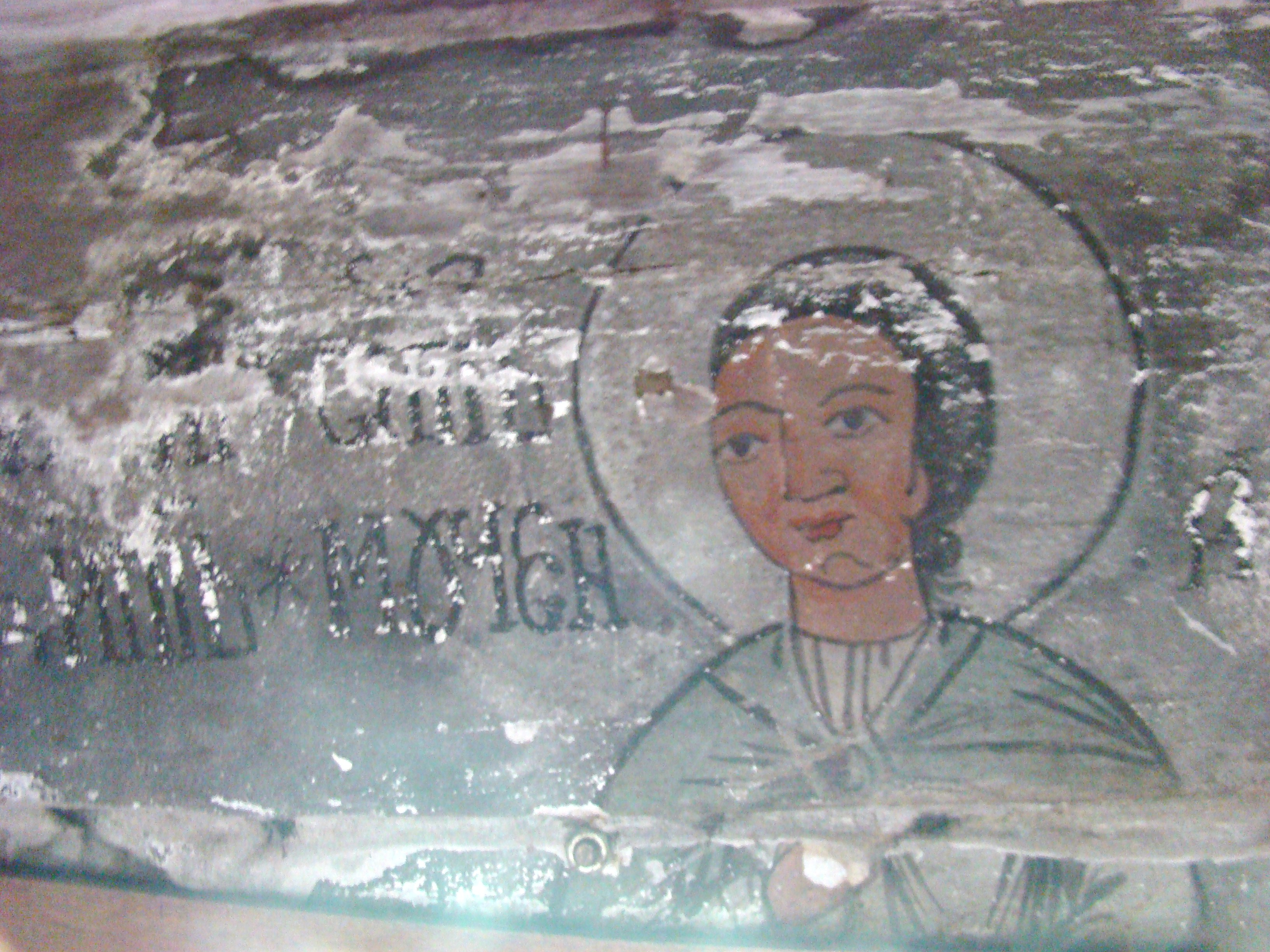
Pictura naosului (latura de sud)
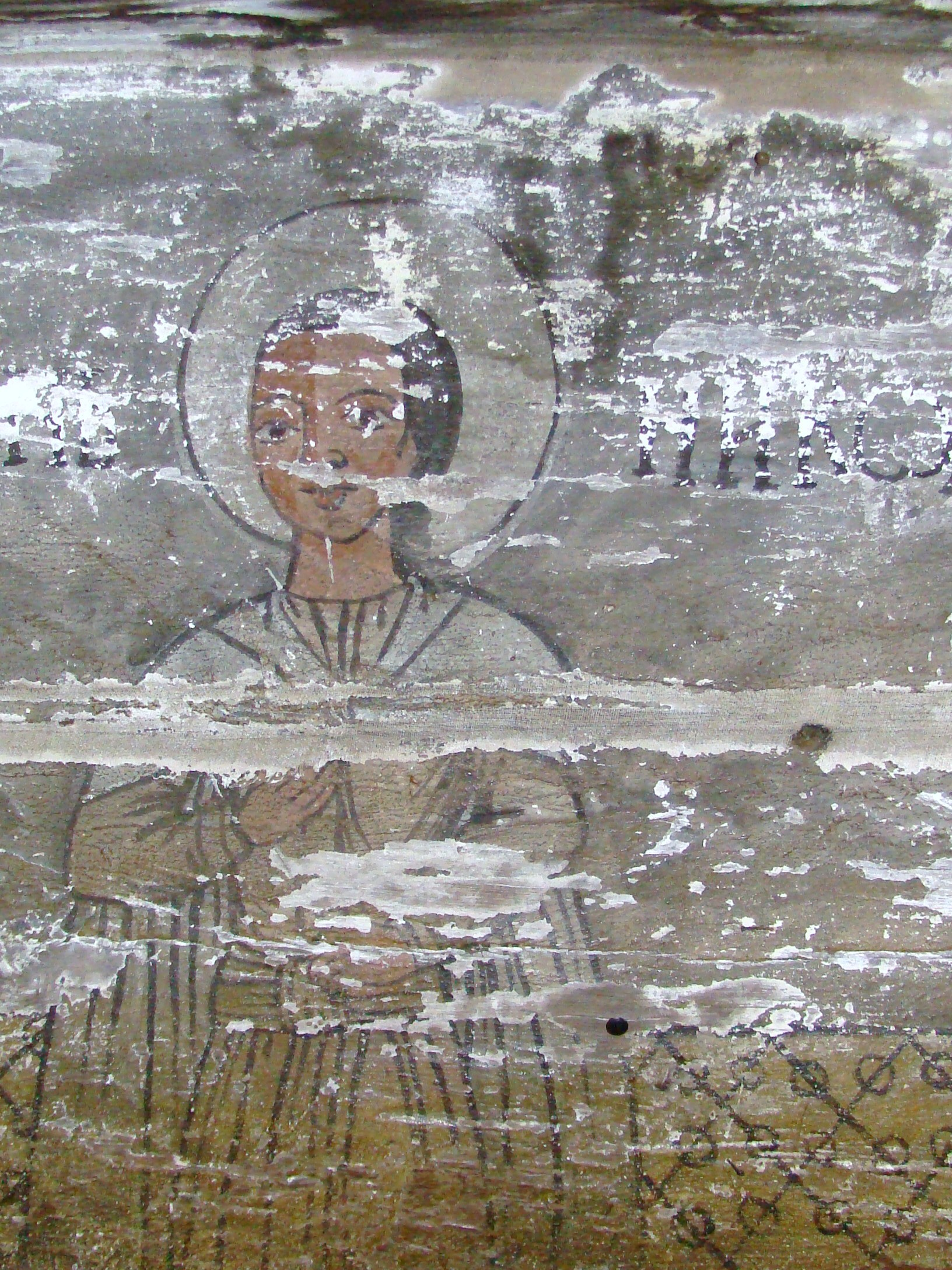
Pictura naosului (latura de sud)
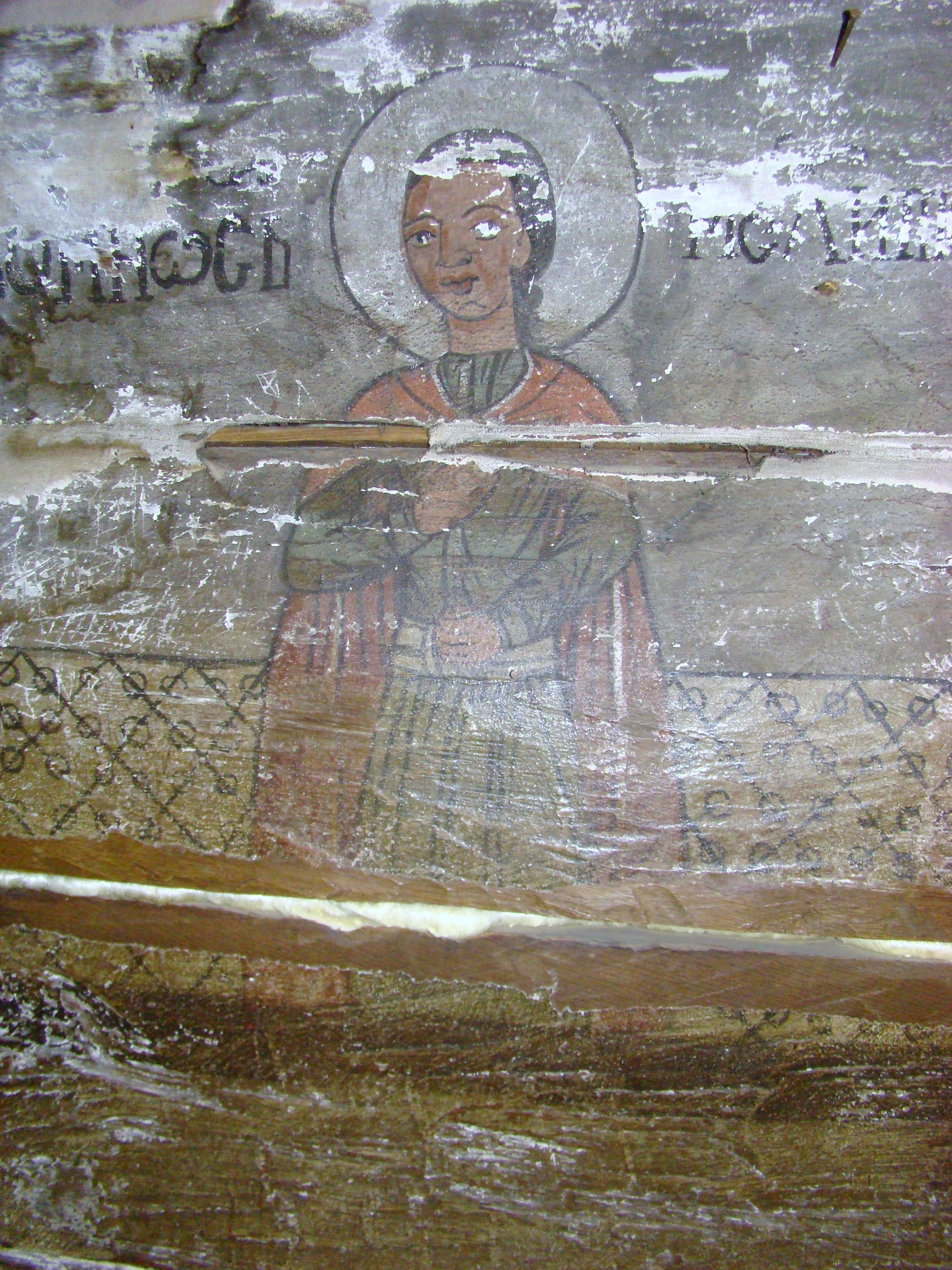
Pictura naosului (latura de sud)
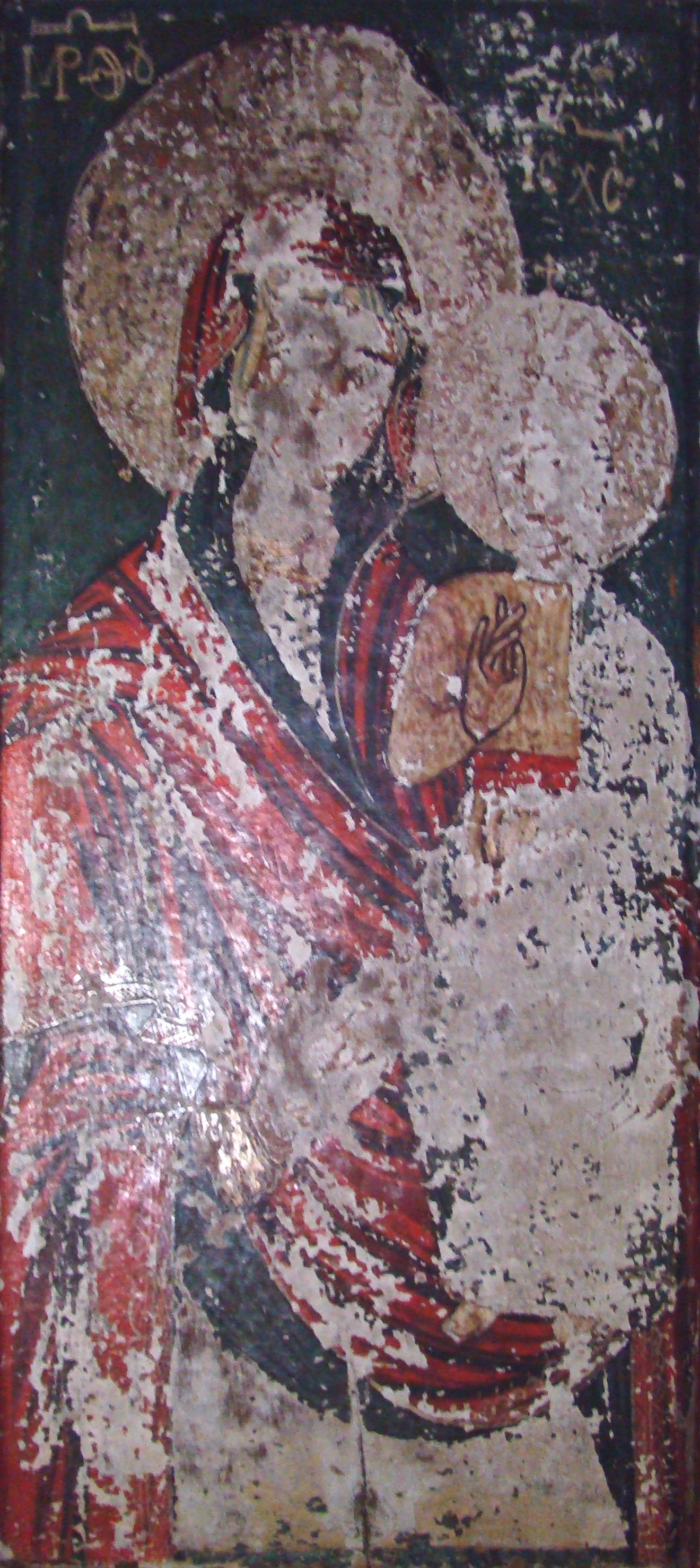
Maica Domnului cu pruncul
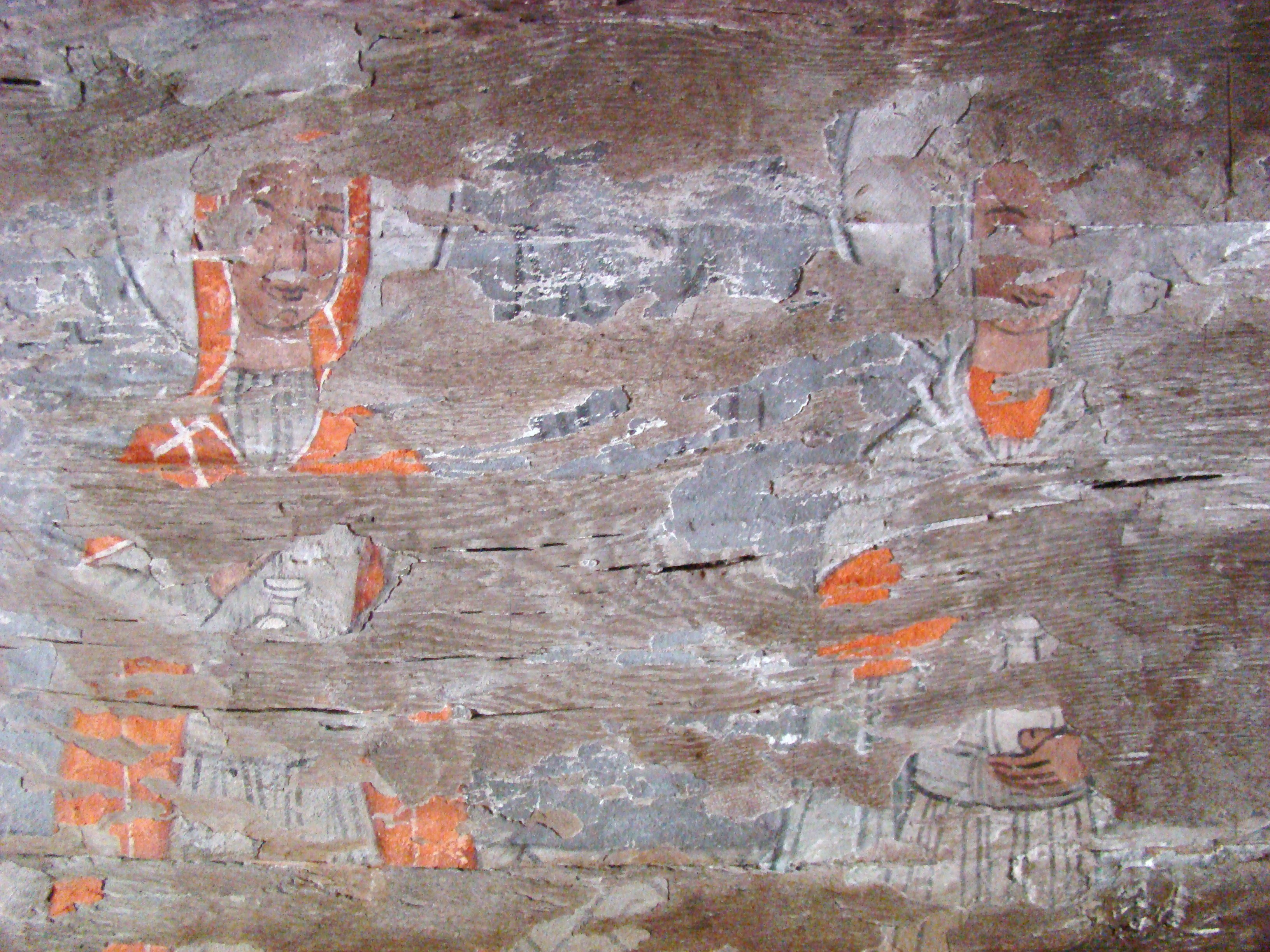
Sfintele mucenițe
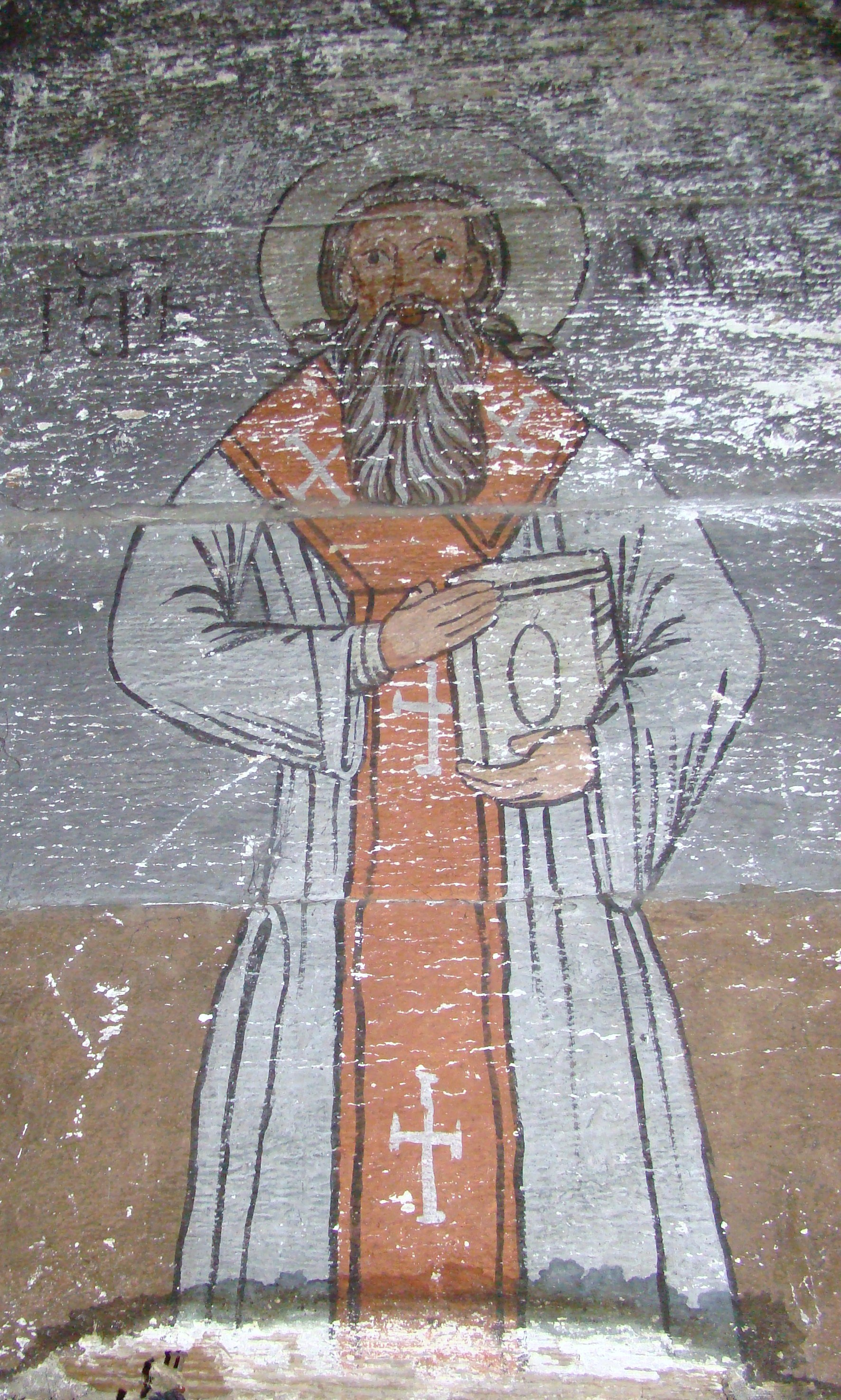
Timpanul de vest (detaliu)
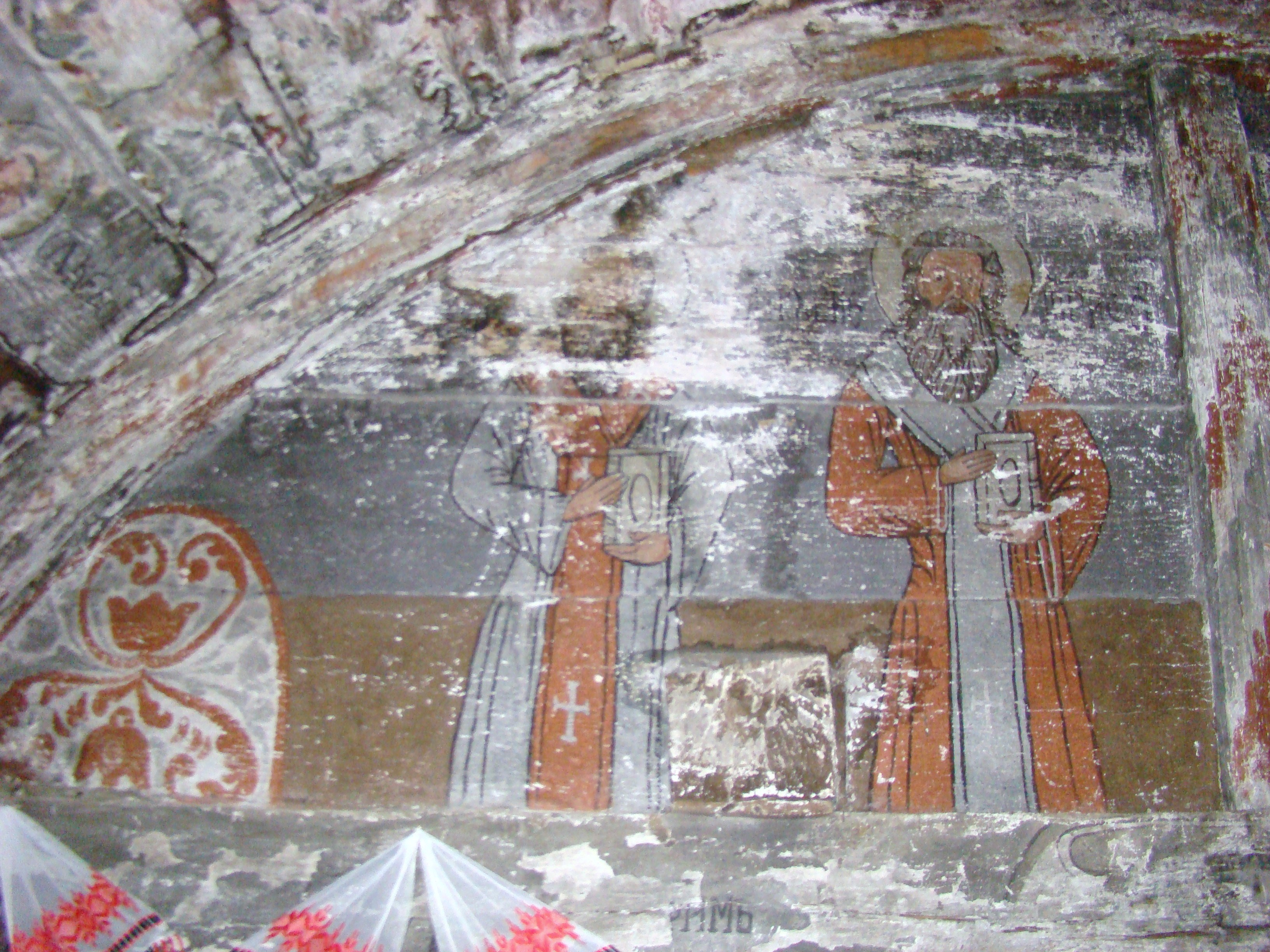
Timpanul de vest (partea din stânga)
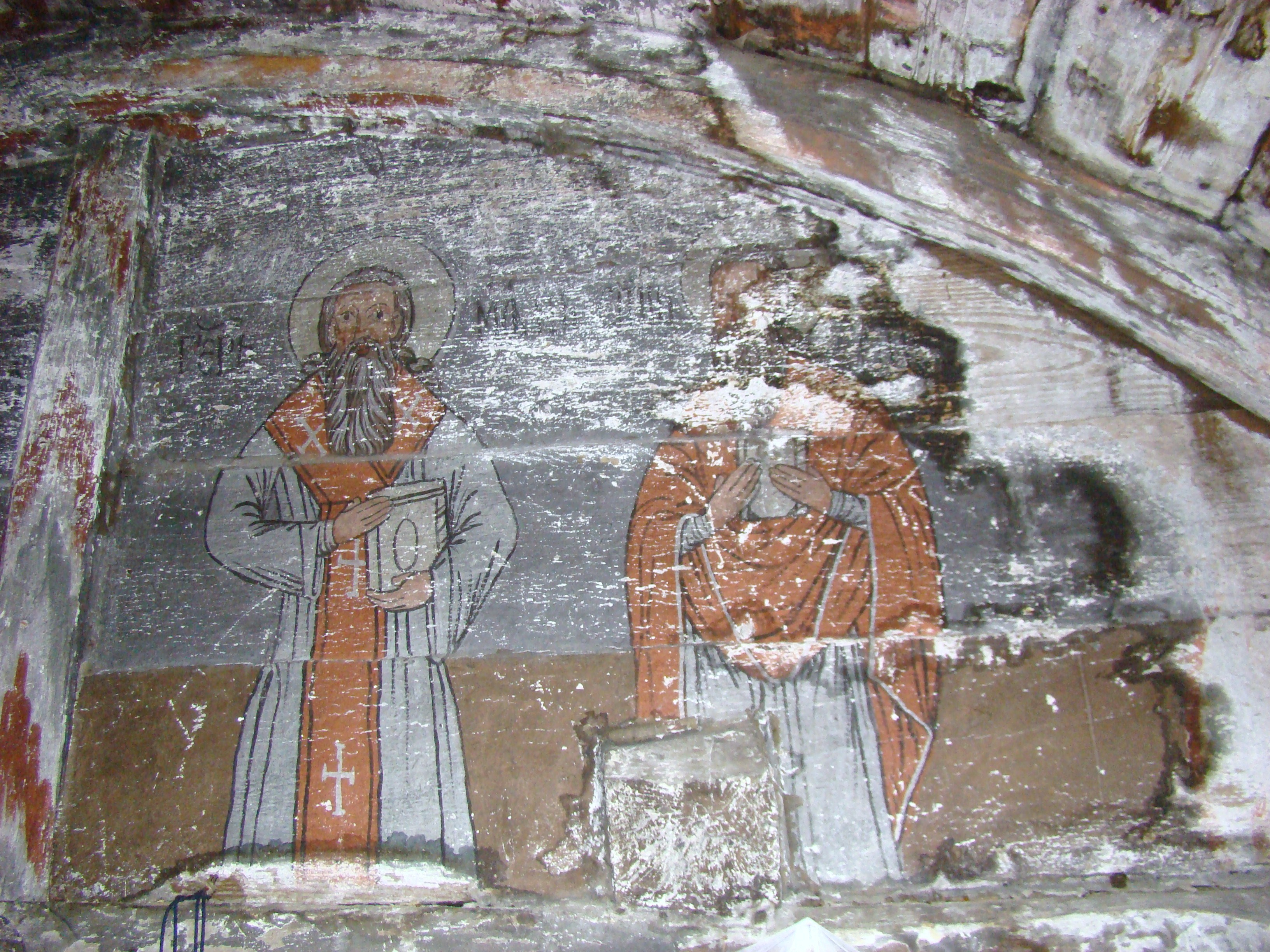
Timpanul de vest (partea din dreapta)
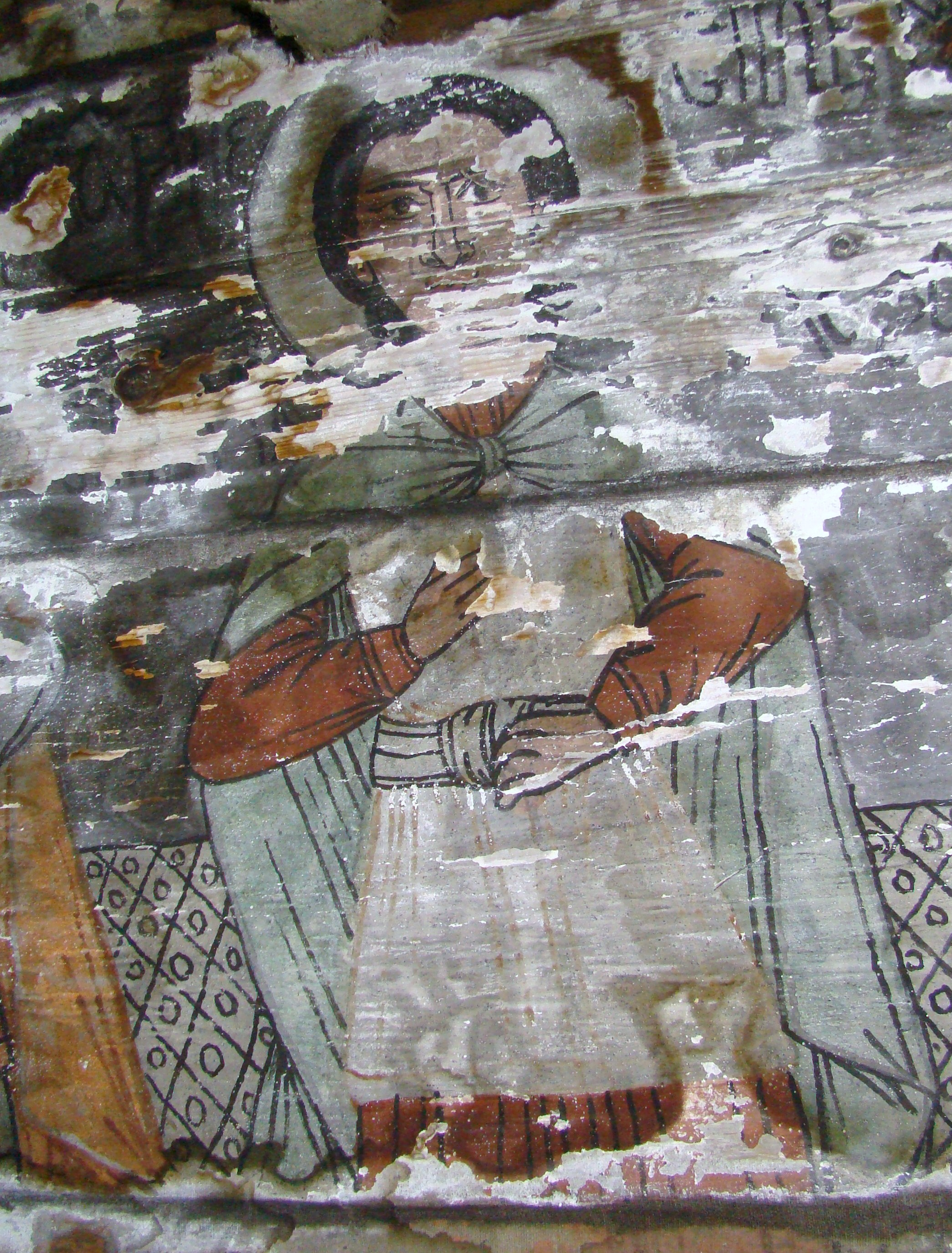
Pictura naosului (latura de nord)
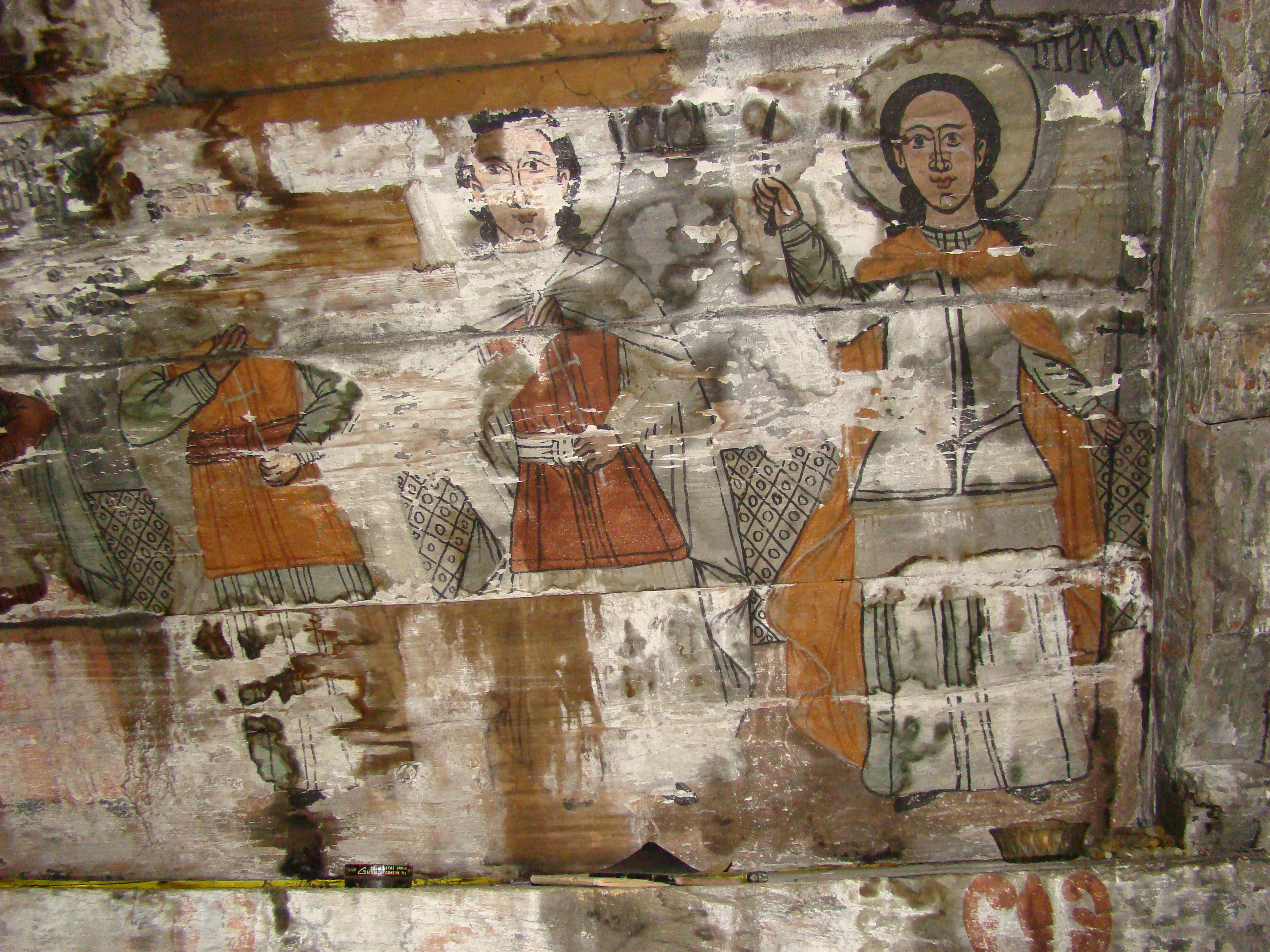
Pictura naosului (sfinții mucenici militari)
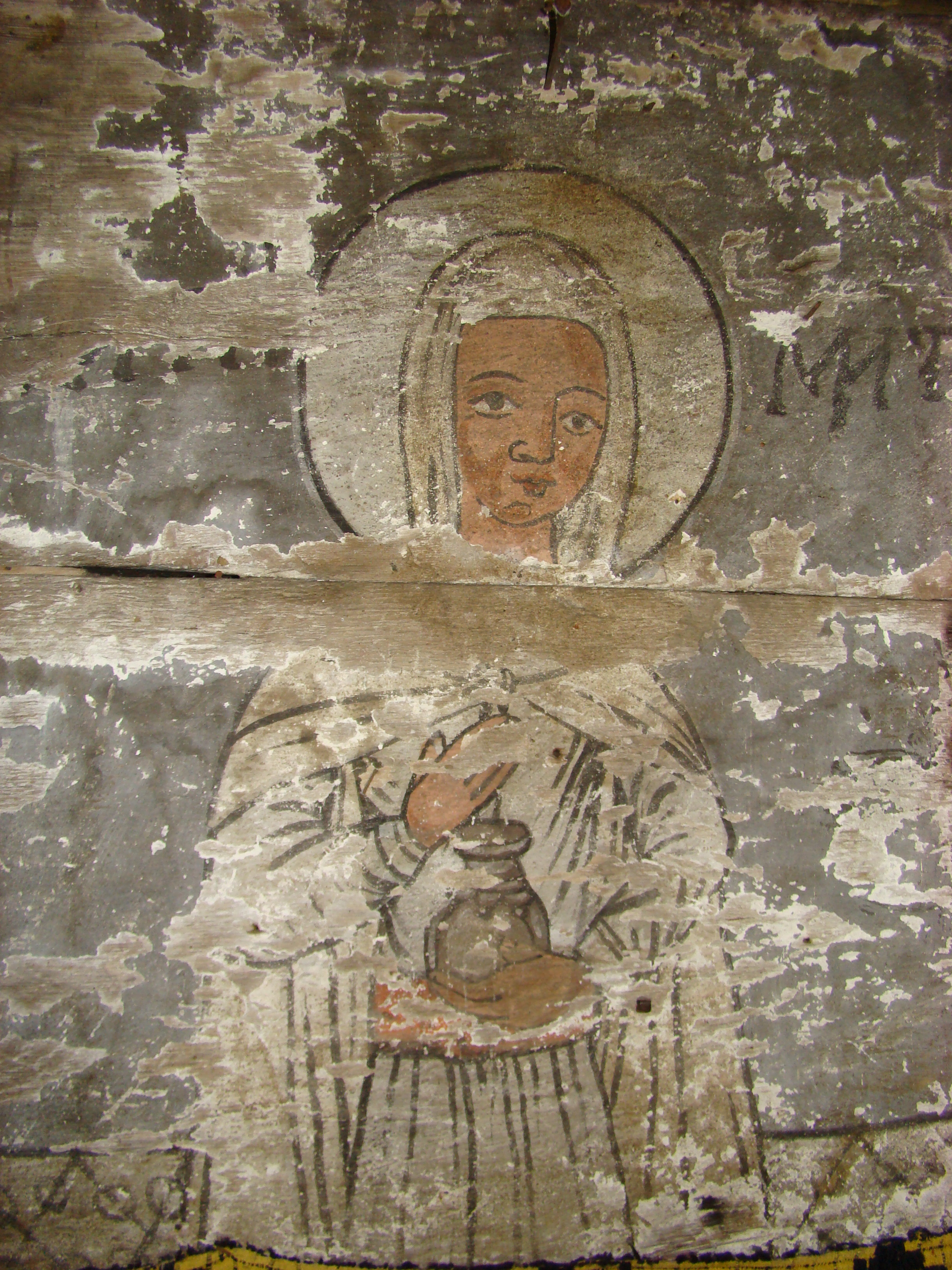
Pictura pronaosului (Mironosițele)
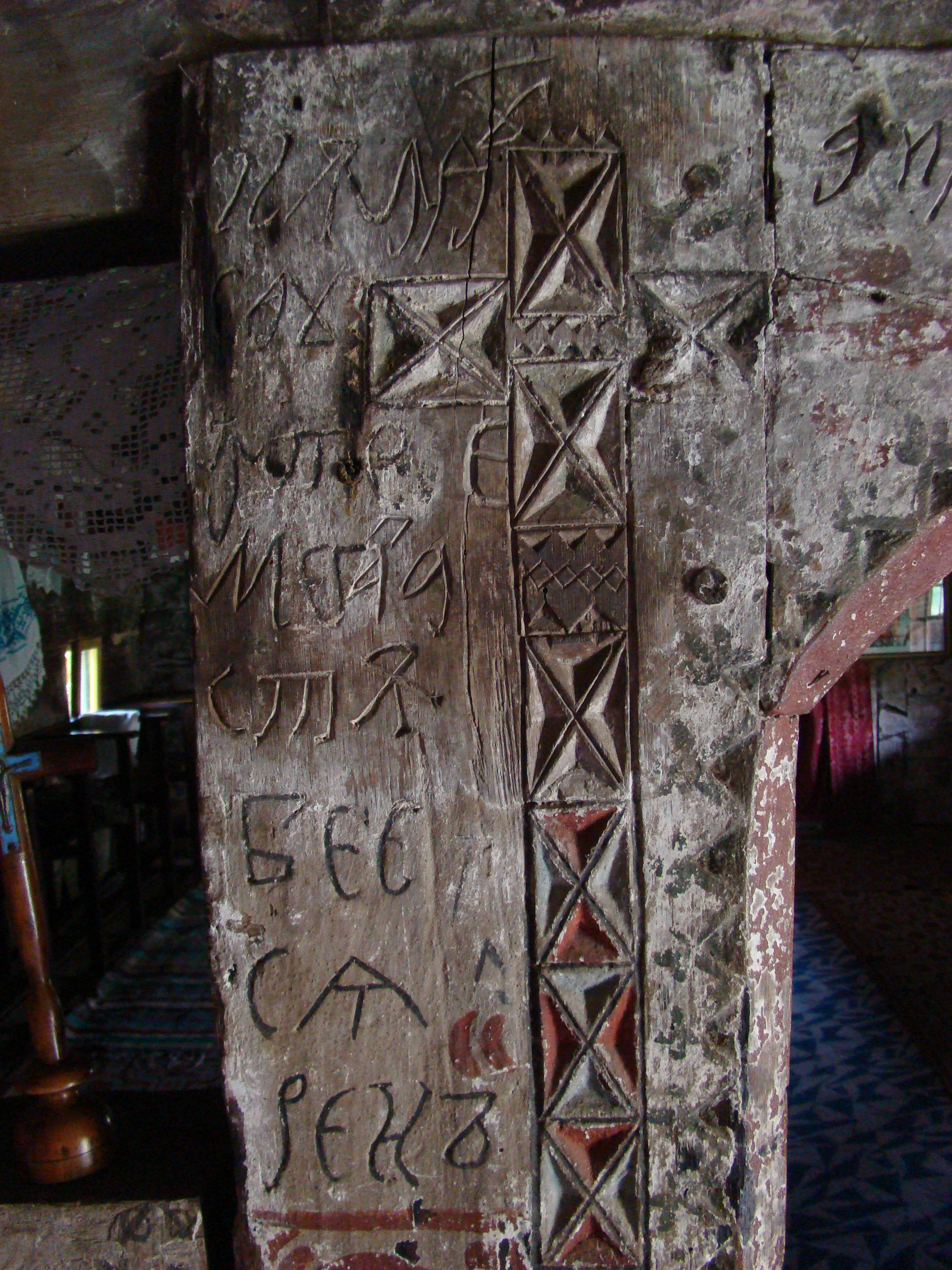
Portalul interior (detaliu)
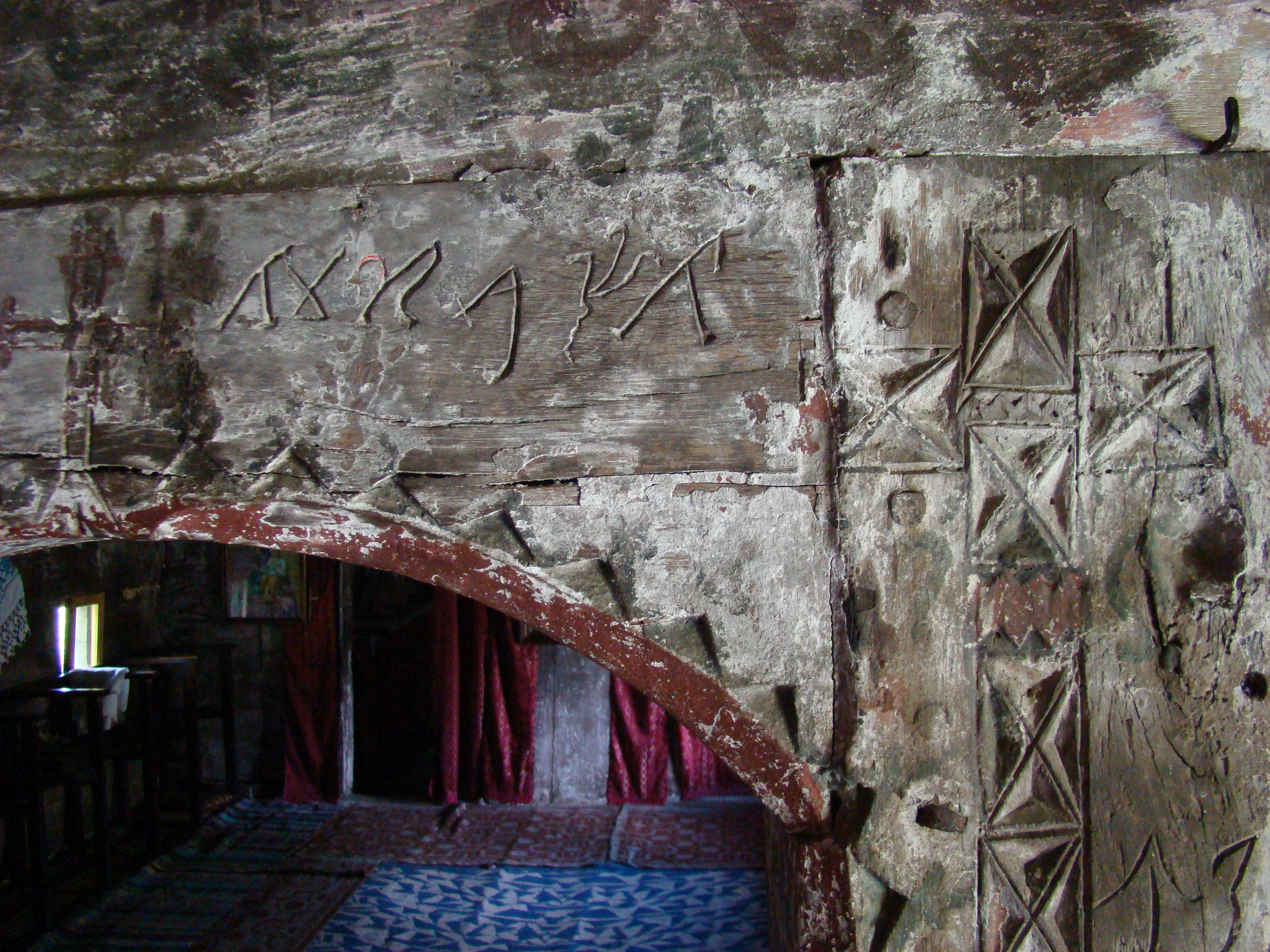
Portalul interior (detaliu)
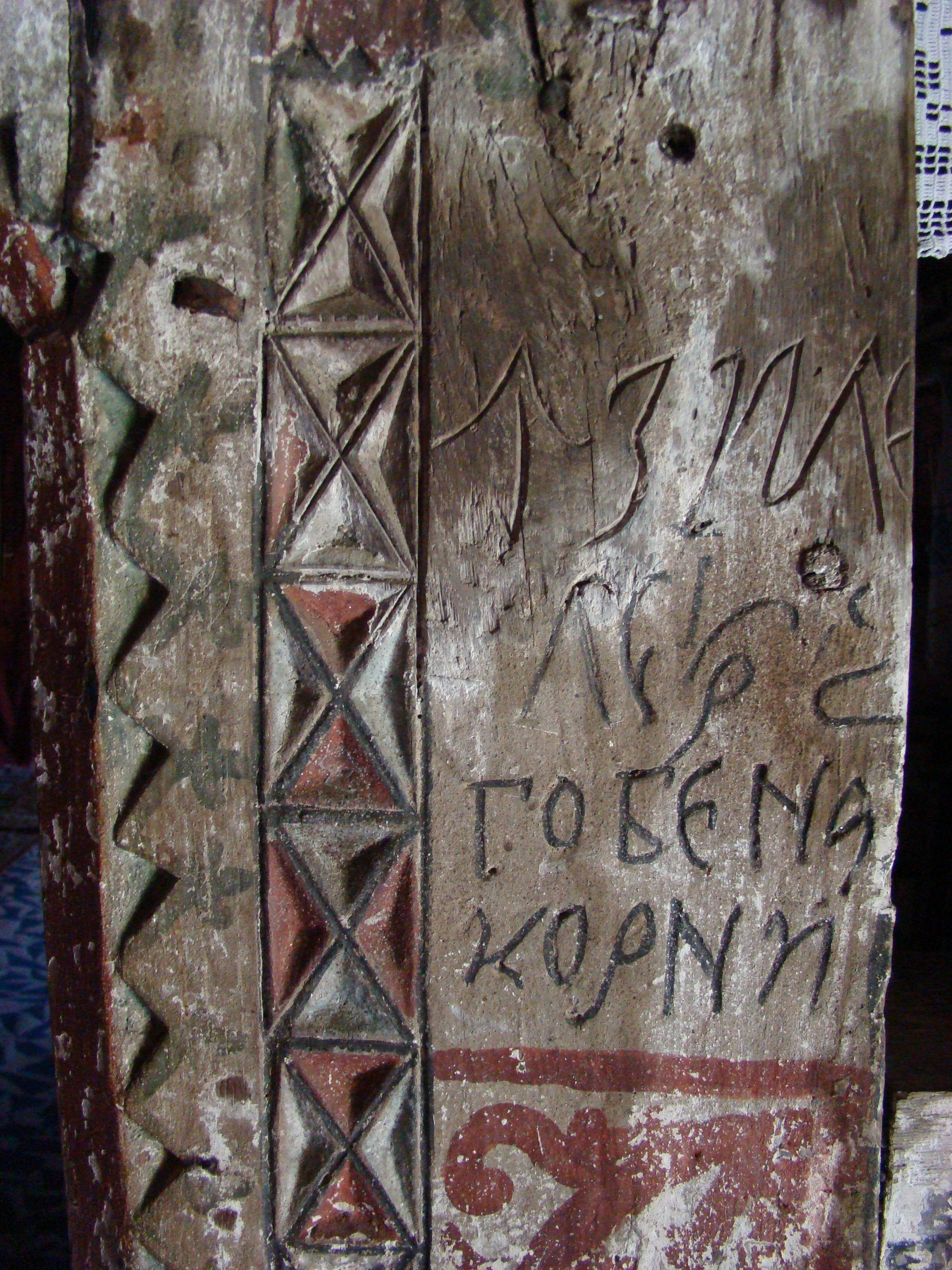
Portalul interior (detaliu)
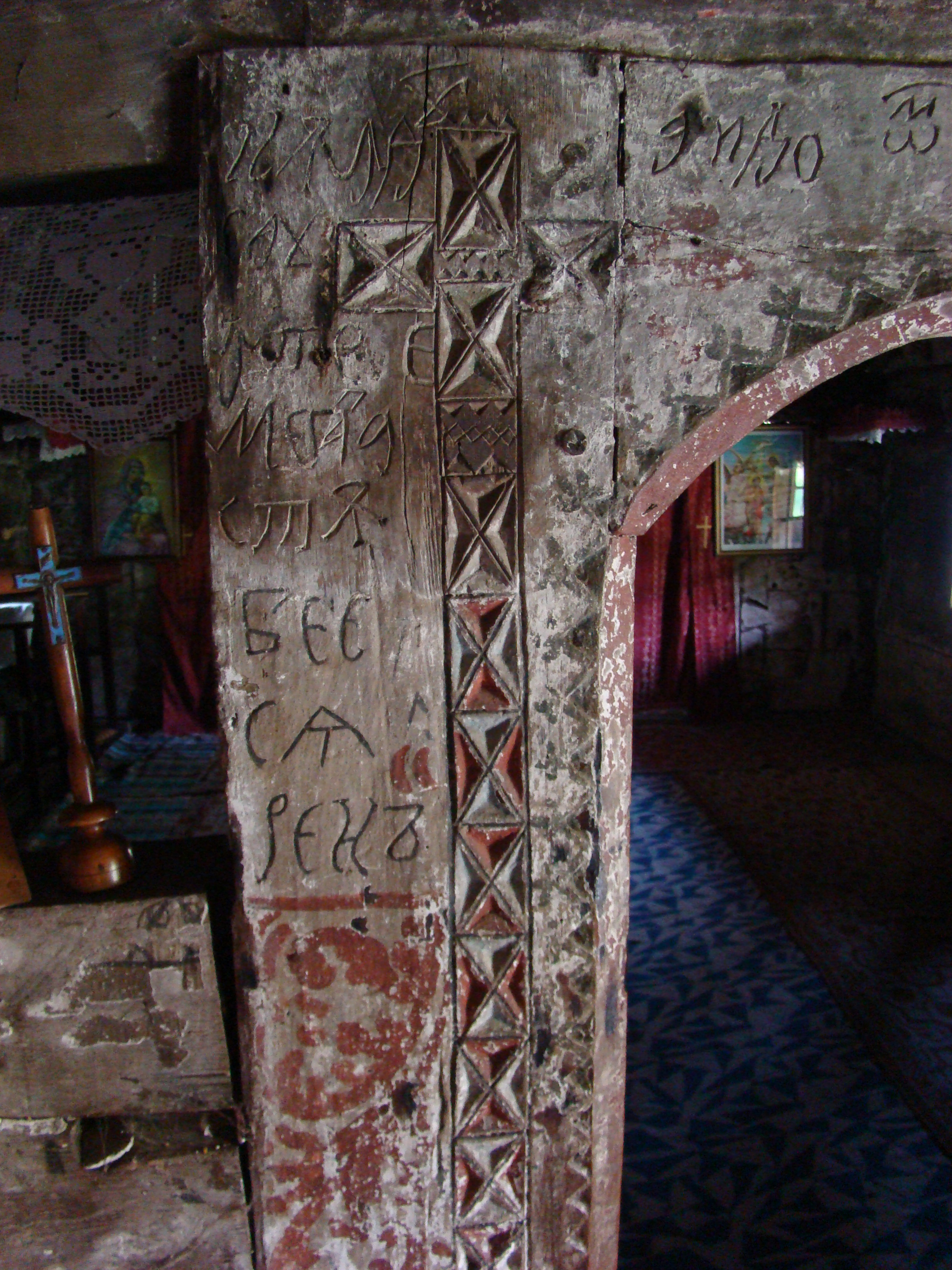
Portalul interior (detaliu)
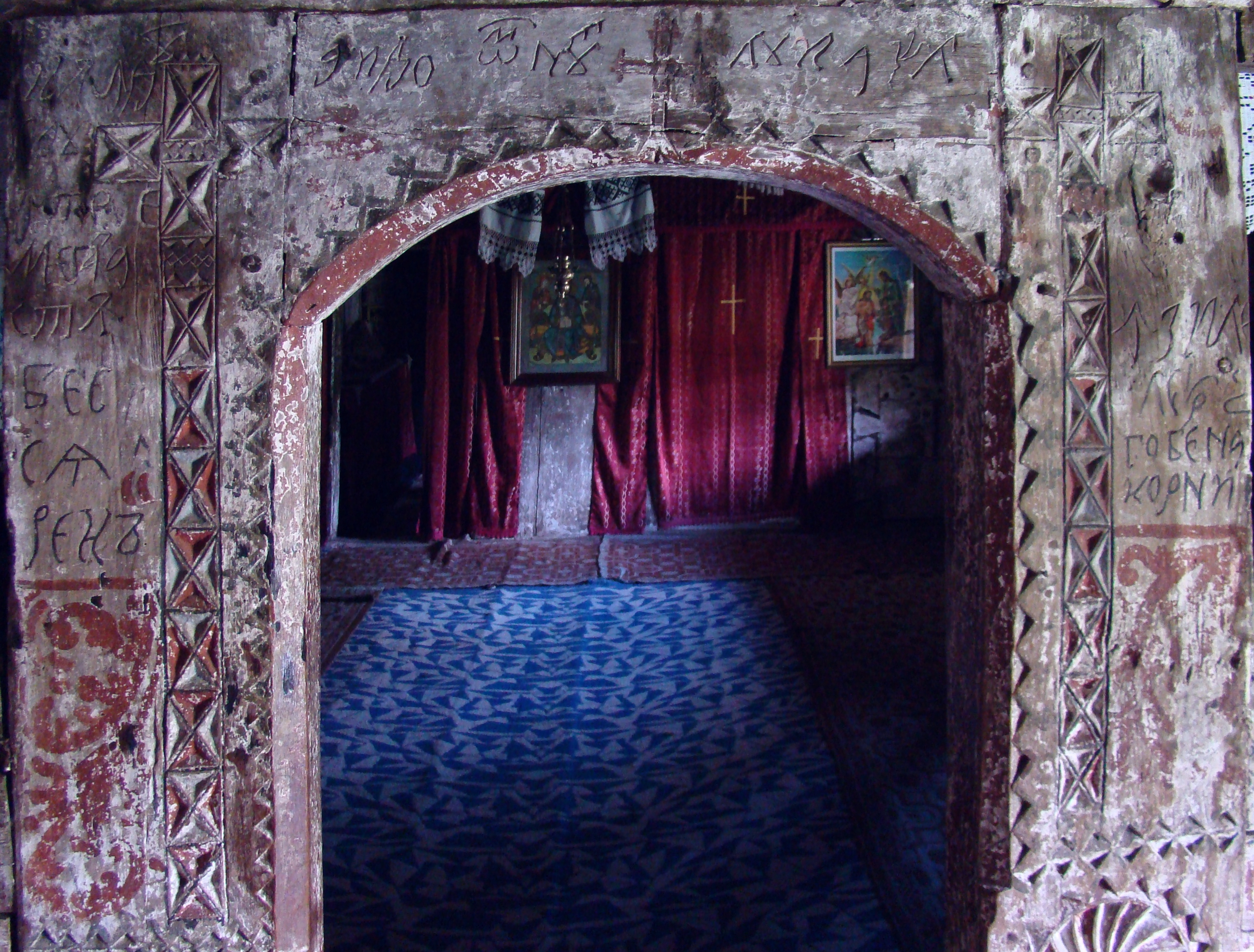
Portalul interior (detaliu)
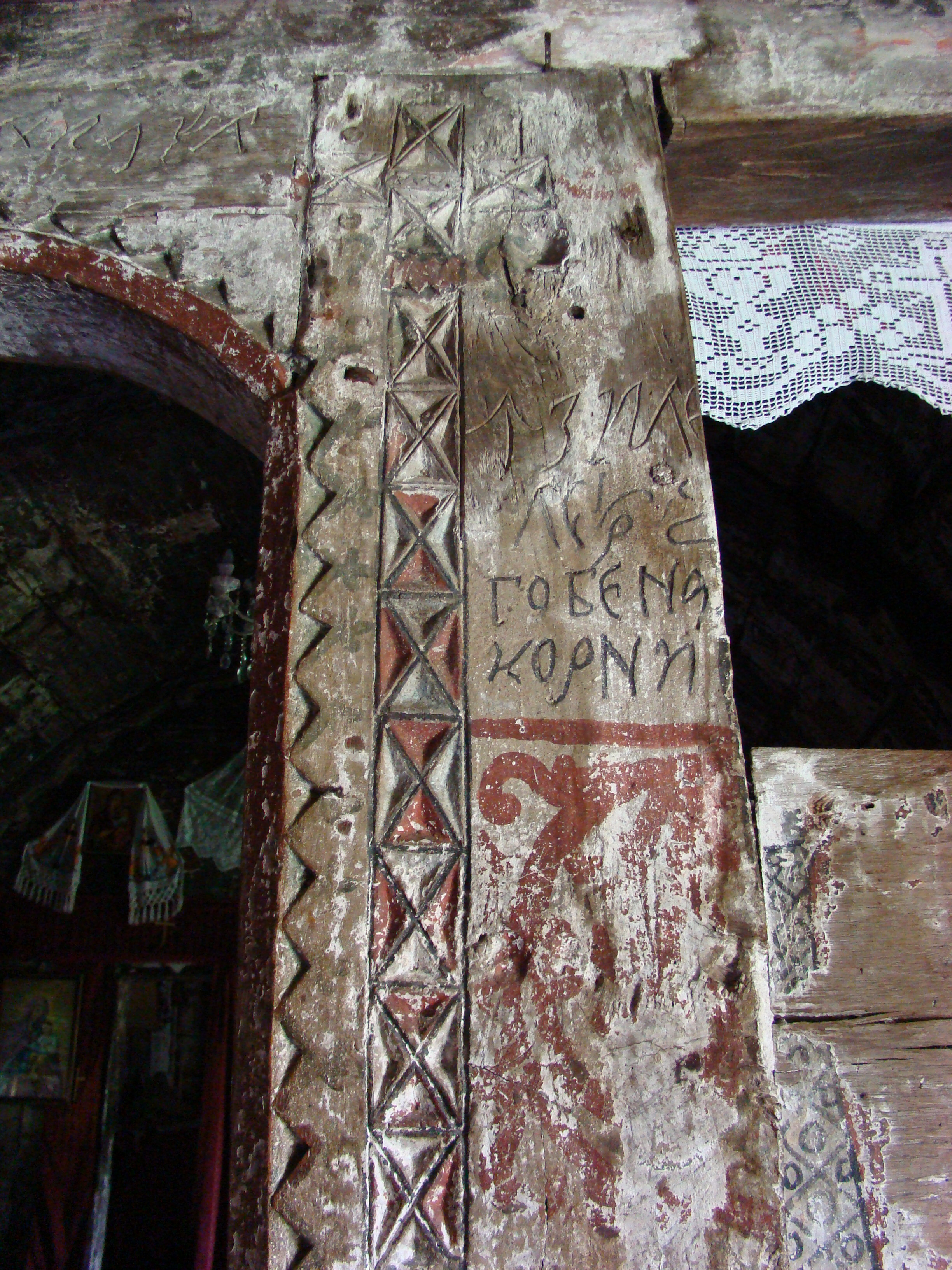
Portalul interior (detaliu)
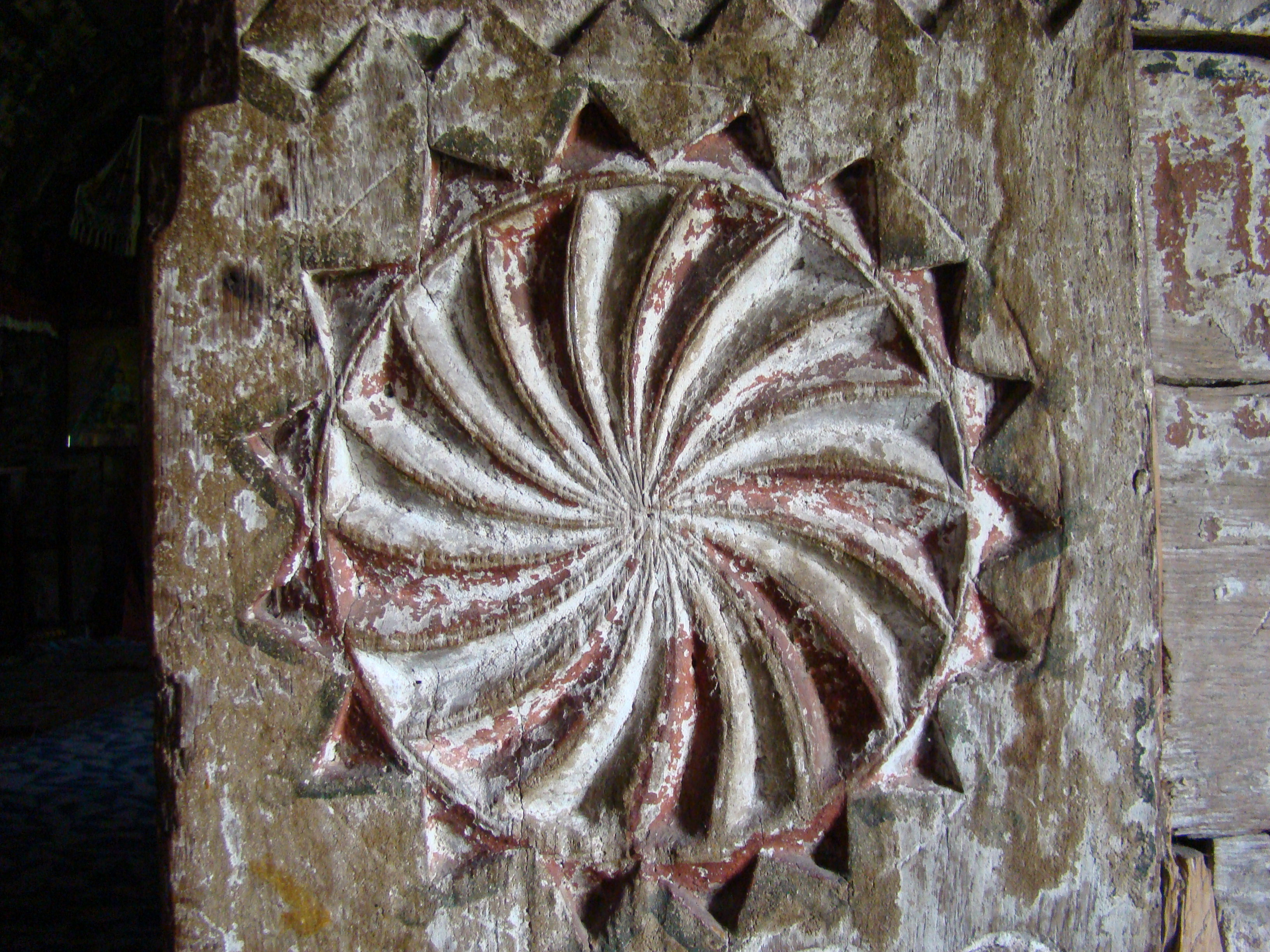
Portalul interior (detaliu)
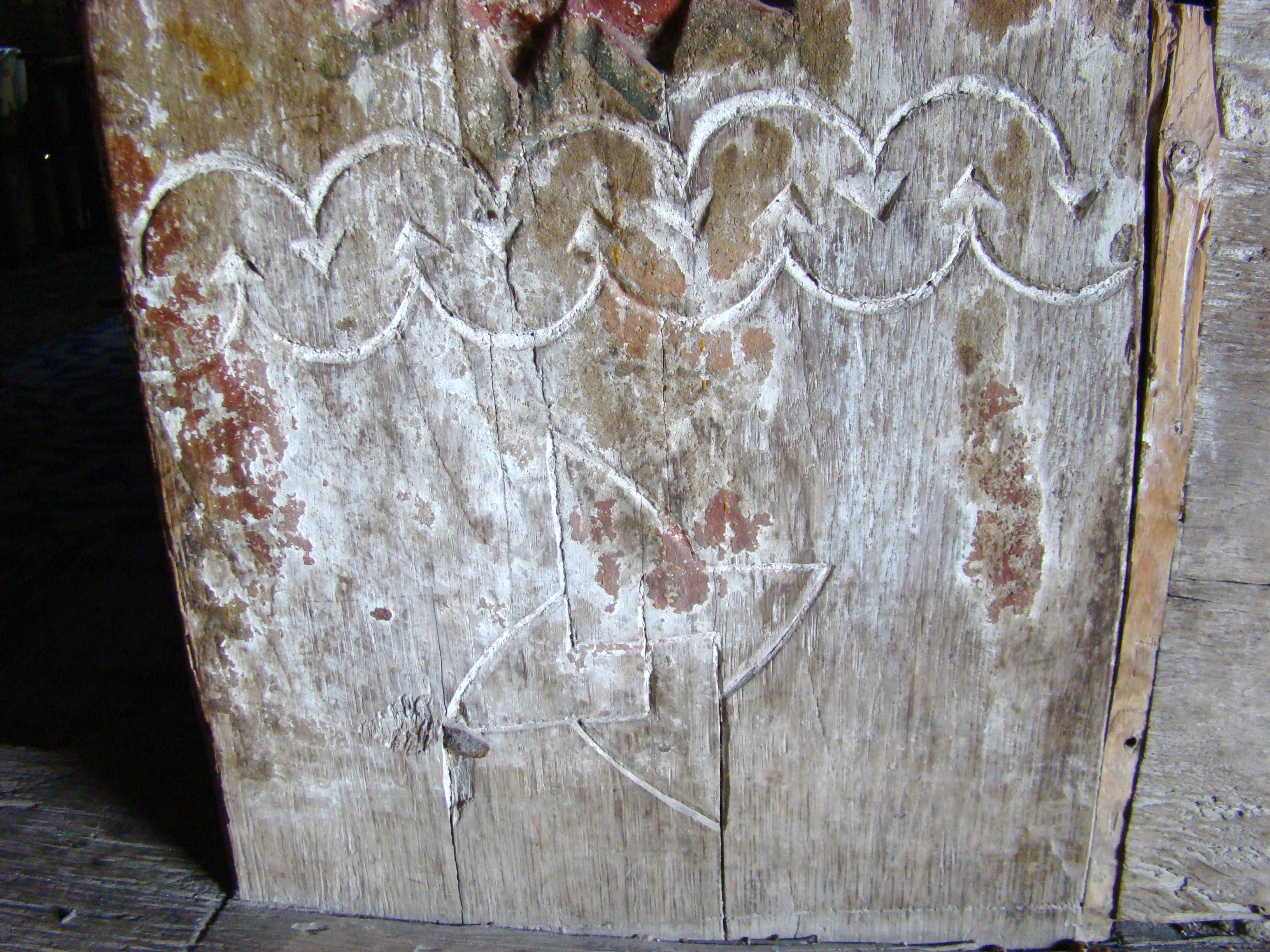
Portalul interior (detaliu)
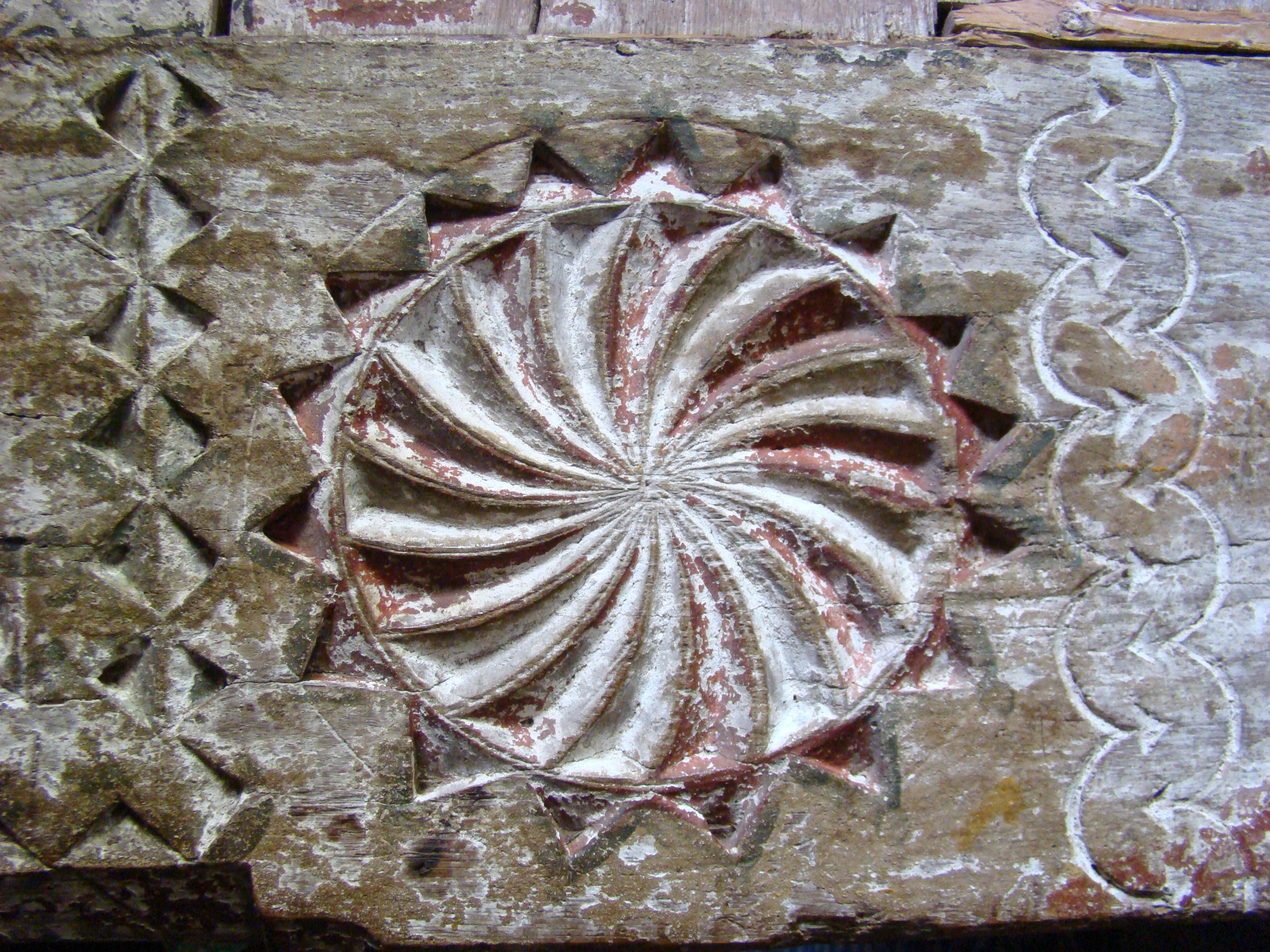
Portalul interior (detaliu)

## Stolna și biserica...iarna

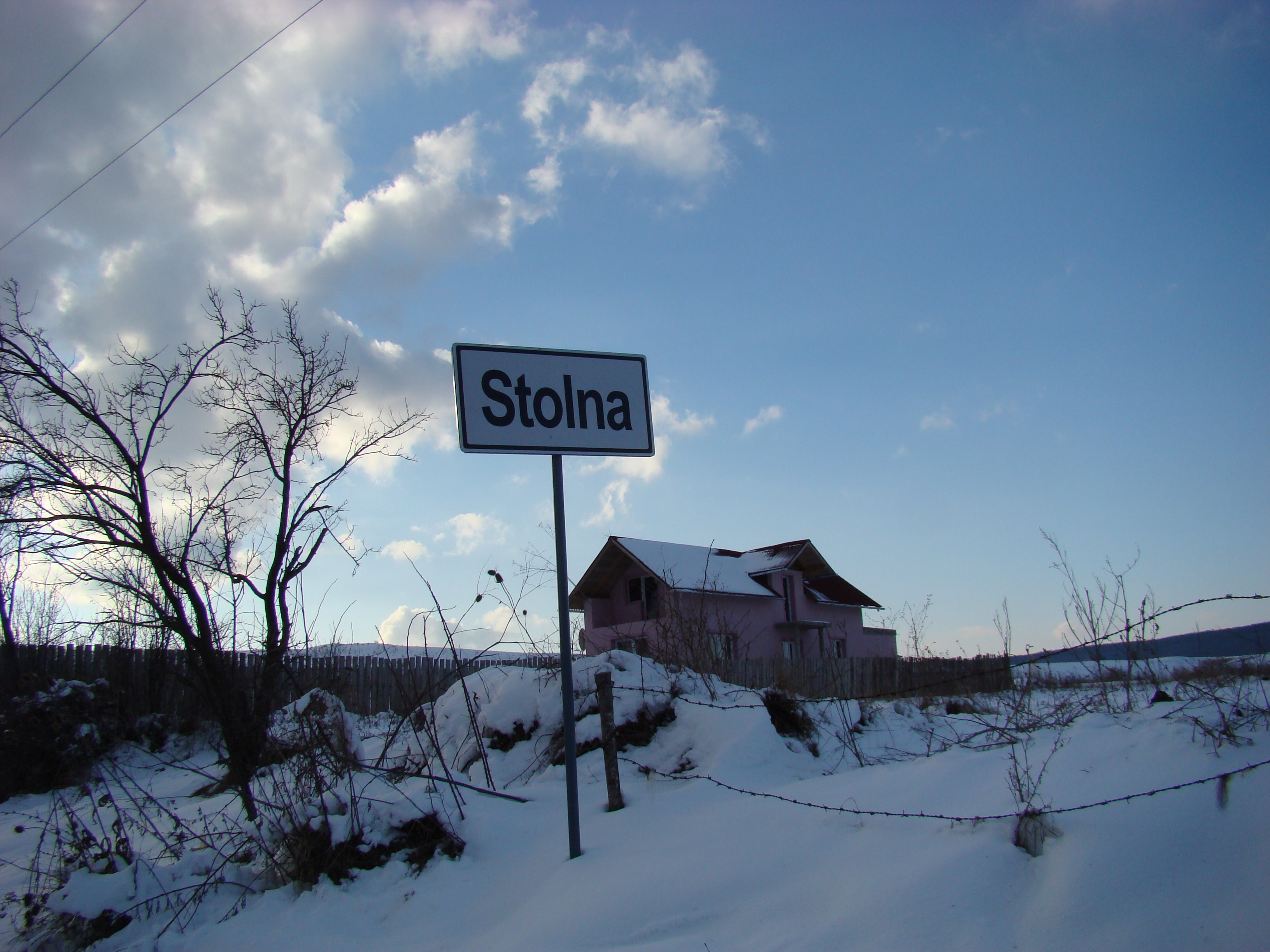
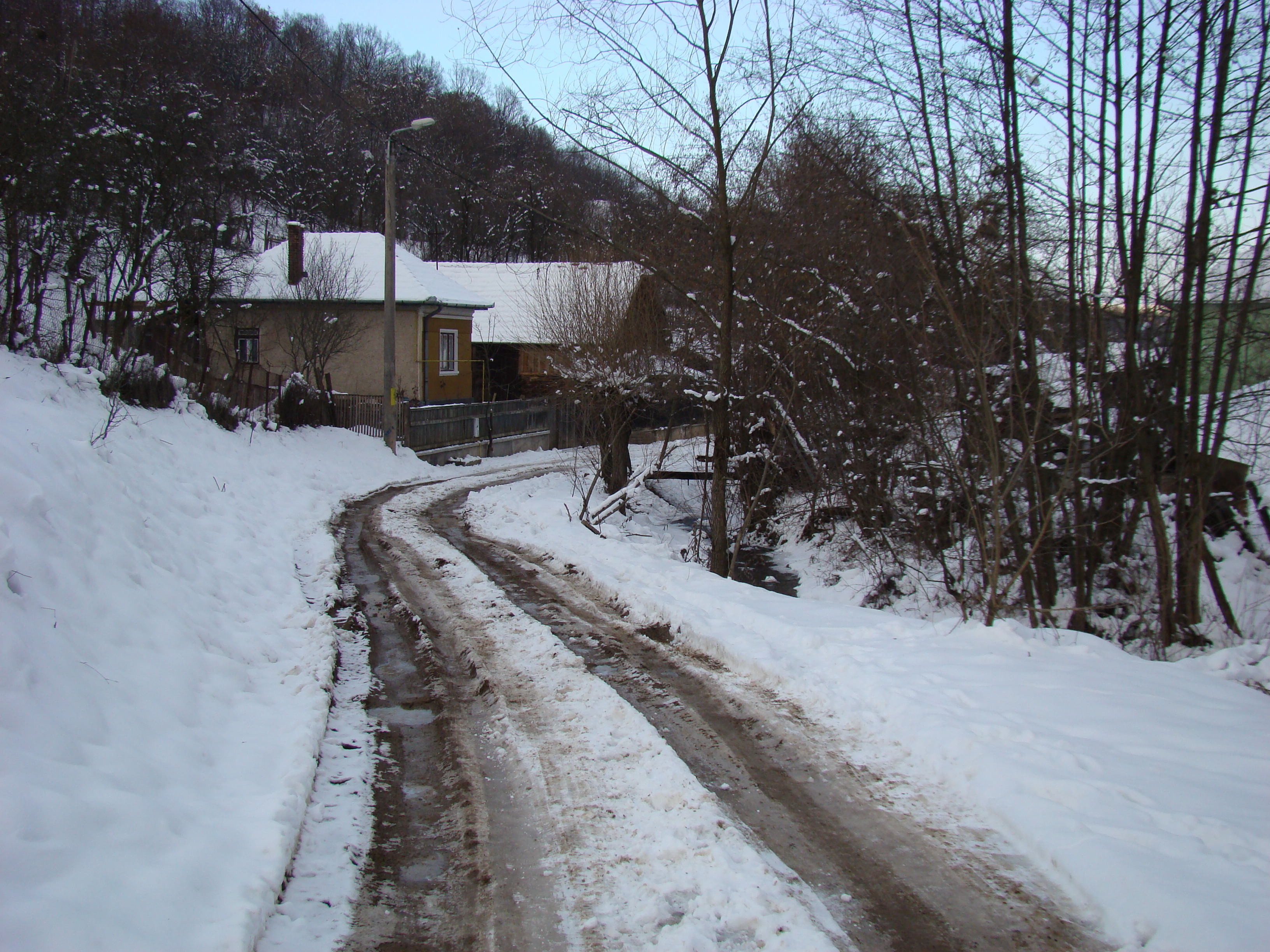
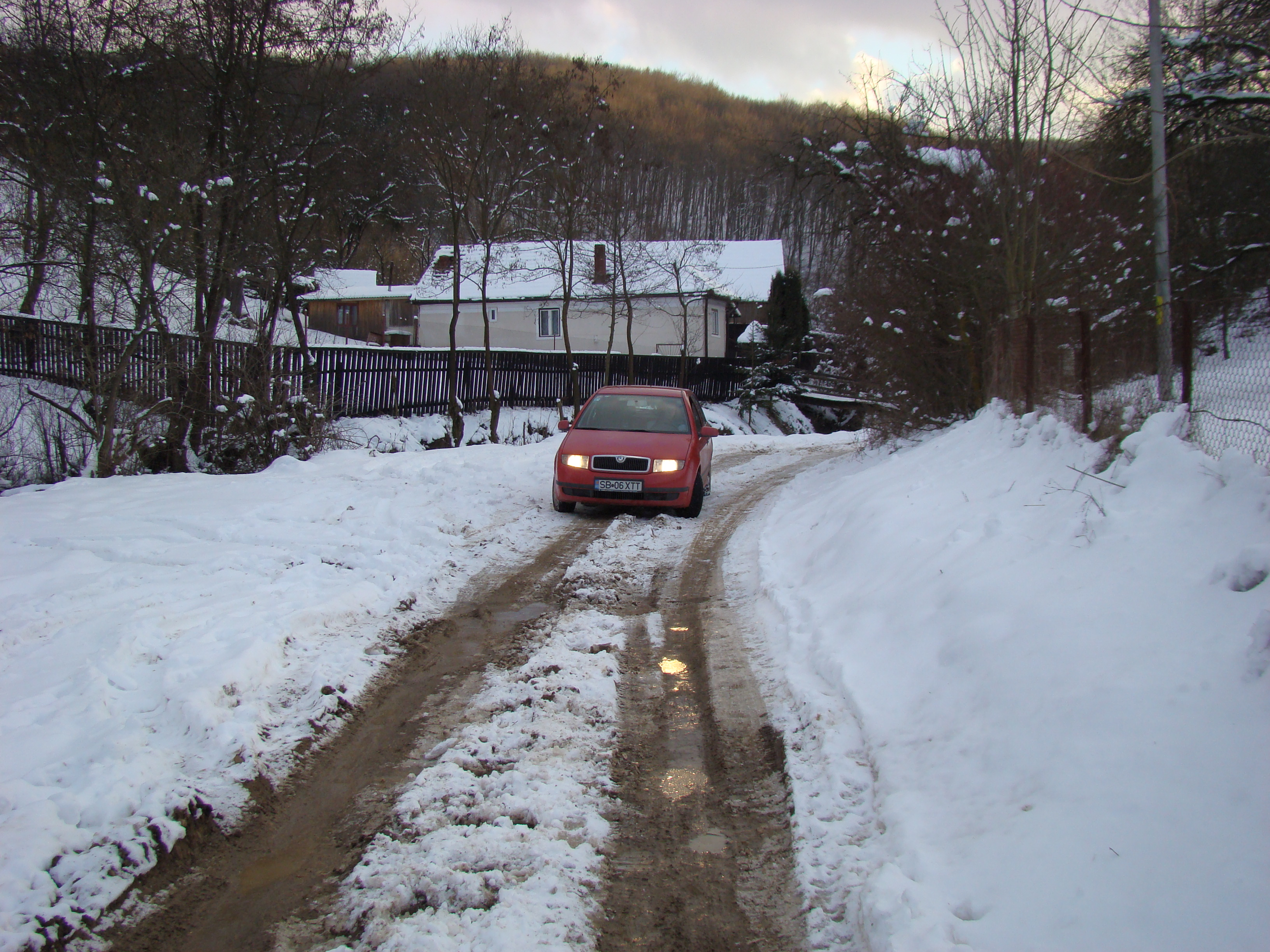
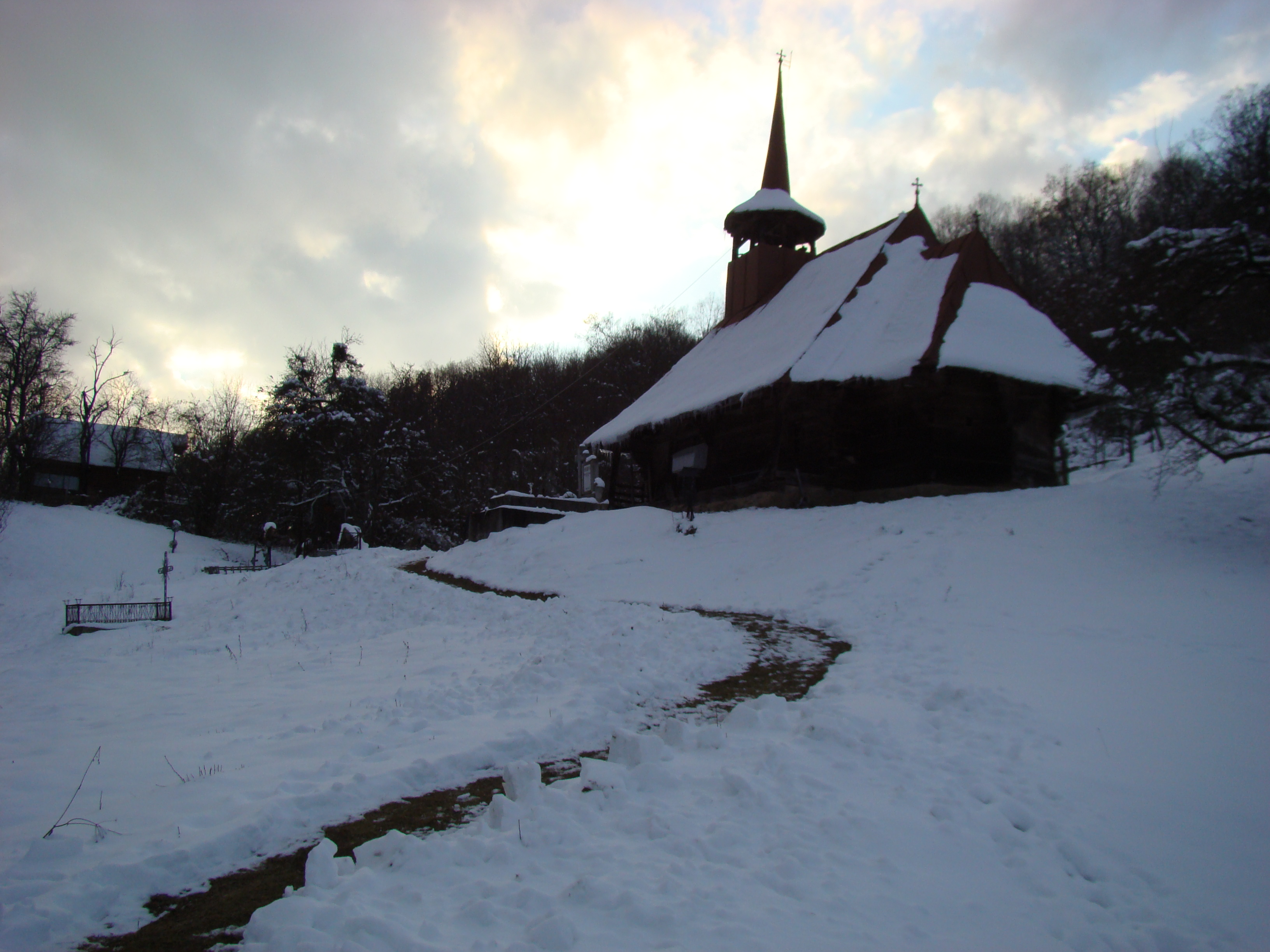
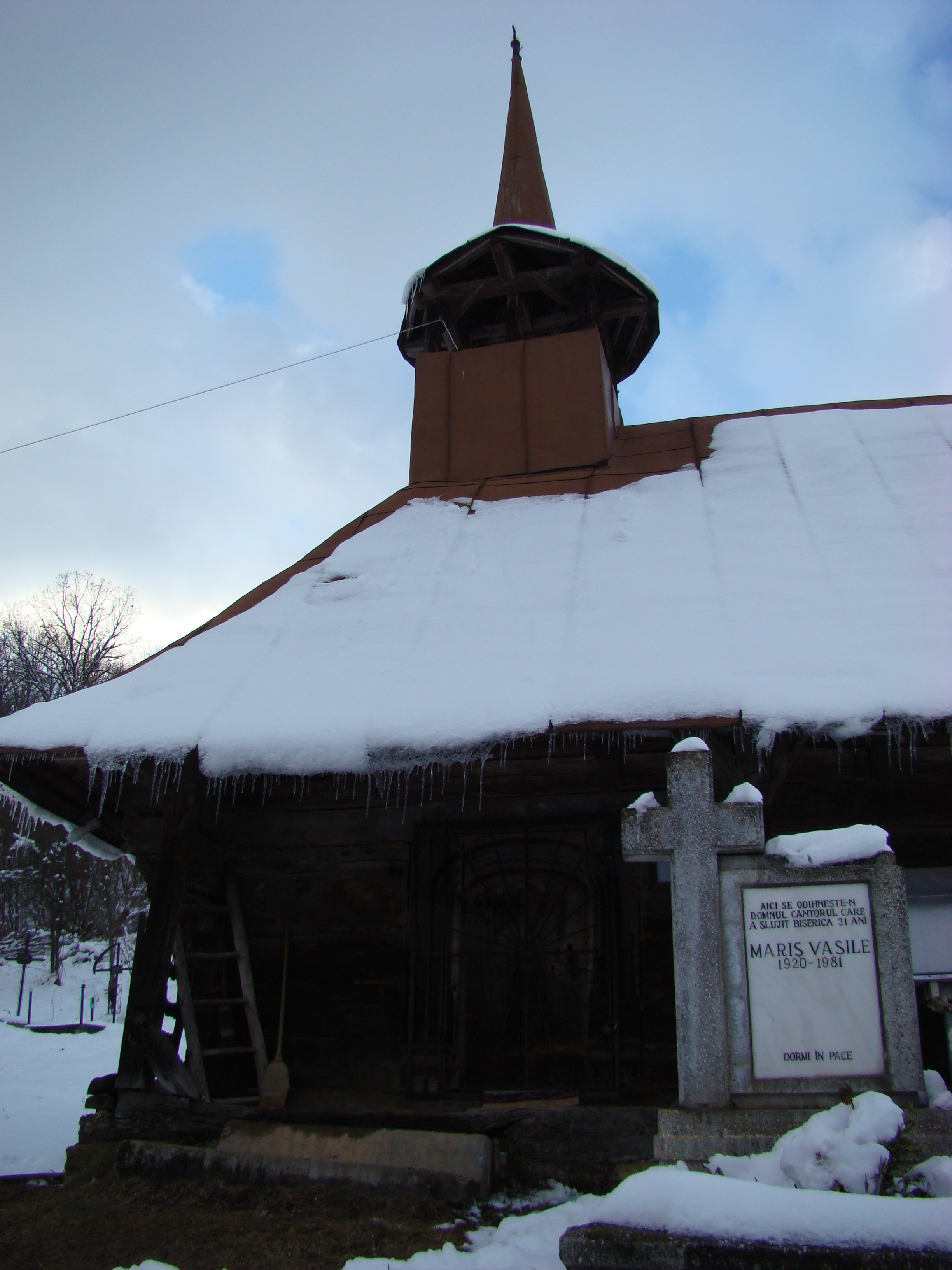
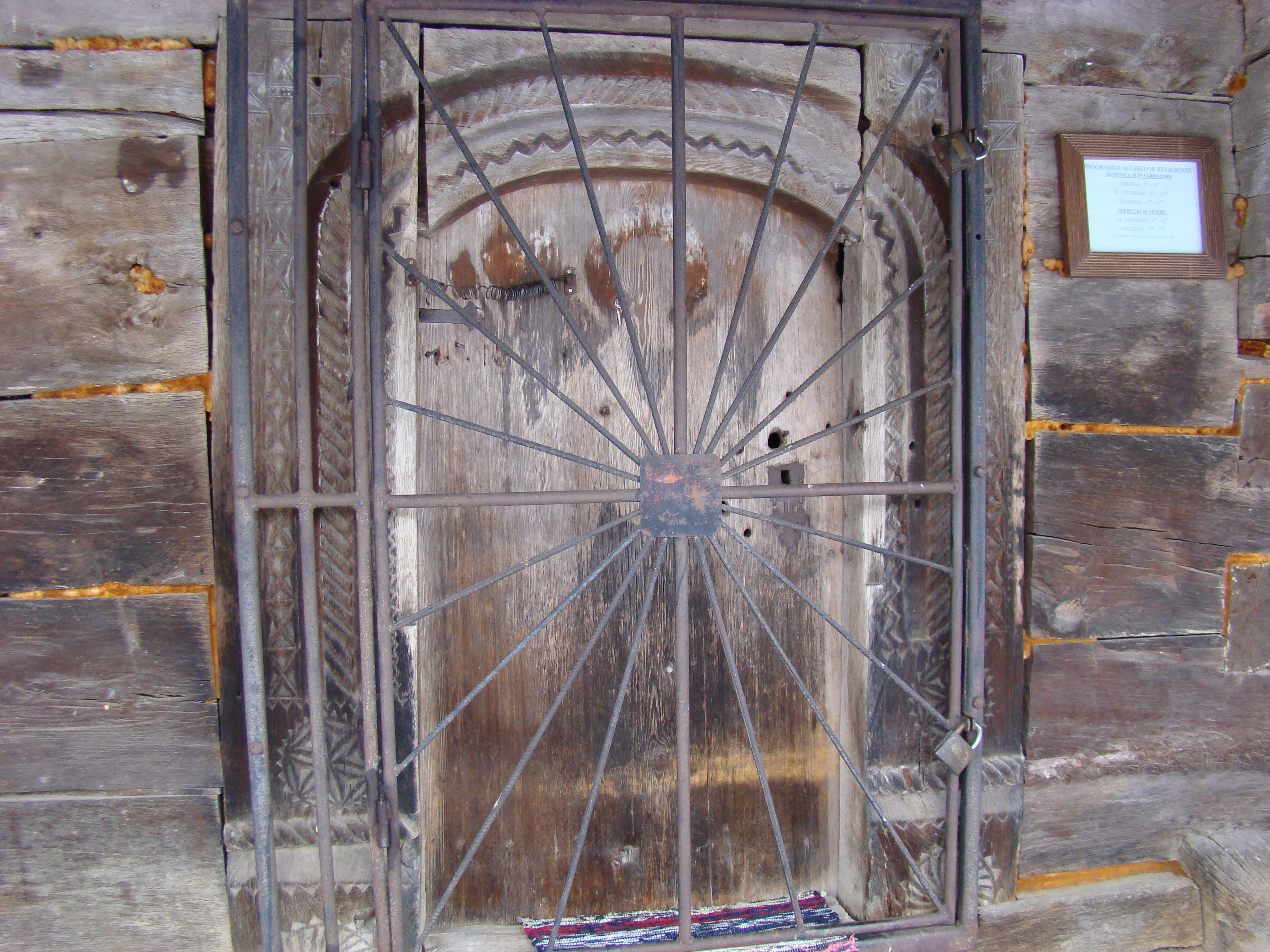
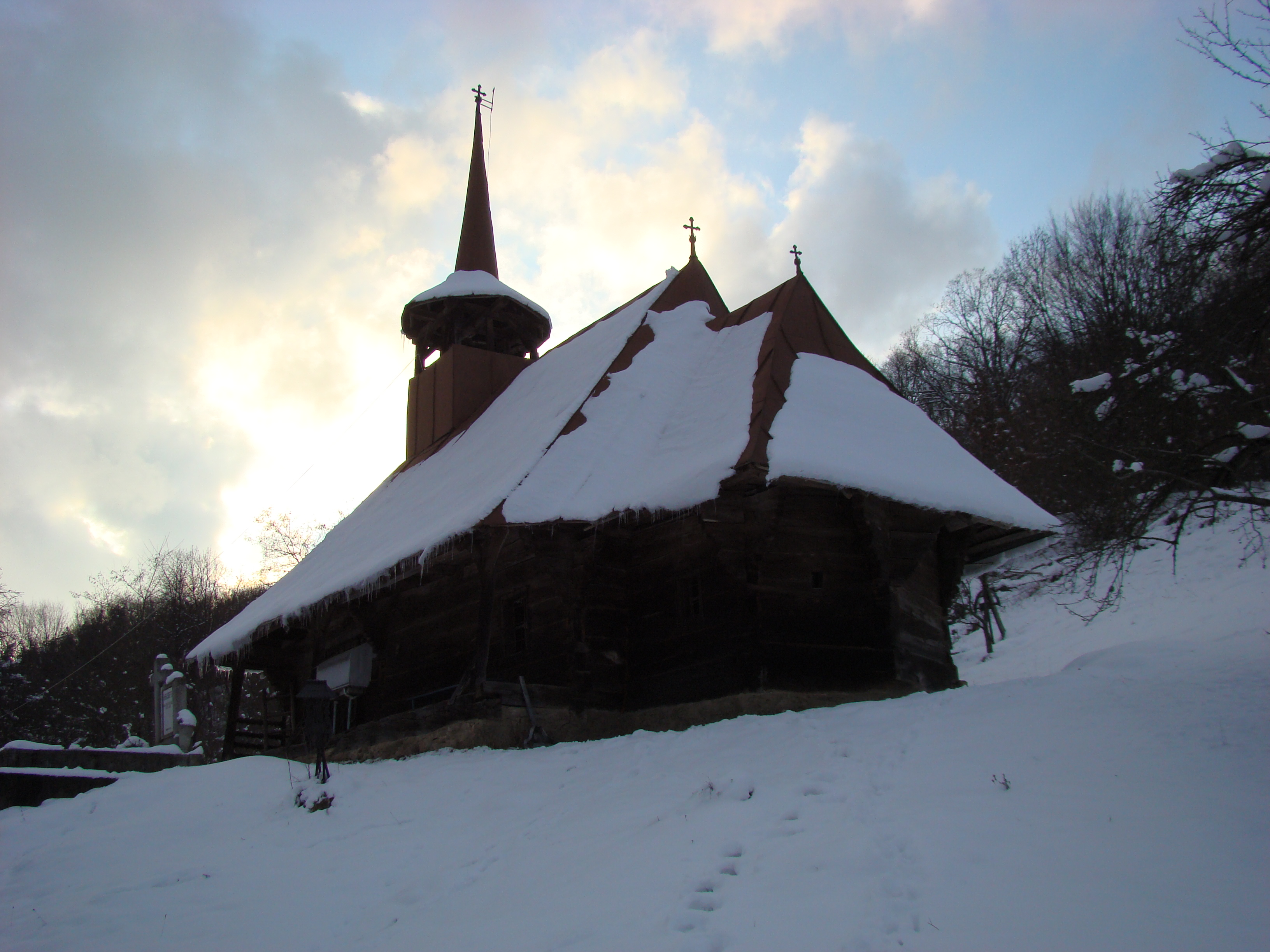
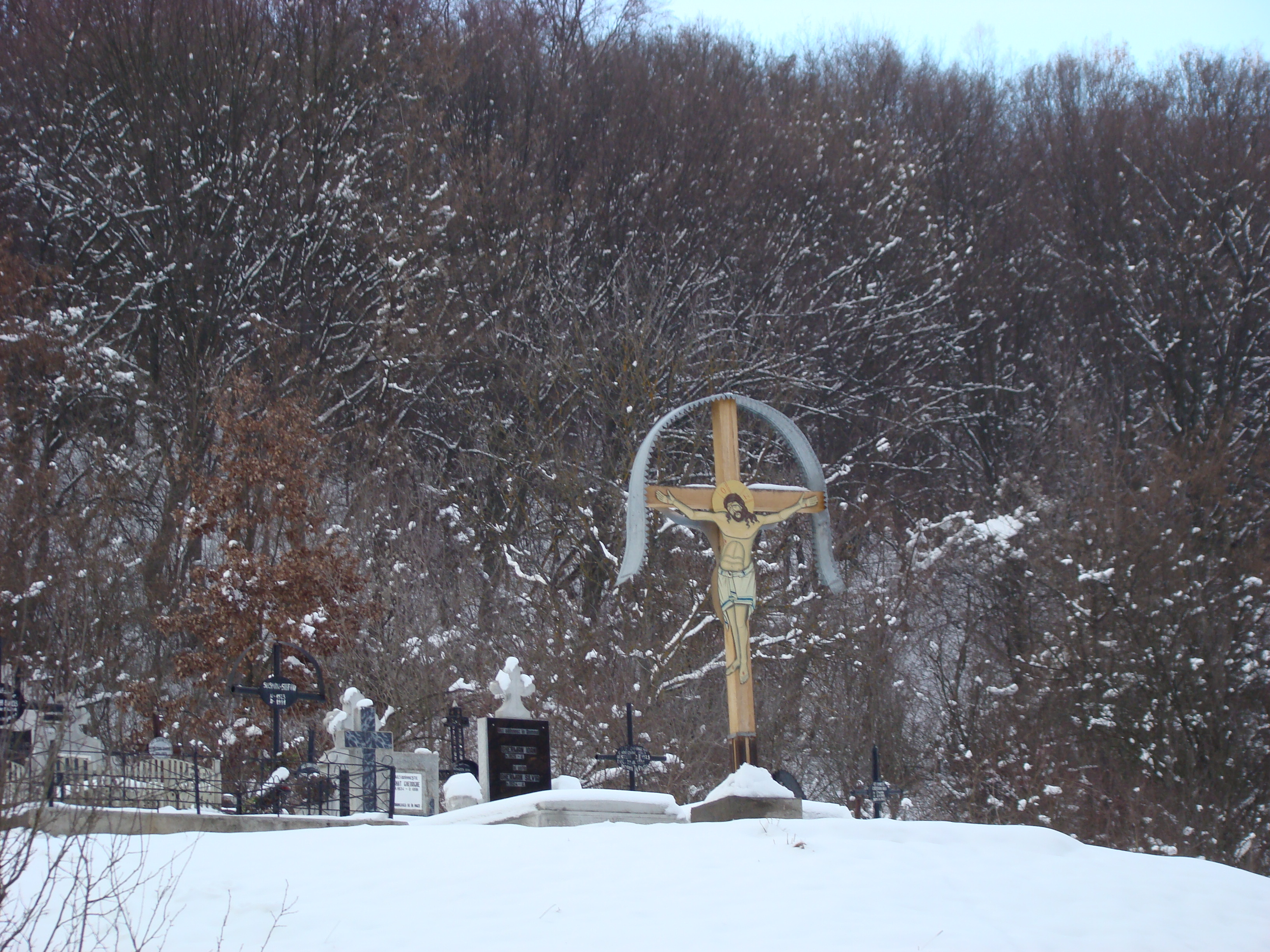
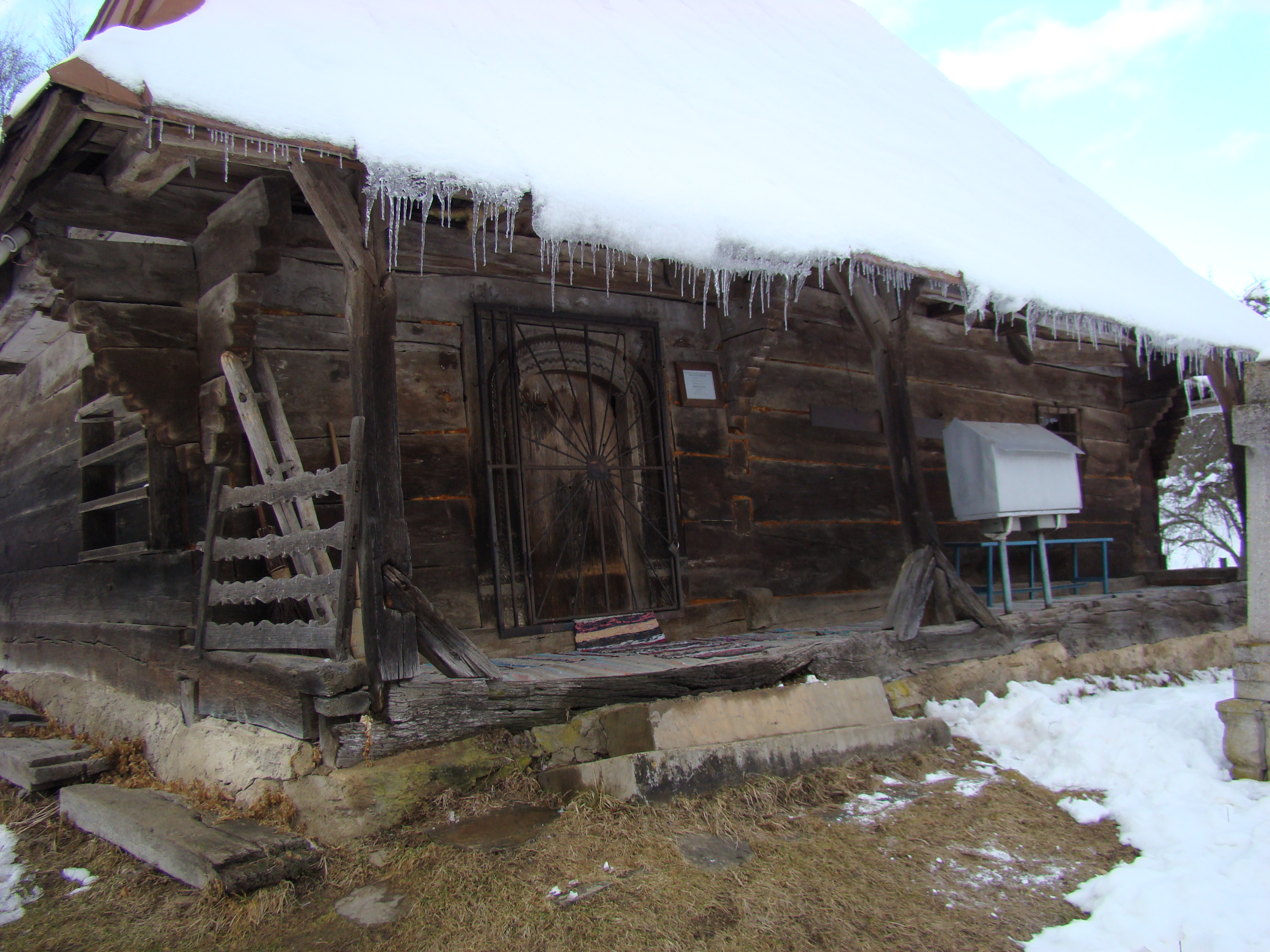
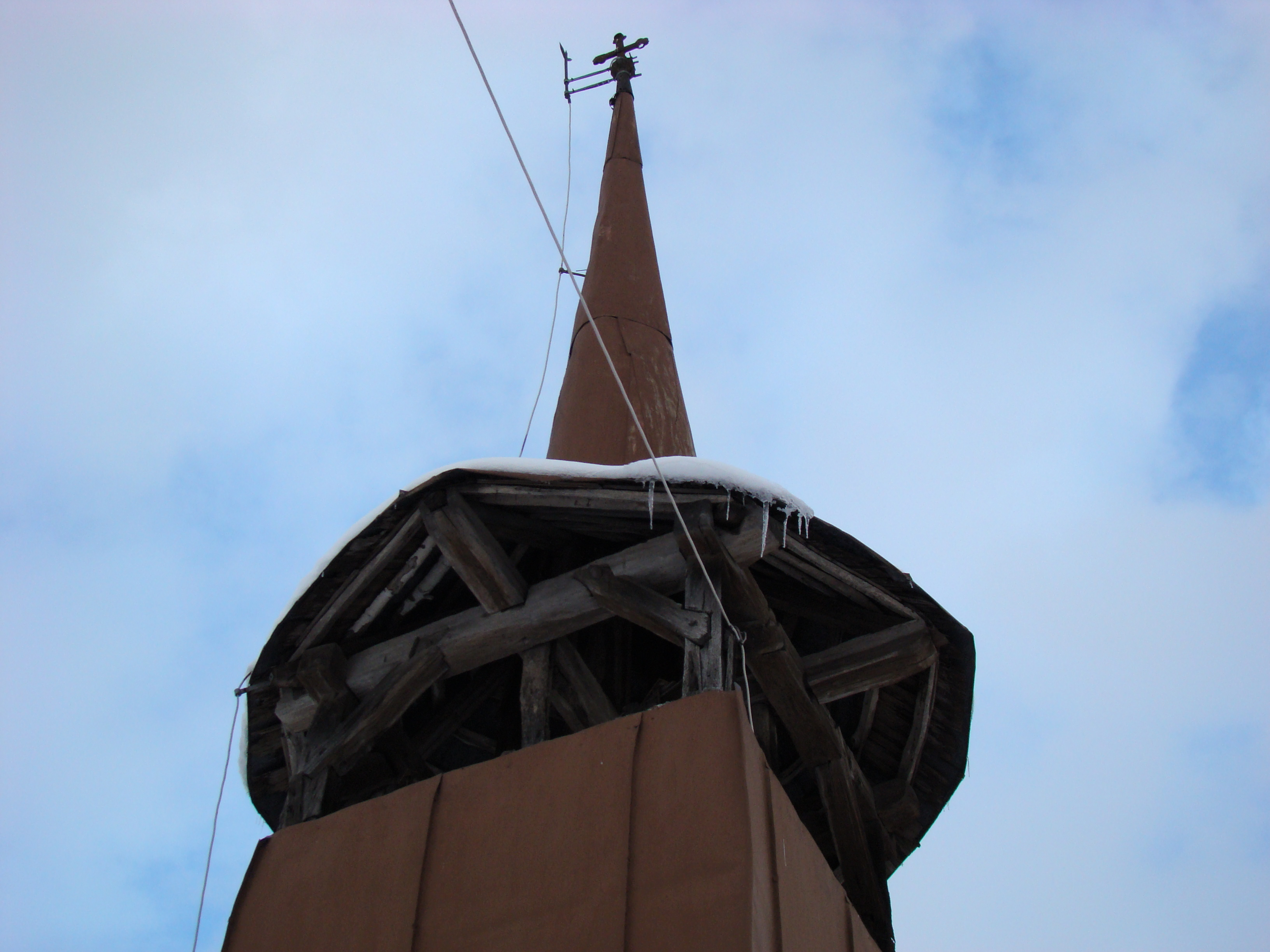
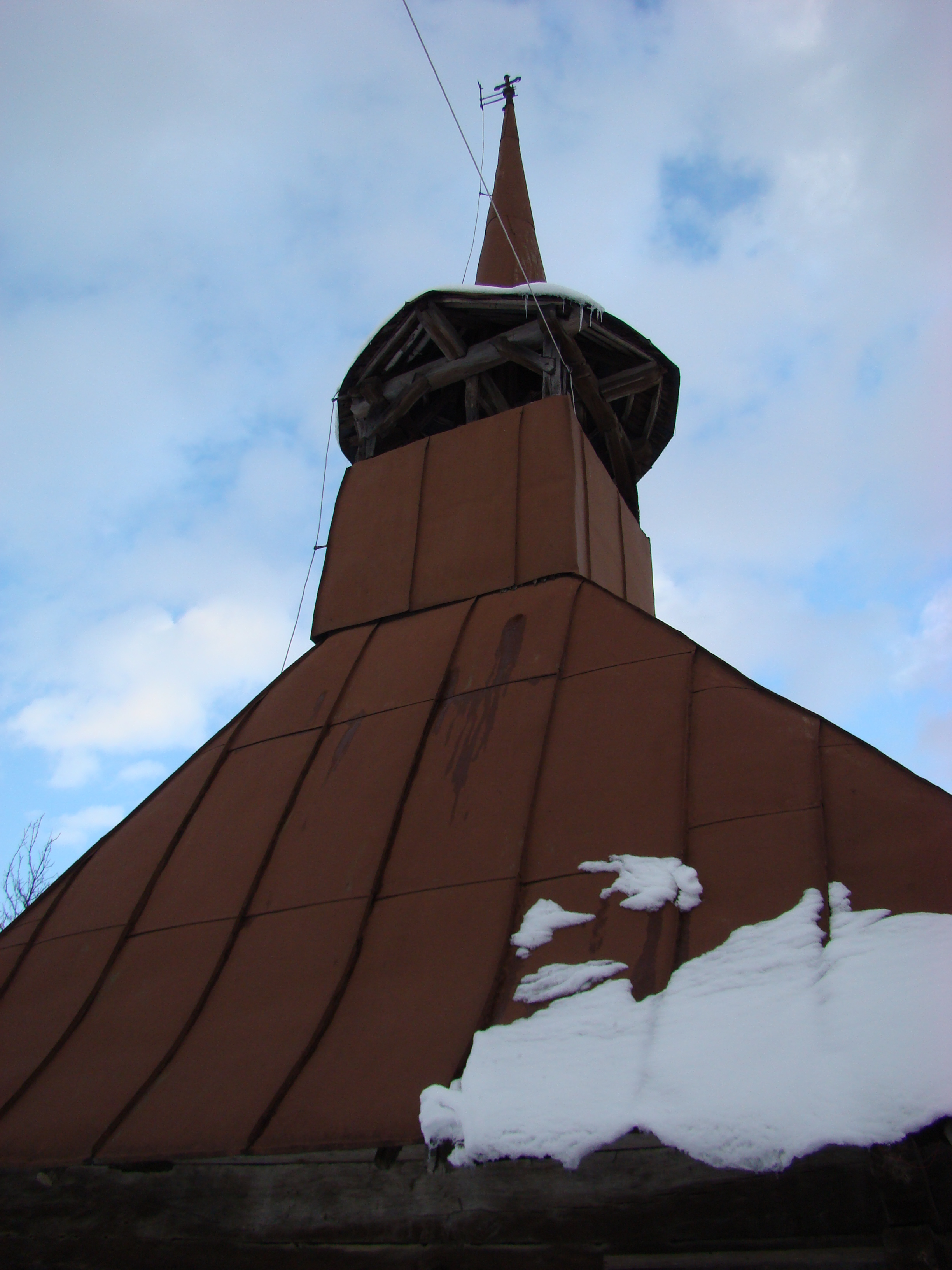
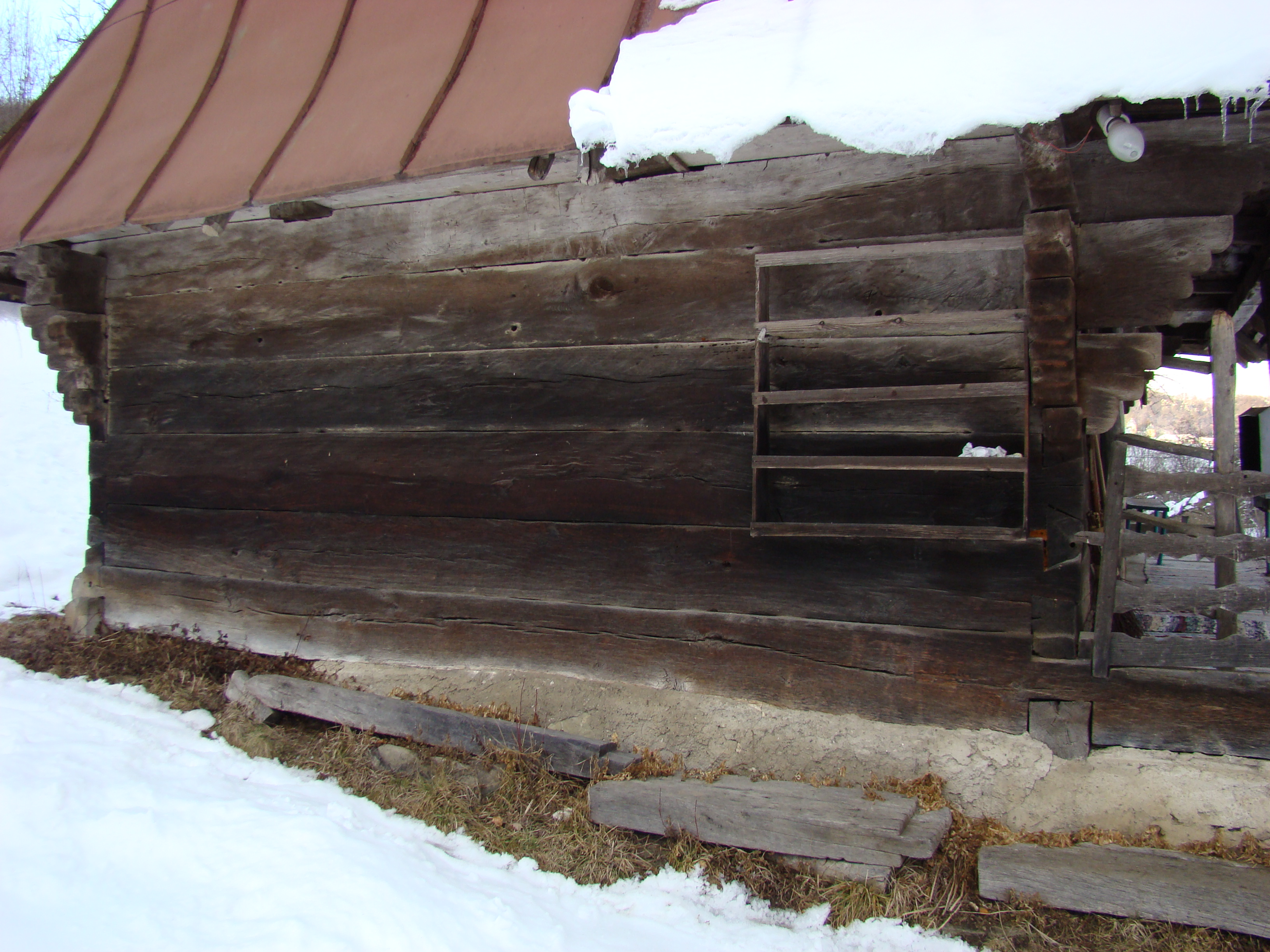
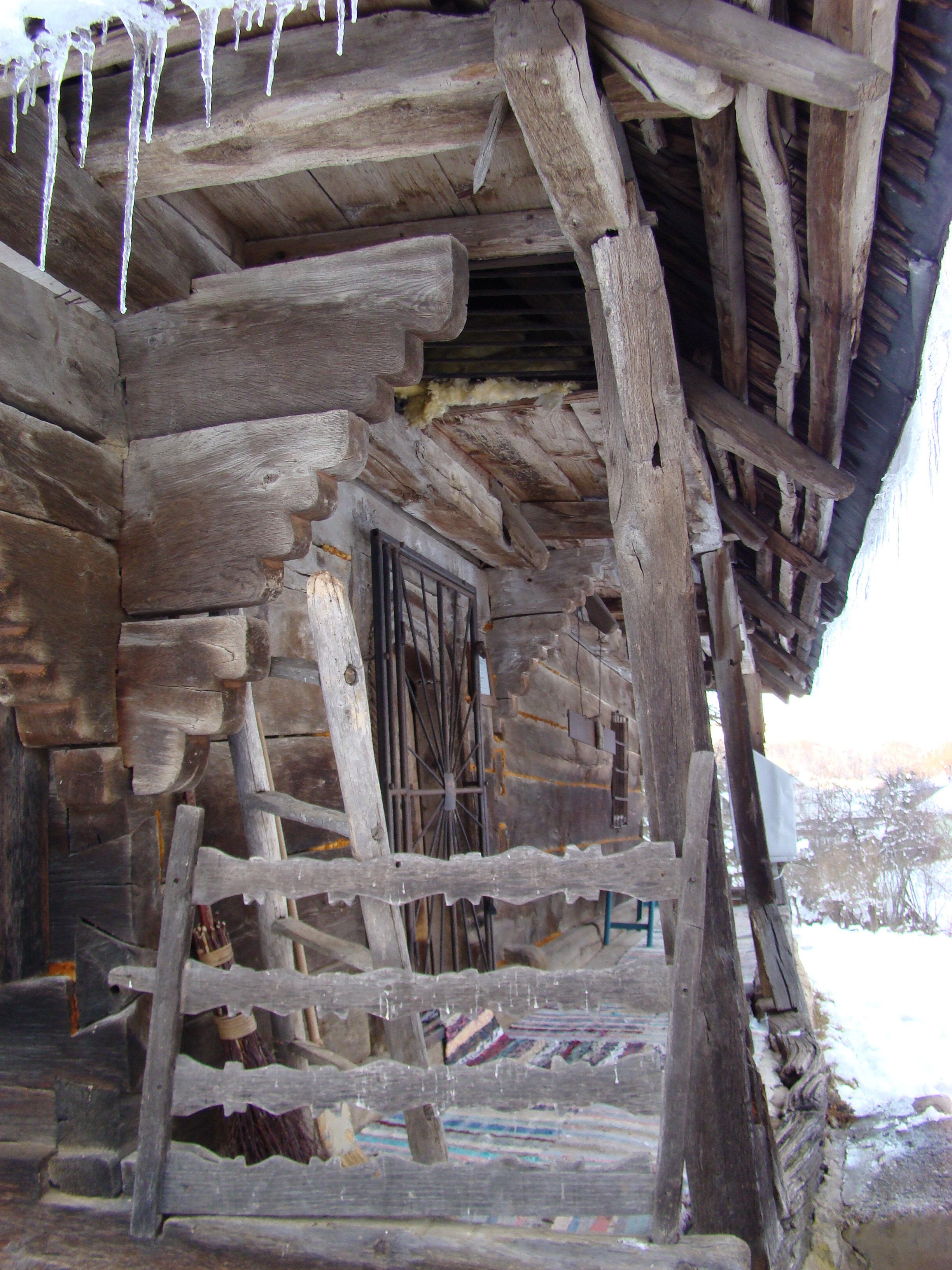
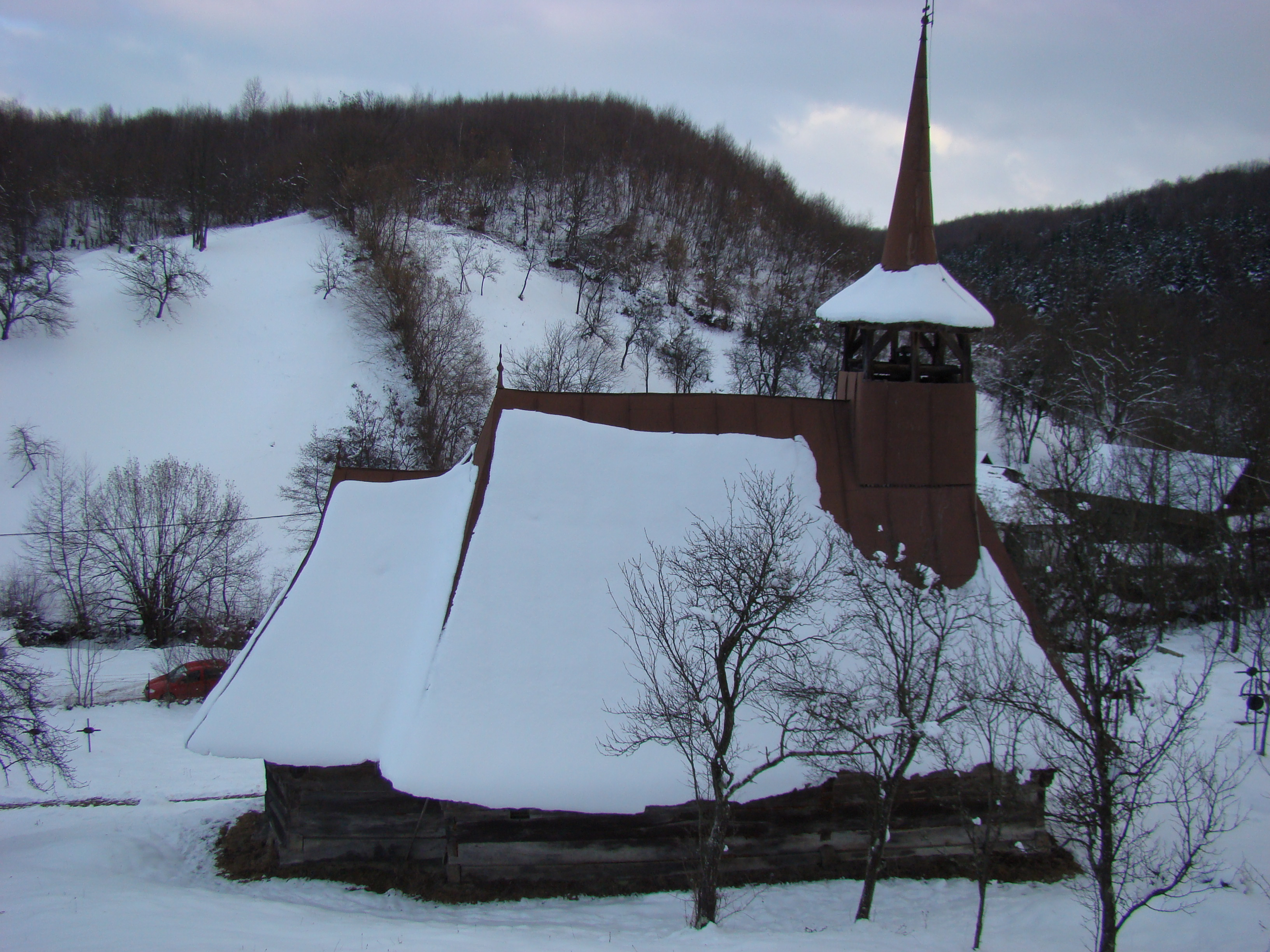
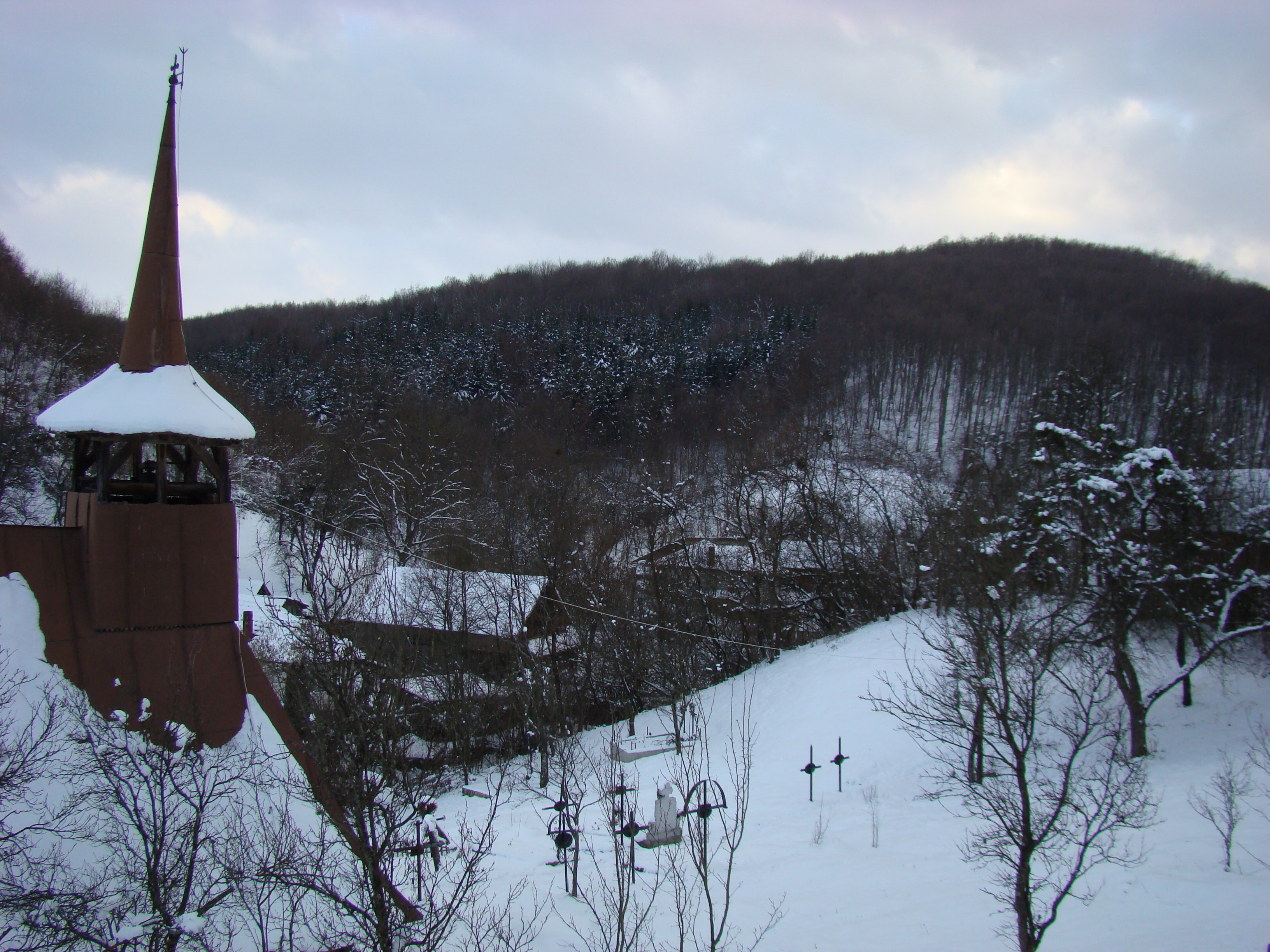
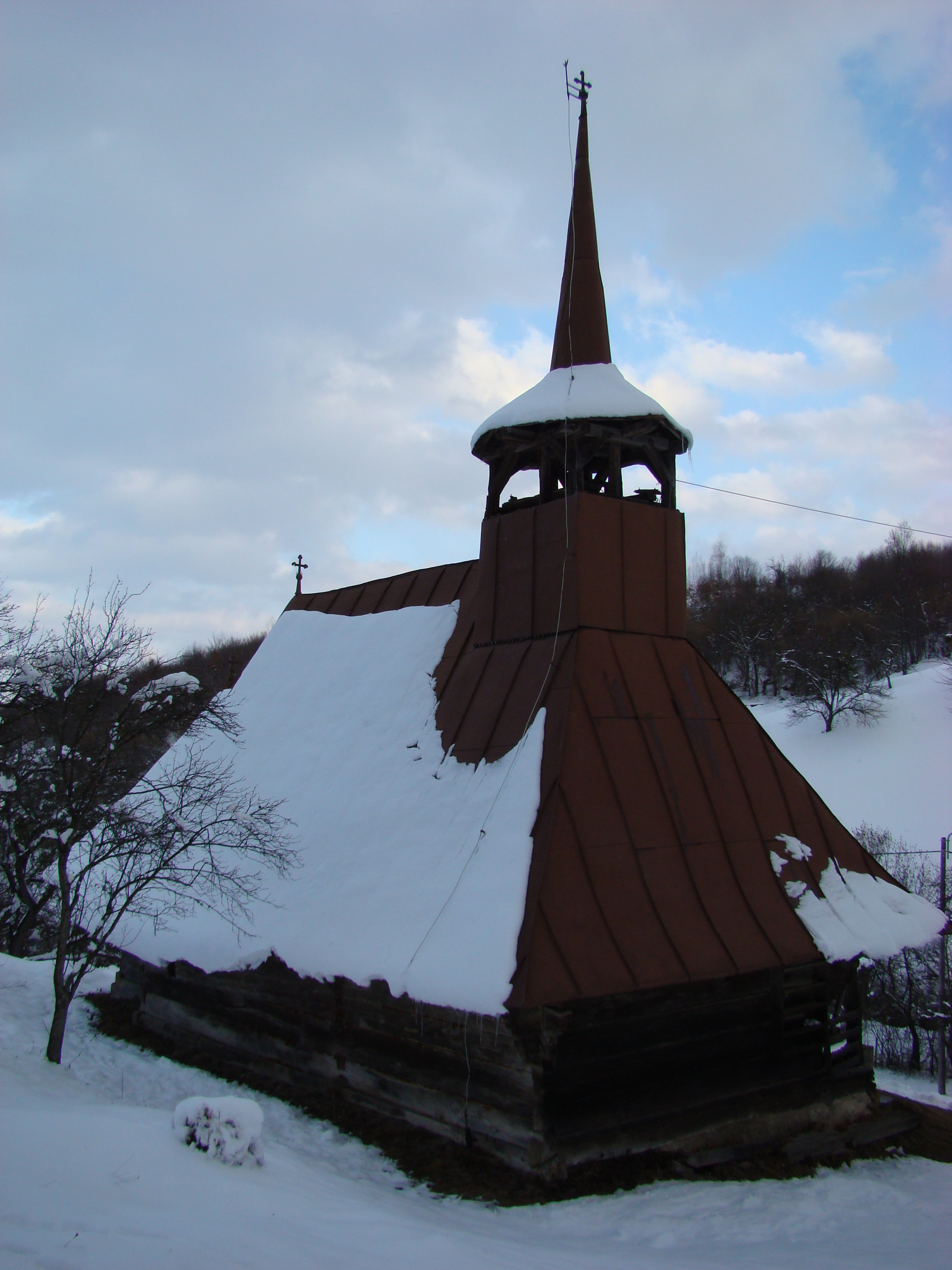
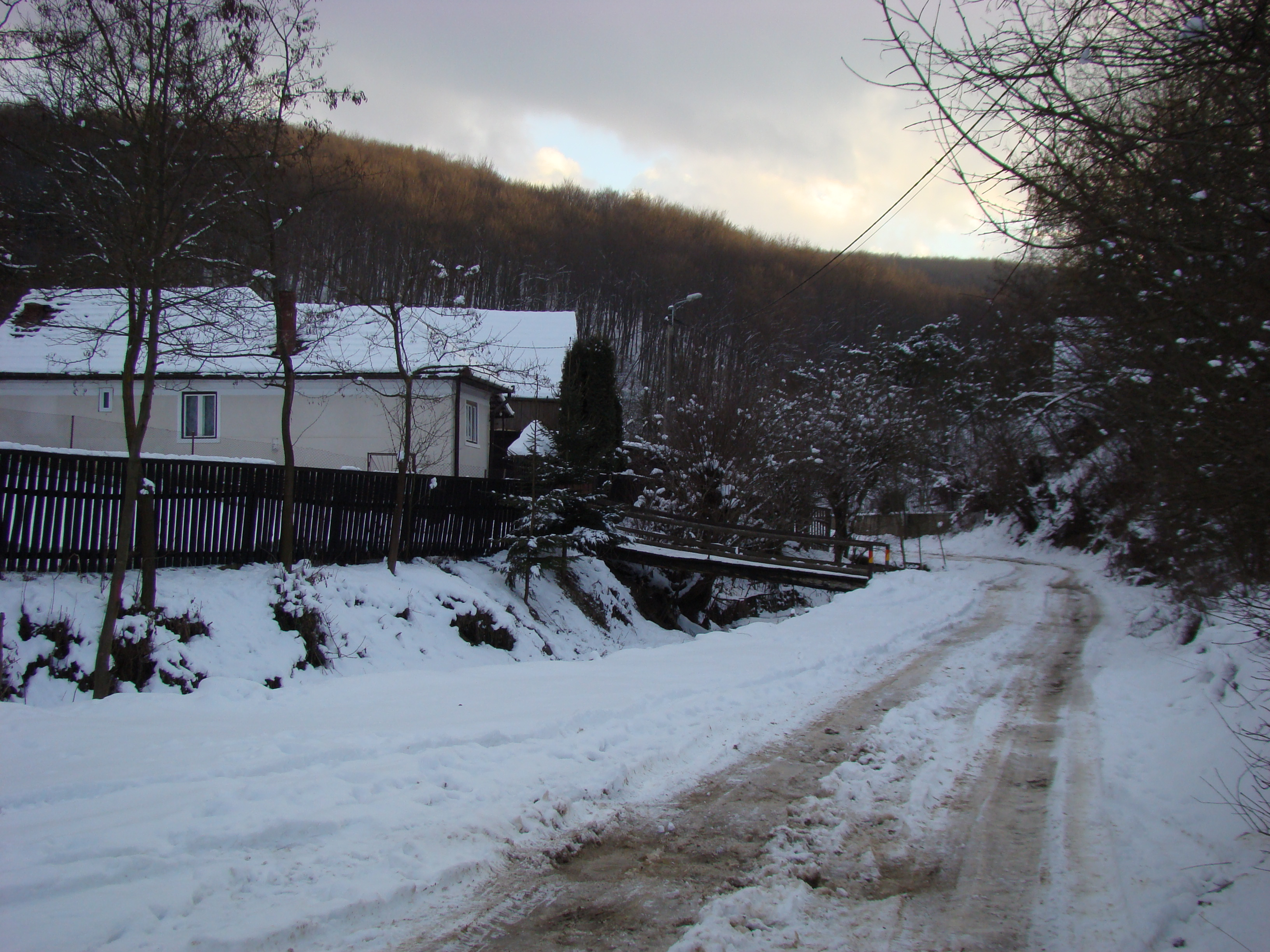
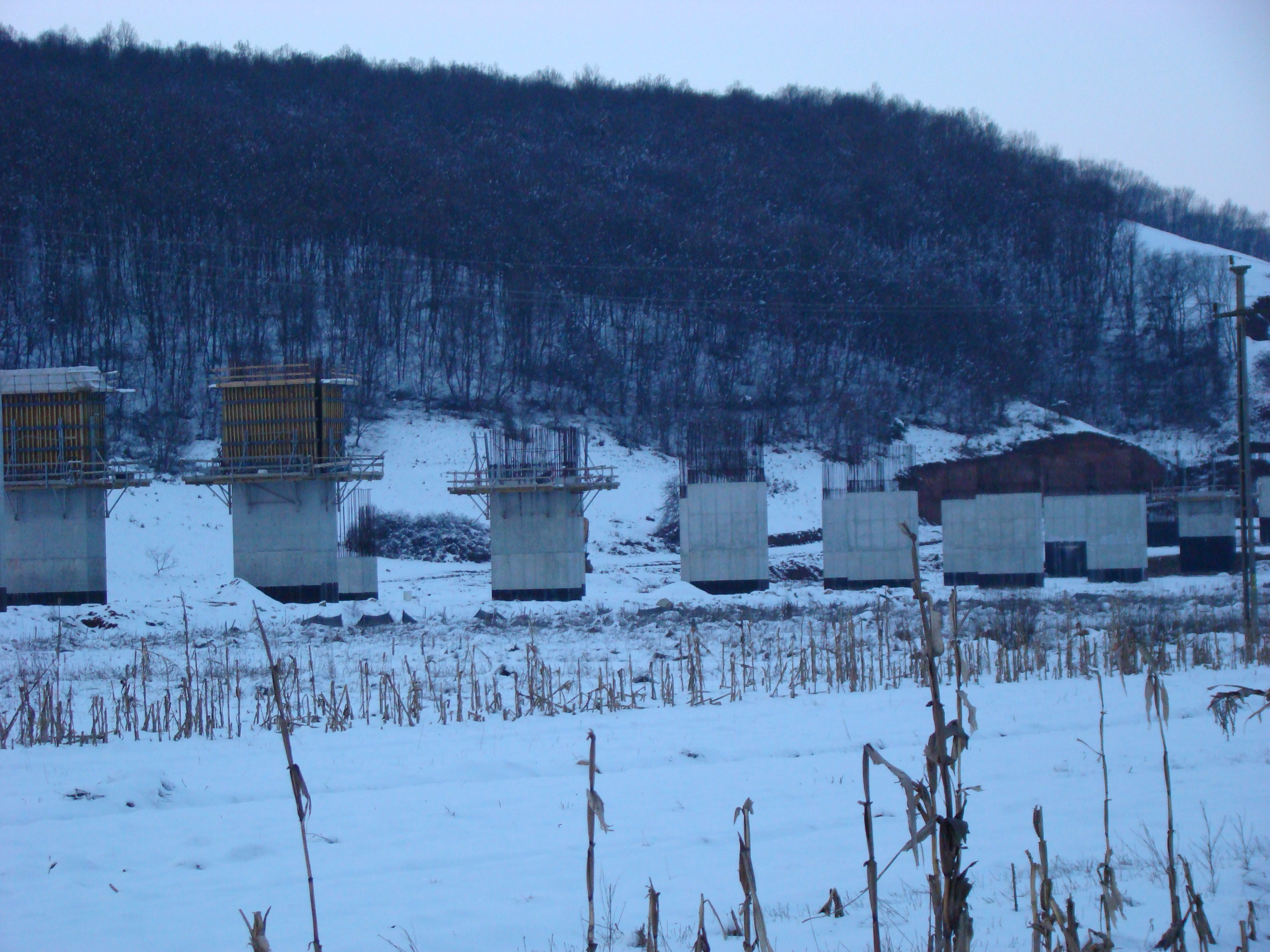
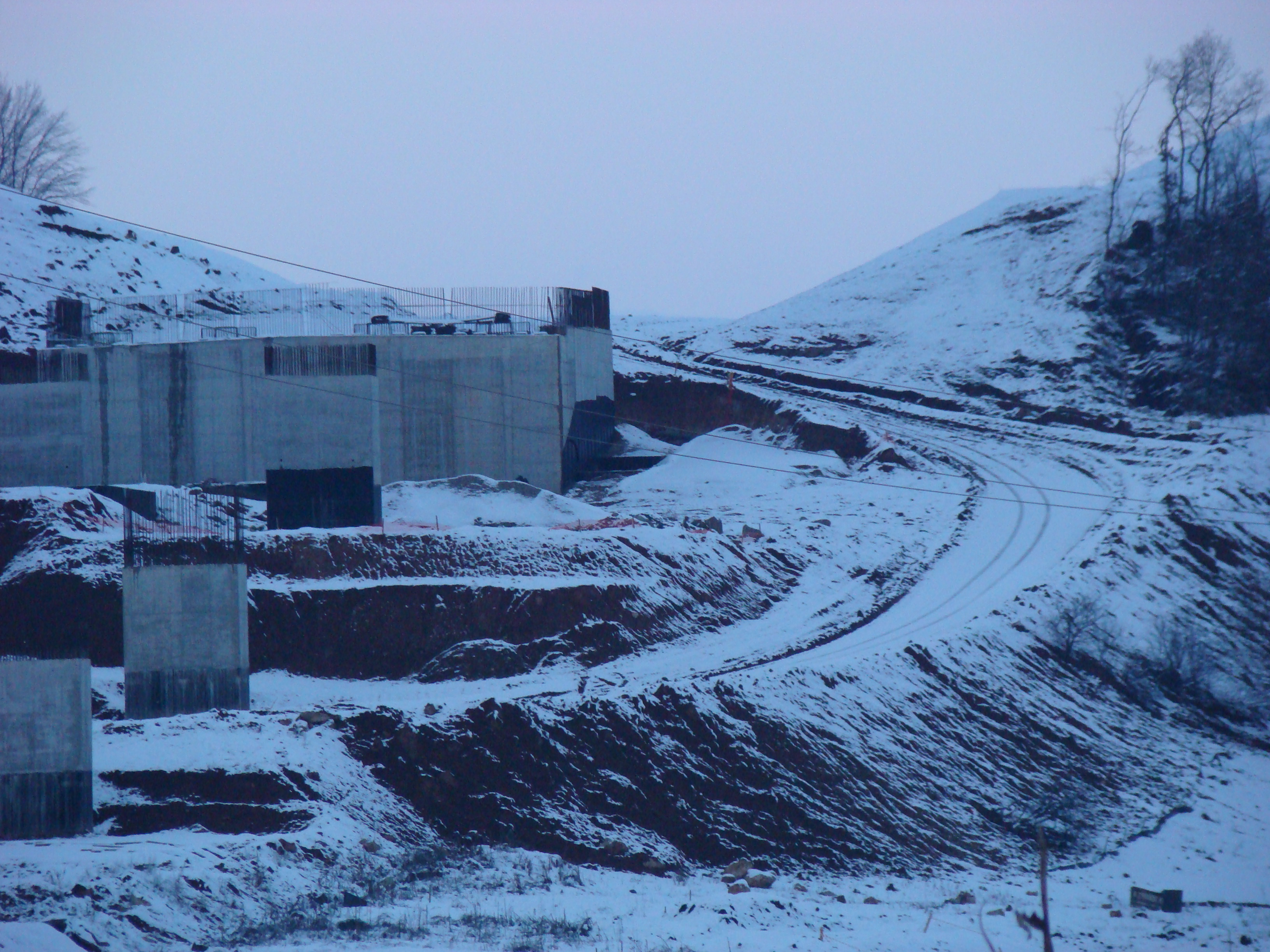
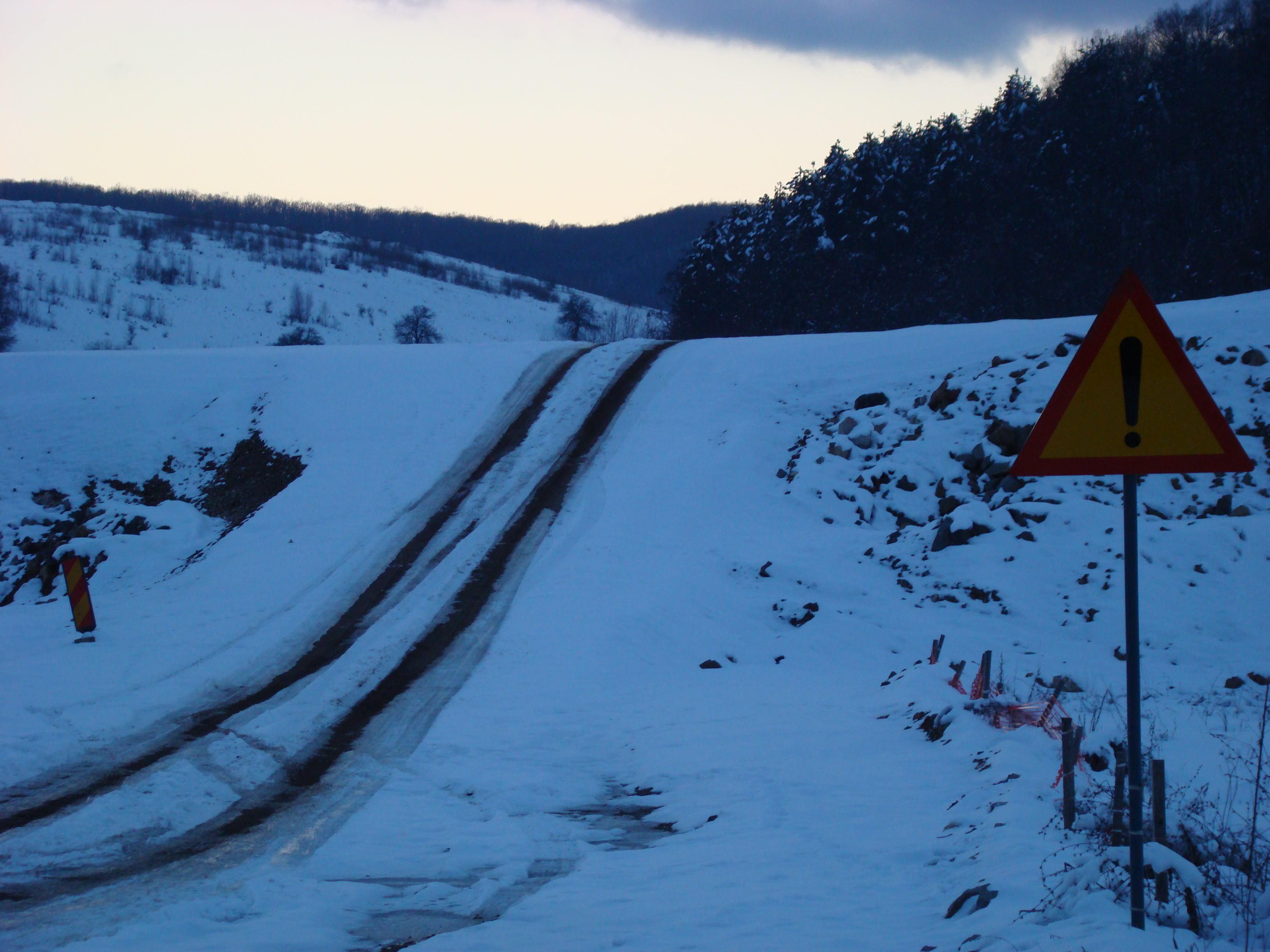